# Blangy-sur-Bresle
Pour les articles homonymes, voir Blangy et Bresle (homonymie).
Blangy-sur-Bresle est une commune française située dans le département de la Seine-Maritime en région Normandie.

## Géographie

### Description

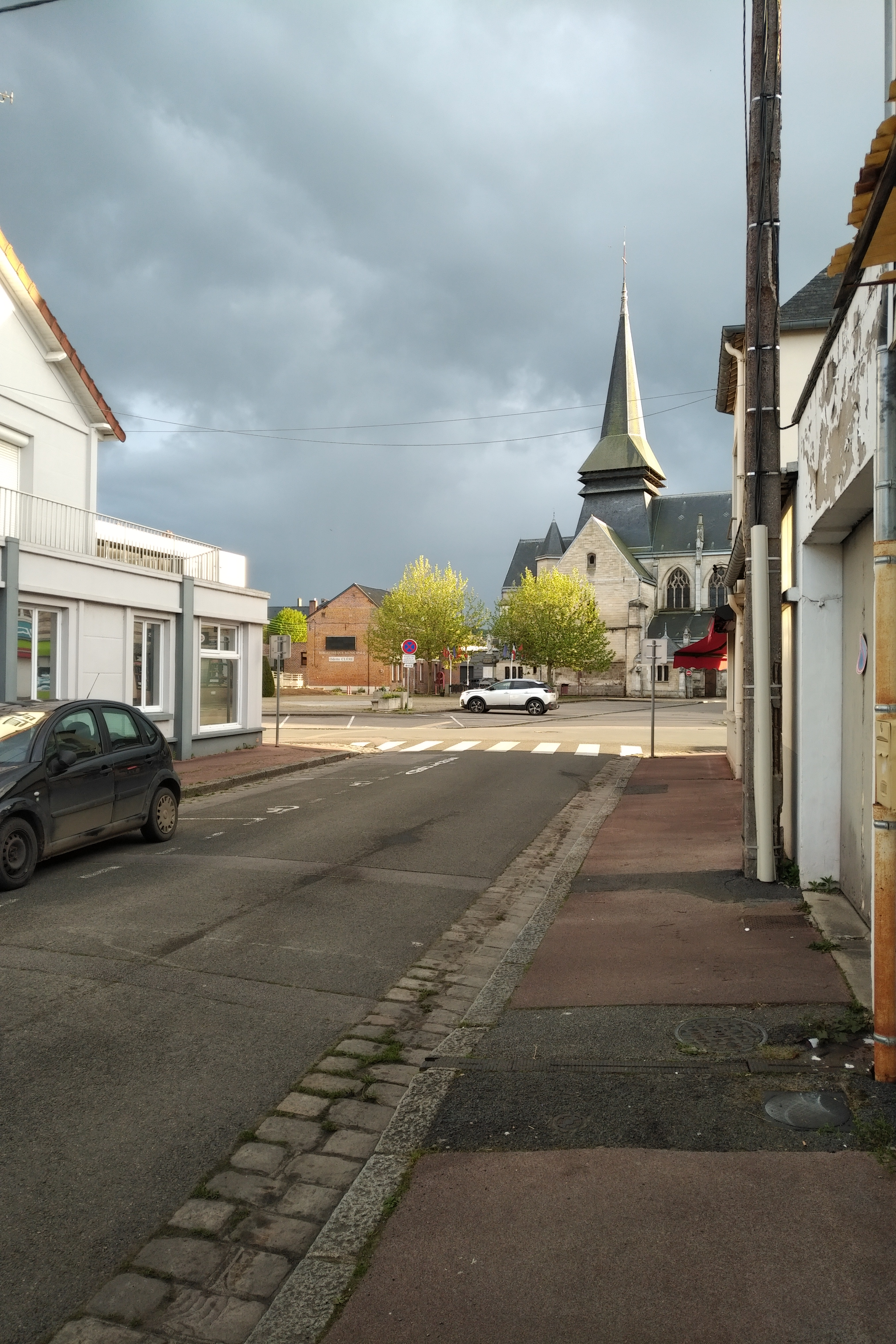
Le centre-ville depuis la rue Pasteur

Blangy-sur-Bresle est un bourg industriel normand de la vallée de la Bresle limitrophe de la Picardie et du département de la Somme, situé entre le cours d'eau et la Haute forêt d'Eu, à 25 km au sud-ouest d'Abbeville, 23 km au sud-est du Tréport et du littoral de la Manche, 65 km au nord-est de Rouen et à 45 km à l'ouest d'Amiens.
Le bourg est parfois surnommé la cité verrière, puisque, dès le Moyen Âge, des verreries se sont installées dans différents villages en lisière de la forêt d’Eu et de sa richesse en bois, indispensable pour les faire fonctionner, et de l'implantation dans la ville au XIXe siècle de verreries spécialisées dans le flaconnage de luxe. Cette activité est toujours prédominante dans la Vallée de la Bresle, qui se décrit comme la Glass Vallée, et qui emploie environ 7 500 salariés répartis dans soixante-dix entreprises dont certaines à Blangy. Le  musée de la Verrerie y est implanté,.
La commune est la ville-centre de l'aire d'attraction de Blangy-sur-Bresle, de son unité urbaine, de son bassin de vie, et se trouve dans la zone d'emploi de La Vallée de la Bresle-Vimeu.

### Communes limitrophes
Le territoire de la commune est limitrophe de ceux de 11 autres communes dont 3 sont situées dans le département voisin de la Somme.
| Monchaux-Soreng                      | Bouttencourt (Somme) | Neslette (Somme)        |
| Rieux Dancourt                       | Blangy-sur-Bresle    | Nesle-l'Hôpital (Somme) |
| Saint-Riquier-en-Rivière Fallencourt | Pierrecourt Réalcamp | Nesle-Normandeuse       |

### Géologie et relief
La superficie de la commune est de 17,5 km2 ; son altitude varie de 42  à   216 mètres.
Les sondages effectués dans la vallée de la Bresle, en particulier celui de Blangy, sont caractéristiques du nord-ouest du Bassin Parisien. Les terrains affleurants vont du Cénomanien moyen et supérieur à l'Holocène.
Des craies argileuses grises du Cénomanien constituent la base des terrains affleurants de Blangy-sur-Bresle. Les craies sont recouvertes, par d'autres craies aux Turoniens inférieur, moyen et supérieur. Des craies blanches viennent compléter l'ensemble au Turonien terminal, aux Coniacien inférieur, moyen, supérieur, et aux Santoniens inférieur, moyen et supérieur. Des sables, graviers et cailloux de silex viennent recouvrir les craies blanches au Thanétien et à l'Yprésien. Des limons recouvrent l'ensemble sur les plateaux, les pentes et les vallées sèches.

### Hydrographie

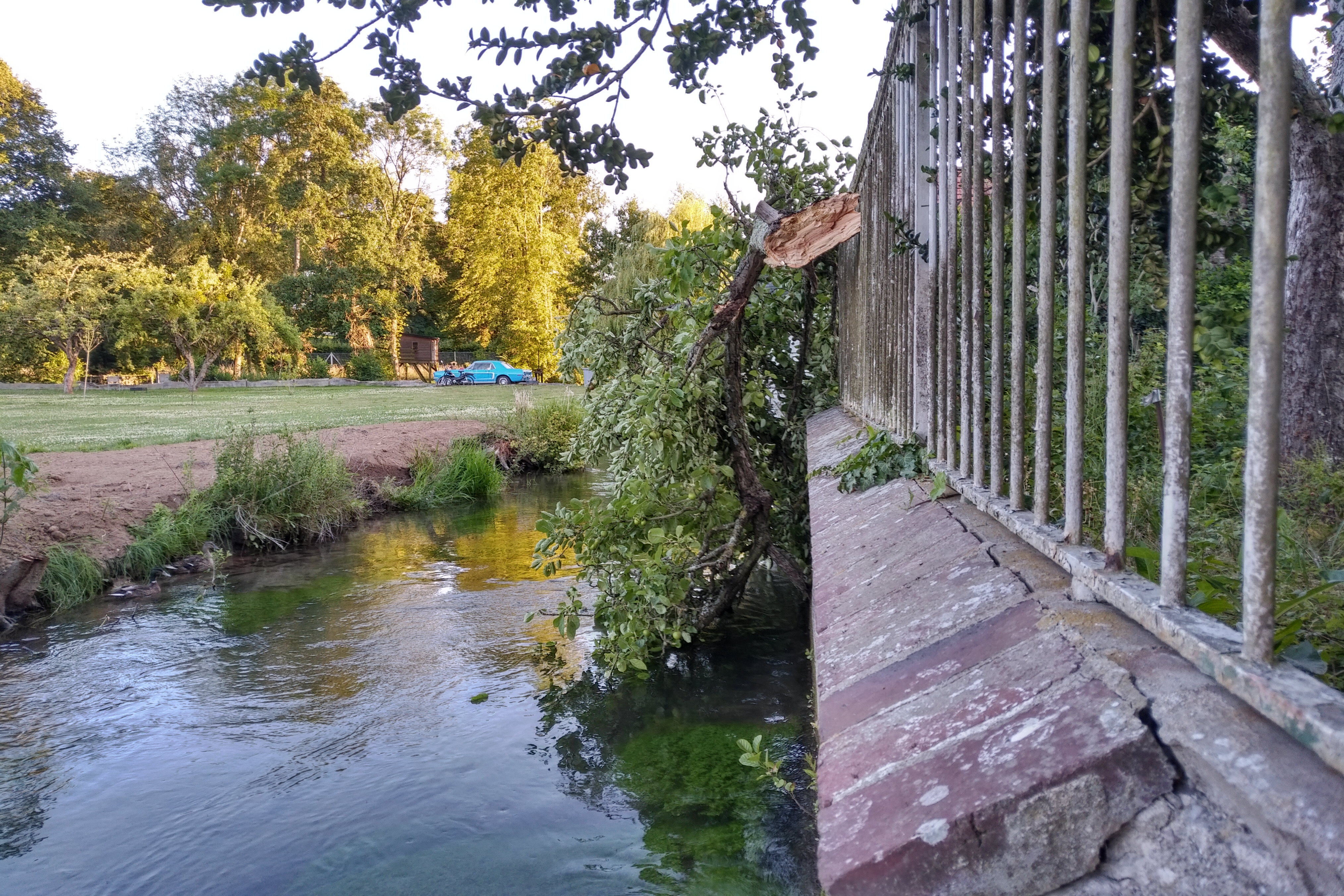
La Bresle sur le canal du Relais (vue depuis les fonds de jardins privés)

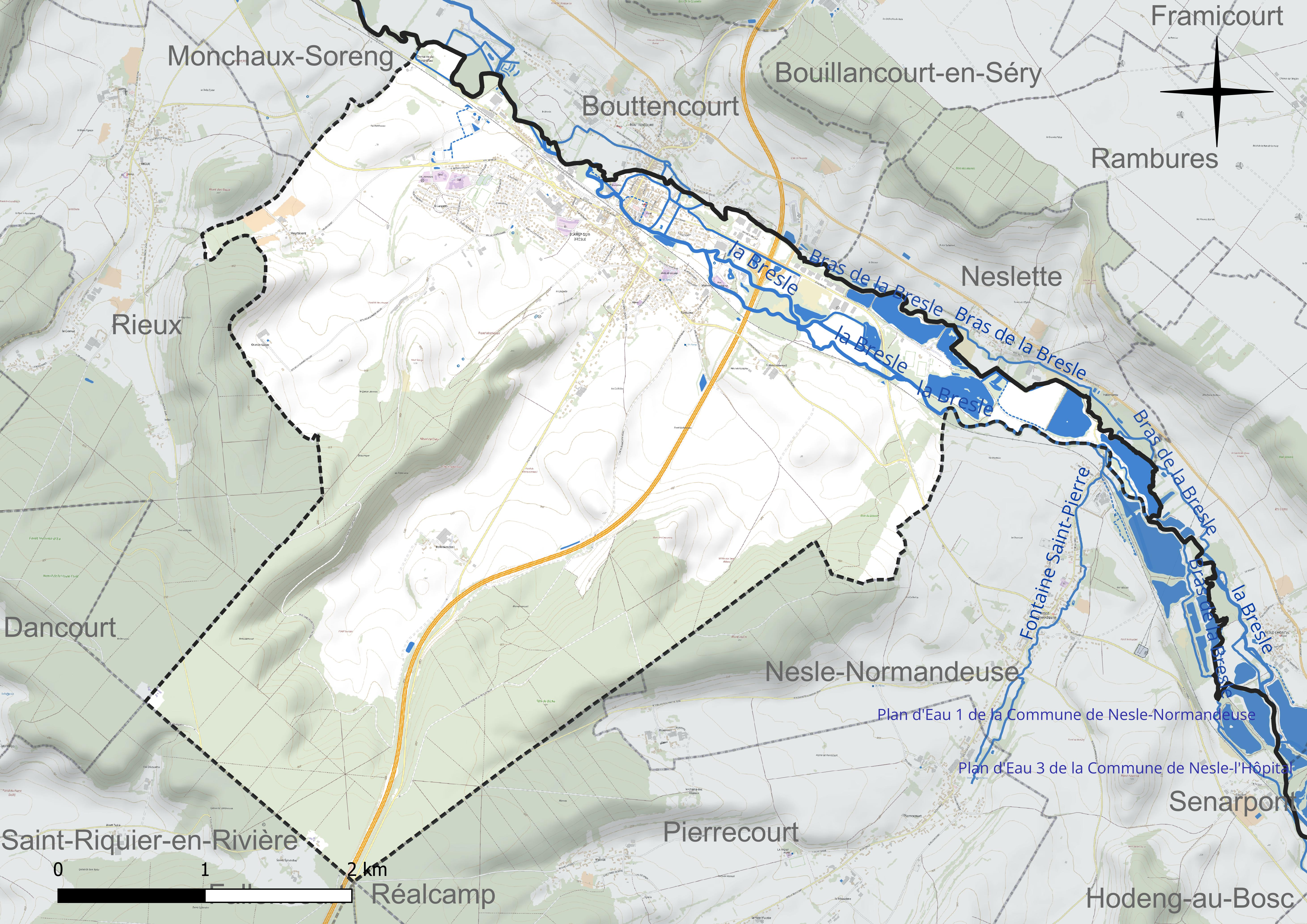
Réseau hydrographique de Blangy-sur-Bresle.

La commune est située dans le bassin Seine-Normandie. Elle est drainée par la Bresle, un bras de la Bresle, le cours d'eau 01 de la commune de Bouttencourt, la Bresle et divers autres petits cours d'eau,.
La Bresle est un fleuve côtier d'une longueur de 68 km, qui prend sa source dans la commune d'Abancourt, à 180 mètres d’altitude, et se jette dans la Manche au Tréport, après avoir traversé 30 communes, drainant un bassin versant de 748 km2. Le fleuve se sépare en trois bras. Le réseau est complété par 5 canaux et biefs servant à réguler les flux ou irriguer terres et moulins. L'ensemble du fleuve et de ses affluents est classé en 1re catégorie piscicole en raison de la présence de migrateurs amphihalins (truites de mer, saumons atlantiques, anguilles, lamproies fluviatiles).
D'anciennes ballastières inondées occupent l'ouest de la commune et constituent une zone de pêche importante. Ces ballastières et l'ensemble des autres plans d'eau sont classés en 2e catégorie piscicole. Il s'agit des sept plans d'eau suivants : le plan d'eau 1 de la commune de Blangy-sur-Bresle (1,29 ha), le plan d'eau 2 de la commune de Blangy-sur-Bresle (6,48 ha), le plan d'eau 3 de la commune de Blangy-sur-Bresle (1,19 ha), le plan d'eau 4 de la commune de Blangy-sur-Bresle (1,49 ha), le plan d'eau 5 de la commune de Blangy-sur-Bresle (1,92 ha), le plan d'eau 6 de la commune de Blangy-sur-Bresle (7,55 ha) et le plan d'eau 7 de la commune de Blangy-sur-Bresle (5,87 ha),.

### Climat
Pour des articles plus généraux, voir Climat de la Normandie et Climat de la Seine-Maritime.
En 2010, le climat de la commune est de type climat océanique altéré, selon une étude du CNRS s'appuyant sur une série de données couvrant la période 1971-2000. En 2020, Météo-France publie une typologie des climats de la France métropolitaine dans laquelle la commune est exposée à un climat océanique et est dans la région climatique Côtes de la Manche orientale, caractérisée par un faible ensoleillement (1 550 h/an) ; forte humidité de l’air (plus de 20 h/jour avec humidité relative > 80 % en hiver), vents forts fréquents. Parallèlement le GIEC normand, un groupe régional d’experts sur le climat, différencie quant à lui, dans une étude de 2020, trois grands types de climats pour la région Normandie, nuancés à une échelle plus fine par les facteurs géographiques locaux. La commune est, selon ce zonage, exposée à un « climat contrasté des collines », correspondant au Pays de Bray, bien arrosé et frais.
Pour la période 1971-2000, la température annuelle moyenne est de 10,5 °C, avec une amplitude thermique annuelle de 13,6 °C. Le cumul annuel moyen de précipitations est de 808 mm, avec 12,6 jours de précipitations en janvier et 8,9 jours en juillet. Pour la période 1991-2020, la température moyenne annuelle observée sur la station météorologique la plus proche, située sur la commune d'Oisemont à 10 km à vol d'oiseau, est de 11,1 °C et le cumul annuel moyen de précipitations est de 801,4 mm,. Pour l'avenir, les paramètres climatiques de la commune estimés pour 2050 selon différents scénarios d'émission de gaz à effet de serre sont consultables sur un site dédié publié par Météo-France en novembre 2022.

### Paysages

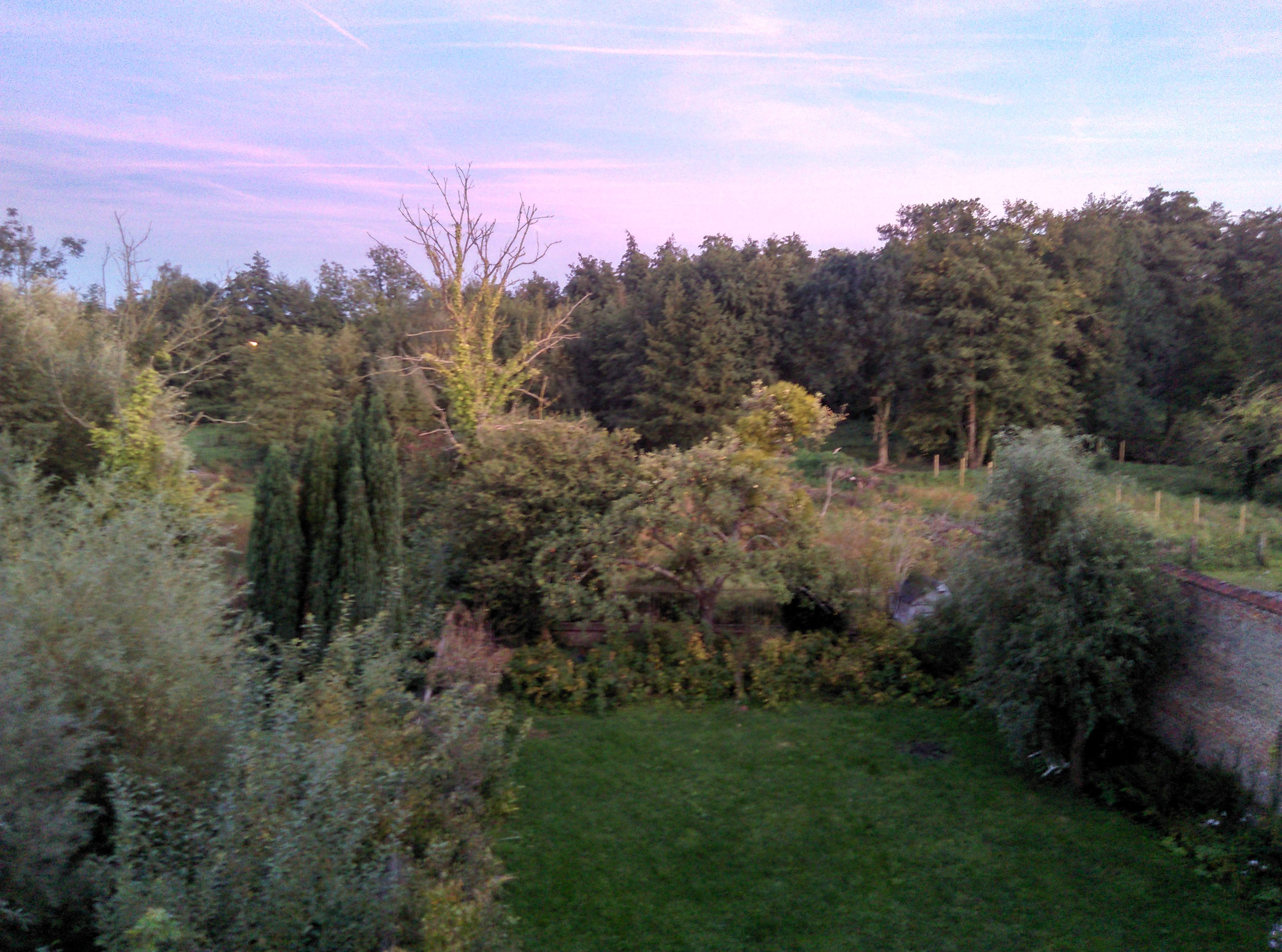
Prairies humides, marécages et jardins autour du canal du Relais à Blangy.

La commune est traversée par la Bresle et de nombreux canaux.
L'environnement paysager communal est constitué de trois milieux distincts : les milieux humides (fond de vallée), les milieux forestiers et les pelouses calcicoles (coteaux).
- Le fond de vallée, dans lequel la ville est bâtie, est constitué d'importantes zones humides. Des marais entourent la ville au nord-ouest et au sud-est. Au sud-est les marais sont plus modestes, remplacés par d'anciennes ballastières inondées. Ces zones humides, complétées par la présence du fleuve sont propices à l’accueil de nombreuses espèces.
- Les coteaux abritent les forêts et les bois qui couvrent les sommets au sud de la commune. La grande majorité de cette zone boisée fait partie de la forêt d'Eu.
- Les coteaux abritent également en lisière de forêt quelques larris (appellation locale pour pelouses calcicoles marneuses[19]). Ces espaces sont généralement situés sur le versant picard de la vallée car les pentes y sont plus raides[20],[21][réf. à confirmer].

### Milieux naturels et biodiversité
La commune de Blangy est traversée sur toute sa longueur et en plusieurs points par la Bresle. La présence conjuguée de la Forêt d'Eu, des larris, de la rivière et du relief en fait un lieu propice au développement de la biodiversité et au maintien d'une faune et d'une flore fragile et rare.

#### Sites Natura 2000
Le réseau Natura 2000 est un réseau écologique européen de sites naturels d’intérêt écologique élaboré à partir des Directives « Habitats » et « Oiseaux ». Ce réseau est constitué de Zones Spéciales de Conservation (ZSC) et de Zones de Protection Spéciale (ZPS). Dans les zones de ce réseau, les États Membres s'engagent à maintenir dans un état de conservation favorable les types d'habitats et d'espèces concernés, par le biais de mesures réglementaires, administratives ou contractuelles. L'objectif est de promouvoir une gestion adaptée des habitats tout en tenant compte des exigences économiques, sociales et culturelles, ainsi que des particularités régionales et locales de chaque État Membre. Les activités humaines ne sont pas interdites, dès lors que celles-ci ne remettent pas en cause significativement l’état de conservation favorable des habitats et des espèces concernés. Blangy-sur-Bresle est traversée par un site : le site Natura 2000 "Vallée de la Bresle".
- Le site « Vallée de la Bresle » traverse toute la vallée d'Abancourt au Tréport. C'est un site d'importance communautaire (SIC) (Directive « Habitats ») créé le 7 décembre 2004. En mars 2015, le SIC devient une zone spéciale de conservation (ZSC) d'une superficie de 1 016 ha. Le site concerne 43 communes, réparties sur deux régions (22 en Hauts-de-France et 23 en Nordmandie) et trois départements (22 en Seine-Maritime, 15 dans la Somme et 6 dans l'Oise). L'intérêt majeur du site repose sur une diversité de milieux à la fois aquatiques (Eaux courantes, stagnantes, marais...) et terrestre (prairies humides, steppes, pelouse sèches, forêts…). Le site traverse la commune et couvre les larris et les boisements sur les hauteurs du hameau de Boiteaumesnil. Les bords de Bresle à Blangy abritent notamment la libellule Agrion de Mercure.

Le site Natura 2000 "Vallée de la Bresle" abrite (entre autres espèces protégées), des populations de saumon atlantique, de grand murins, de grand rhinolophe, d'Écrevisse à pattes blanches ou encore d'Ophrys aranifera.

La Bresle, site Natura 2000 dans le grand-marais de Blangy
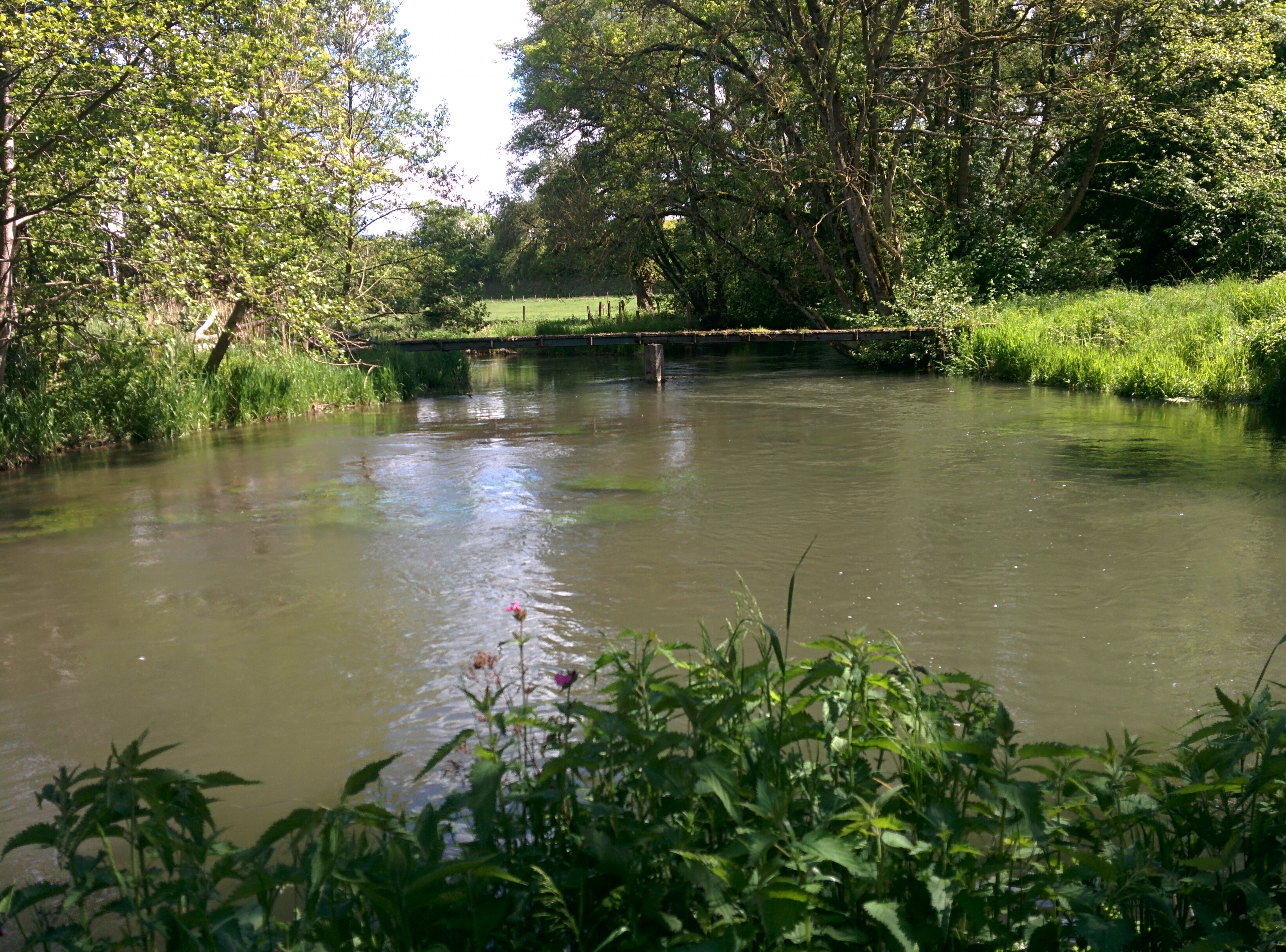
Confluence et séparation de deux bras de la Bresle.
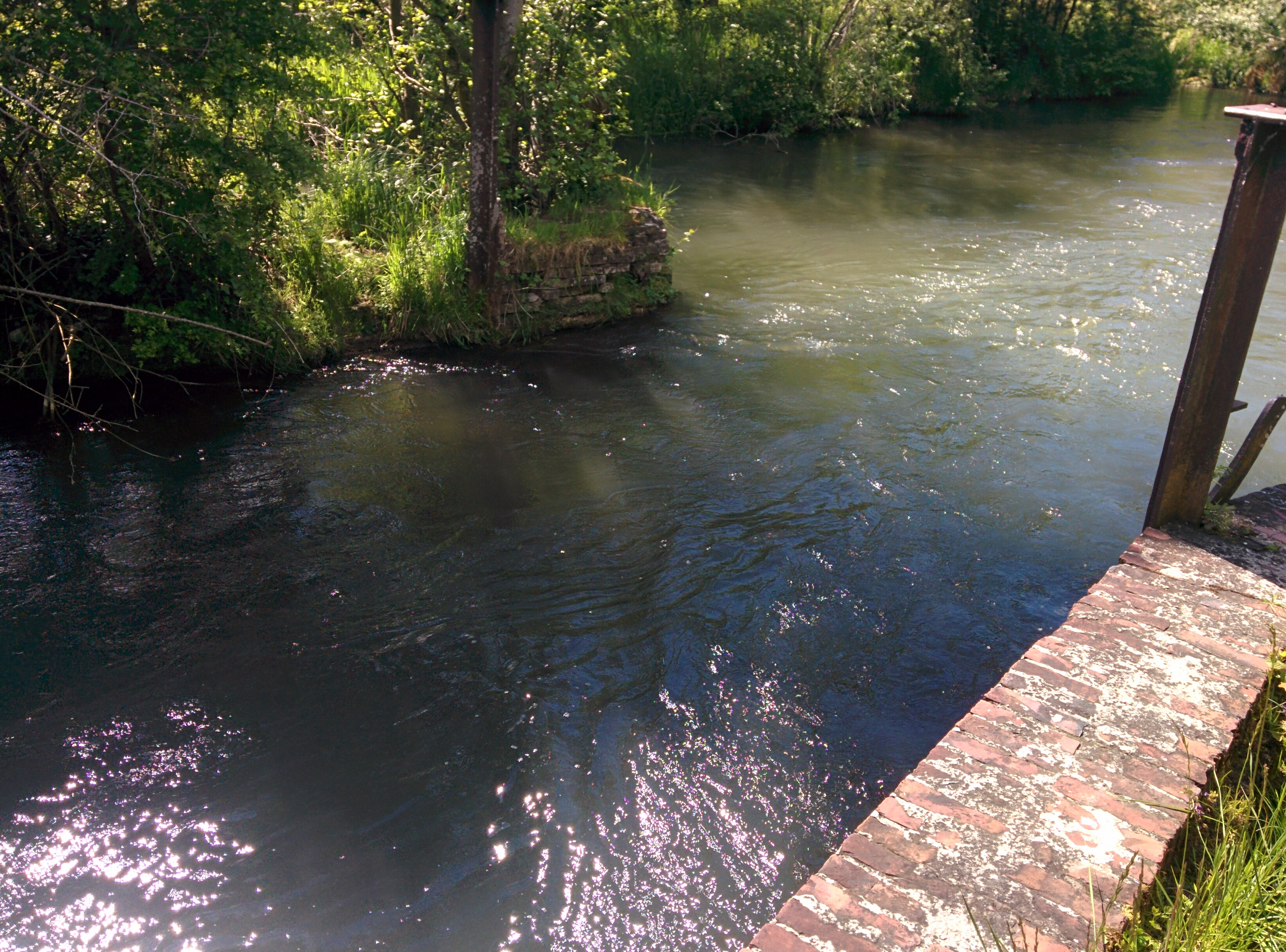
Ouvrage abandonné dans le grand-marais.
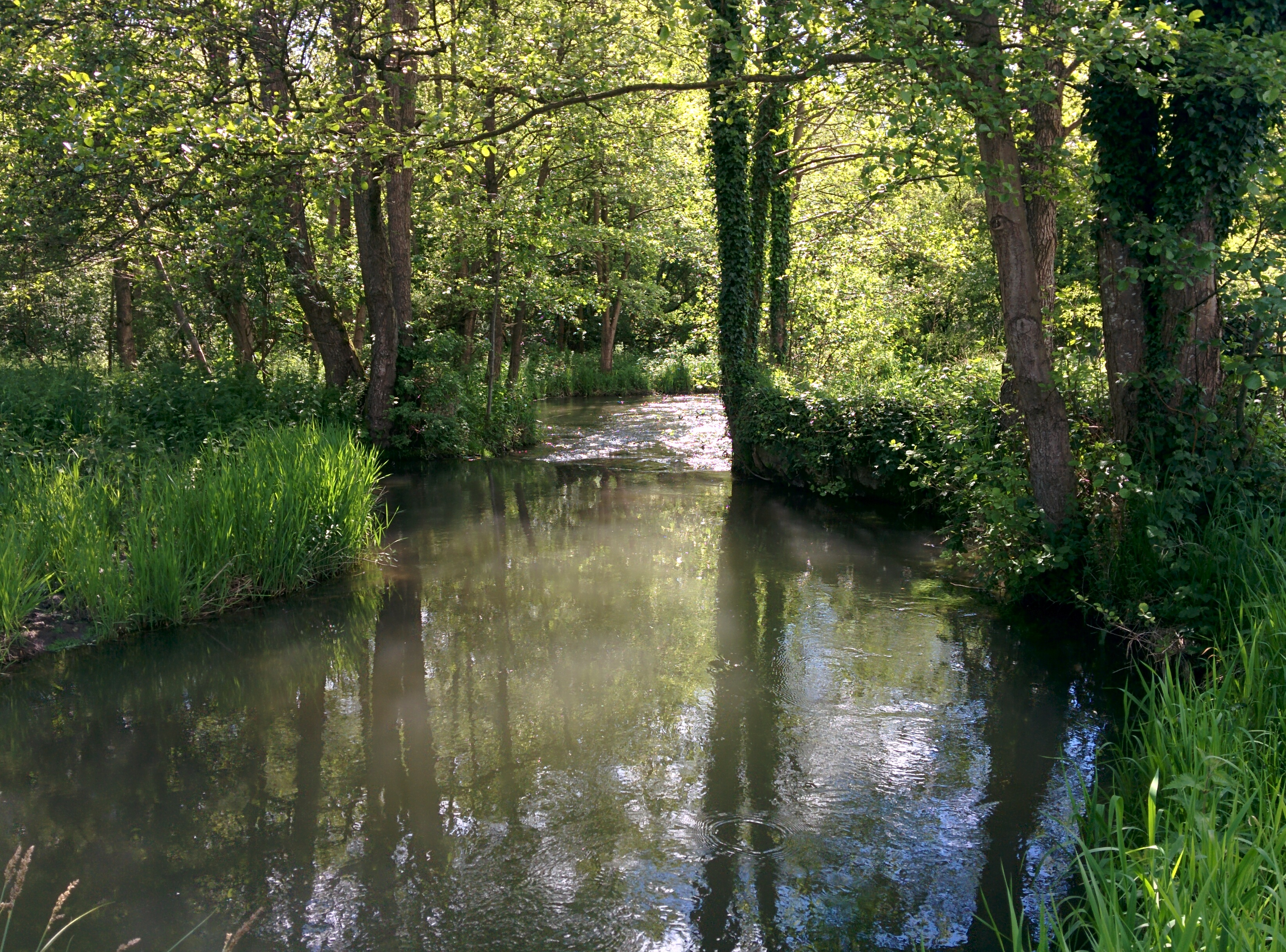
La Bresle dans le grand-marais.

#### Zones naturelles d'intérêt écologique, faunistique et floristique
L’inventaire des zones naturelles d'intérêt écologique, faunistique et floristique (ZNIEFF) a pour objectif de réaliser une couverture des zones les plus intéressantes sur le plan écologique, essentiellement dans la perspective d’améliorer la connaissance du patrimoine naturel national et de fournir aux différents décideurs un outil d’aide à la prise en compte de l’environnement dans l’aménagement du territoire. Le territoire communal de Blangy-sur-Bresle comprend quatre ZNIEFF :
- Les ZNIEFF de type 1 sont des « espaces homogènes écologiquement, définis par la présence d'espèces, d'associations d'espèces ou d'habitats rares, remarquables ou caractéristiques du patrimoine naturel régional. Ce sont les zones les plus remarquables du territoire »[24]. Sur la commune de Blangy-sur-Bresle il en existe 3[23] :
  - La ZNIEFF du mont Hulin, les buissons est créée en 2004 et est d'une superficie de 627,92 hectares répartis sur quatre communes (Blangy-sur-Bresle, Nesle-Normandeuse, Pierrecourt et Réalcamp). Située sur un plateau boisé (forêt d'Eu), elle concentre un peuplement important de Phanérogames et de Ptéridophytes (dont la fougère Polystic à aiguillons classée "espèce protégée"). On trouve également des Bois-joli qui comme la Polystic à aiguillons et neuf autres espèces sont dites déterminantes dans l'élaboration de la ZNIEFF[25].
  - La ZNIEFF du coteau de Boiteaumesnil est créée en 2003 et est uniquement située sur le territoire de la commune. D'une superficie de 30 hectares, elle se trouve à proximité du hameau de Boiteaumesnil sur les lieux-dits soleil battu et les tranchées en lisière du mont boisé du Mont de Dieu. Constituée d'un coteau calcaire, boisé ou en prairie, elle renferme de nombreuses espèces rares liées à la diversité des milieux présents sur le site. On y trouve entre autres espèces l'Ophrys bourdon (orchidée protégée régionalement), l'épiaire des Alpes, le damier de la succise (papillon protégé nationalement)[26].
  - La ZNIEFF de La forêt d'Eu - Le massif de Boiteaumesnil est située sur le massif forestier du Mont de Dieu, elle jouxte la ZNIEFF du coteau de Boiteaumesnil sur sa délimitation nord-ouest. Elle est créée en 2003 et couvre une partie des territoires communaux de Rieux, Blangy-sur-Bresle, Dancourt et Saint-Riquier-en-Rivière. Dix-huit espèces déterminantes sont relevées sur ce site, tel que Rubus idaeus, Phegopteris connectilis, Rosa tomentosa, Luzula sylvatica, ou Hordelymus europaeus[27].

Ces trois ZNIEFF de type 1 sont en liaison (dite liaison écologique) avec la ZNIEFF de type 2 de la Haute forêt d'Eu, les vallées de l'Yères et de la Bresle,,.
- Les ZNIEFF de type 2 sont des "espaces qui intègrent des ensembles naturels fonctionnels et paysagers, possédant une cohésion élevée et plus riches que les milieux alentour"[24]. La ZNIEFF de la Haute forêt d'Eu, les vallées de l'Yères et de la Bresle est créée en 2008. D'une surface de 20 763,34 hectares, elle est située sur deux départements et cinquante-huit communes. Elle regroupe les deux grandes vallées côtières de la Normandie septentrionale et une grande partie du massif de la forêt d'Eu. L'alternance d'espaces humides, aquatiques et terrestres faiblement anthropisés permet une très grande variété de milieux naturels : bois, tourbières, prairies, pelouses calcicoles, marais, rivières, étangs[28].

## Urbanisme

### Typologie
Au 1er janvier 2024, Blangy-sur-Bresle est catégorisée bourg rural, selon la nouvelle grille communale de densité à sept niveaux définie par l'Insee en 2022.
Elle appartient à l'unité urbaine de Blangy-sur-Bresle, une agglomération inter-régionale regroupant deux communes, dont elle est ville-centre,,.
Par ailleurs la commune fait partie de l'aire d'attraction de Blangy-sur-Bresle, dont elle est la commune-centre,. Cette aire, qui regroupe 8 communes, est catégorisée dans les aires de moins de 50 000 habitants,.

### Occupation des sols

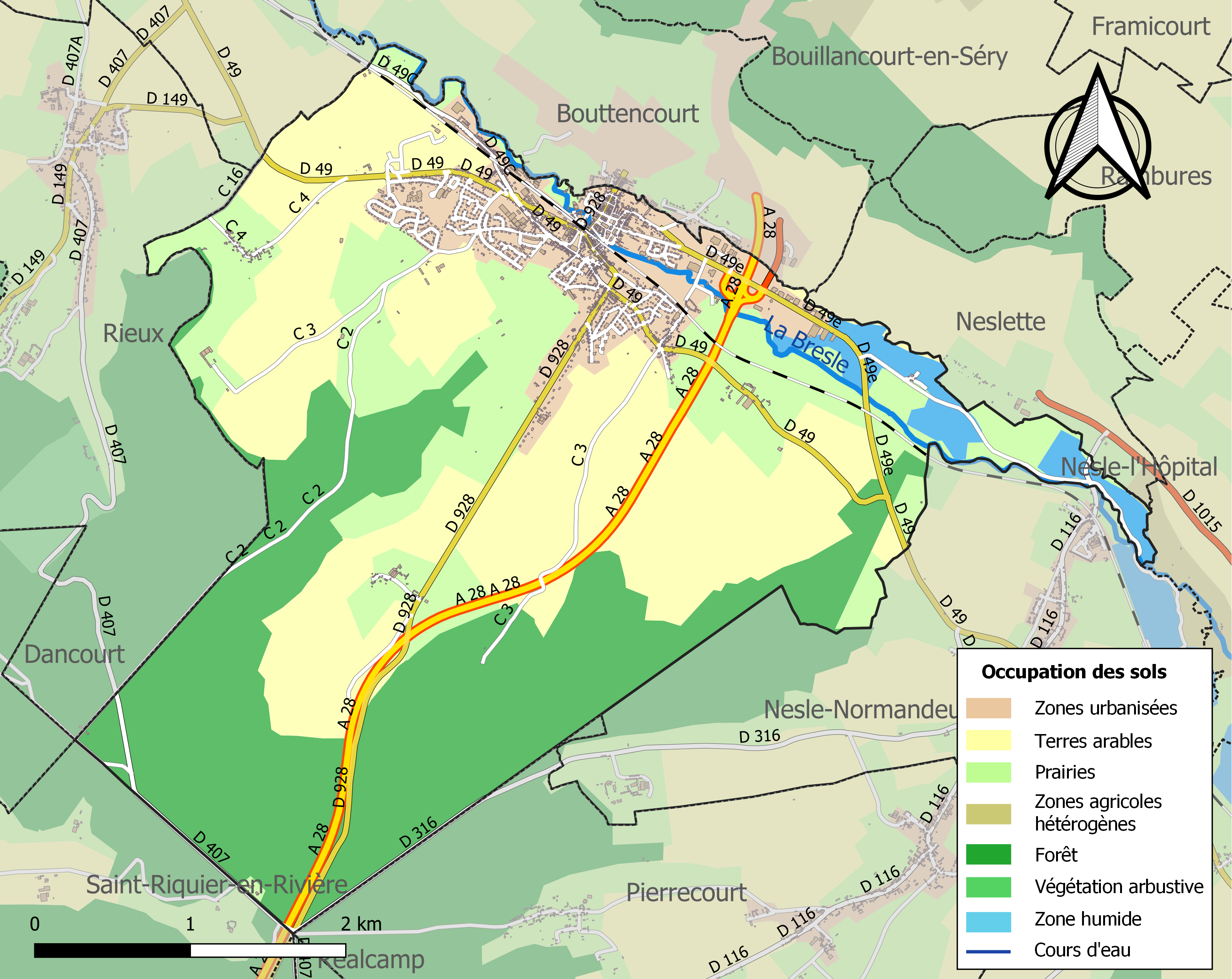
Carte des infrastructures et de l'occupation des sols de la commune en 2018 (CLC).

L'occupation des sols de la commune, telle qu'elle ressort de la base de données européenne d’occupation biophysique des sols Corine Land Cover (CLC), est marquée par l'importance des territoires agricoles (54 % en 2018), en diminution par rapport à 1990 (55,1 %).
La répartition détaillée en 2018 est la suivante :
terres arables (33,4 %), forêts (32,4 %), prairies (20,5 %), zones urbanisées (9,9 %), eaux continentales (2,8 %), zones industrielles ou commerciales et réseaux de communication (0,9 %), zones agricoles hétérogènes (0,1 %).
L'évolution de l’occupation des sols de la commune et de ses infrastructures peut être observée sur les différentes représentations cartographiques du territoire : la carte de Cassini (XVIIIe siècle), la carte d'état-major (1820-1866) et les cartes ou photos aériennes de l'IGN pour la période actuelle (1950 à aujourd'hui).
Le cadastre de 1825 est disponible sur le site des archives départementales de Seine-Maritime.

### Lieux-dits, hameaux et écarts
La commune de Blangy s'organise entre la ville centre, ses faubourgs, ses hameaux, ses écarts et ses lieux-dits.
Il n'existe plus qu'un faubourg à Blangy, le faubourg Saint-Denis (du nom de l'ancienne paroisse qui s'y élevait). Le second faubourg est devenu très tôt une commune indépendante sur le versant nord de la Bresle : Bouttencourt (anciennement Bouttencourt-lès-Blangy).
La ville compte actuellement cinq hameaux habités :
- Les hameaux de Fontaine (autrefois fief indépendant de l'illustre famille de Fontaine), de Grémontmesnil (Grémont-Mesnil, Grebaumesnil ou Gribaumesnil) à l'est ;
- Le hameau de Boiteaumesnil (Domaine des de Boistel) au sud ;
- Le hameau de Heurtevent au sud-ouest ;
- Le hameau de Hottineaux à l'ouest.

Il existe un écart situé au sud-ouest de Blangy (La Grande-Vallée), composé de fermes. Il existe un deuxième écart du nom de Blanquenneval (littéralement le val de l'eau blanche) qui n'est plus habité depuis le XXe siècle.
Aux XIXe et XXe siècles, de nombreux lieux-dits se sont trouvés intégrés au tissu urbain blangeois du fait d'une urbanisation galopante. Ces lieux-dits ont parfois laissé leur nom aux quartiers qu'ils abritent (la Gargatte, le Camp-Comptois, le Petit Ménage…).

### Habitat et logement
En 2021, le nombre total de logements dans la commune était de 1 629, alors qu'il était de 1 579 en 2016 et de 1 521 en 2011.
Parmi ces logements, 85,7 % étaient des résidences principales, 1,8 % des résidences secondaires et 12,5 % des logements vacants. Ces logements étaient pour 66,2 % d'entre eux des maisons individuelles et pour 33,2 % des appartements.
Le tableau ci-dessous présente la typologie des logements à Blangy-sur-Bresle en 2021 en comparaison avec celle de la Seine-Maritime et de la France entière. Une caractéristique marquante du parc de logements est ainsi la faible proportion des résidences secondaires et logements occasionnels (1,8 %) par rapport au département (4,1 %) et à la France entière (9,7 %).
| Typologie                                               | Blangy-sur-Bresle | Seine-Maritime | France entière |
| ------------------------------------------------------- | ----------------- | -------------- | -------------- |
| Résidences principales (en %)                           | 85,7              | 88             | 82,2           |
| Résidences secondaires et logements occasionnels (en %) | 1,8               | 4,1            | 9,7            |
| Logements vacants (en %)                                | 12,5              | 7,9            | 8,1            |

### Planification de l'aménagement
La loi SRU du 13 décembre 2000 a incité fortement les communes à se regrouper au sein d'un établissement public, pour déterminer les parties d'aménagement de l'espace au sein d'un schéma de cohérence territoriale (SCoT), un document essentiel d'orientation stratégique des politiques publiques à une grande échelle. La commune est dans le territoire du SCOT du Pays interrégional Bresle-Yères (désormais Pôle d’Équilibre Territorial et Rural Bresle-Yères), approuvé le 18 décembre 2020 sur un territoire de 71 communes.
En matière de planification, la commune dispose d'un plan local d'urbanisme approuvé le 3 décembre 2019.
Un Plan local d'urbanisme intercommunal est en cours d’élaboration depuis janvier 2016 et couvrira le territoire de la commune de Blangy.

### Projets d'aménagement
L'essentiel des projets d'aménagement communaux visent à limiter le phénomène d'étalement urbain.
Deux types de projets se distinguent :
- la création de zones d'habitat ;
- la création d'infrastructures communales structurantes (aux échelles locales et supra-locales).

#### Les zones d'habitat
Trois zones d'habitat sont envisagées par la commune. Deux d'entre elles viennent combler des dents creuses : au lieu-dit "Les Cailloins" (entre la route de Neufchatel et la rue Curie) et à la Gargatte (entre le quartier du stade, le quartier de la Gargatte et la route de Longuemare). La troisième zone vient compléter la cité du Petit-Ménage en la prolongeant jusqu'aux maisons les plus avancées vers le lieu-dit "La Chapelle". Ce dernier projet prévoit aussi la réalisation d'une voie reliant le nouveau quartier à la route de Neufchâtel et au quartier de l'école tout en étant relié aux rues du Beau-Foyer et du Chant-des-Oiseaux.

#### Les infrastructures communales
À la suite de plusieurs vagues de désindustrialisation, de nombreuses friches industrielles existent à proximité du centre-ville. La commune souhaite reconvertir ces sites pour y développer de nouvelles activités de loisir et de service. Un premier projet prévoit la transformation de l'ancien site industriel Nusbaumer en ateliers municipaux. Situé sur une île à proximité directe de l'eau, et très pollué, le site est confié à l'établissement public foncier de Normandie pour la dépollution. Un autre projet concerne la friche de l'ancienne scierie Dubus-Beuzelin. Dans ce cas, le projet est de créer un centre culturel intercommunal des arts de la rue.

### Voies de communication et transports
Le bourg de Blangy est desservi depuis 1990 par la sortie 5, Vallée de la Bresle de l'A28, ainsi que par les anciennes routes nationales RN 28 et RN 15 bis (actuelles RD 928 et 1015).
La gare de Blangy-sur-Bresle, située sur la ligne de Ligne d'Épinay - Villetaneuse au Tréport - Mers, est desservie par des trains TER Hauts-de-France, qui effectuent des missions entre les gares de Beauvais, ou d'Abancourt, et du Tréport - Mers.

La ligne de chemin de fer
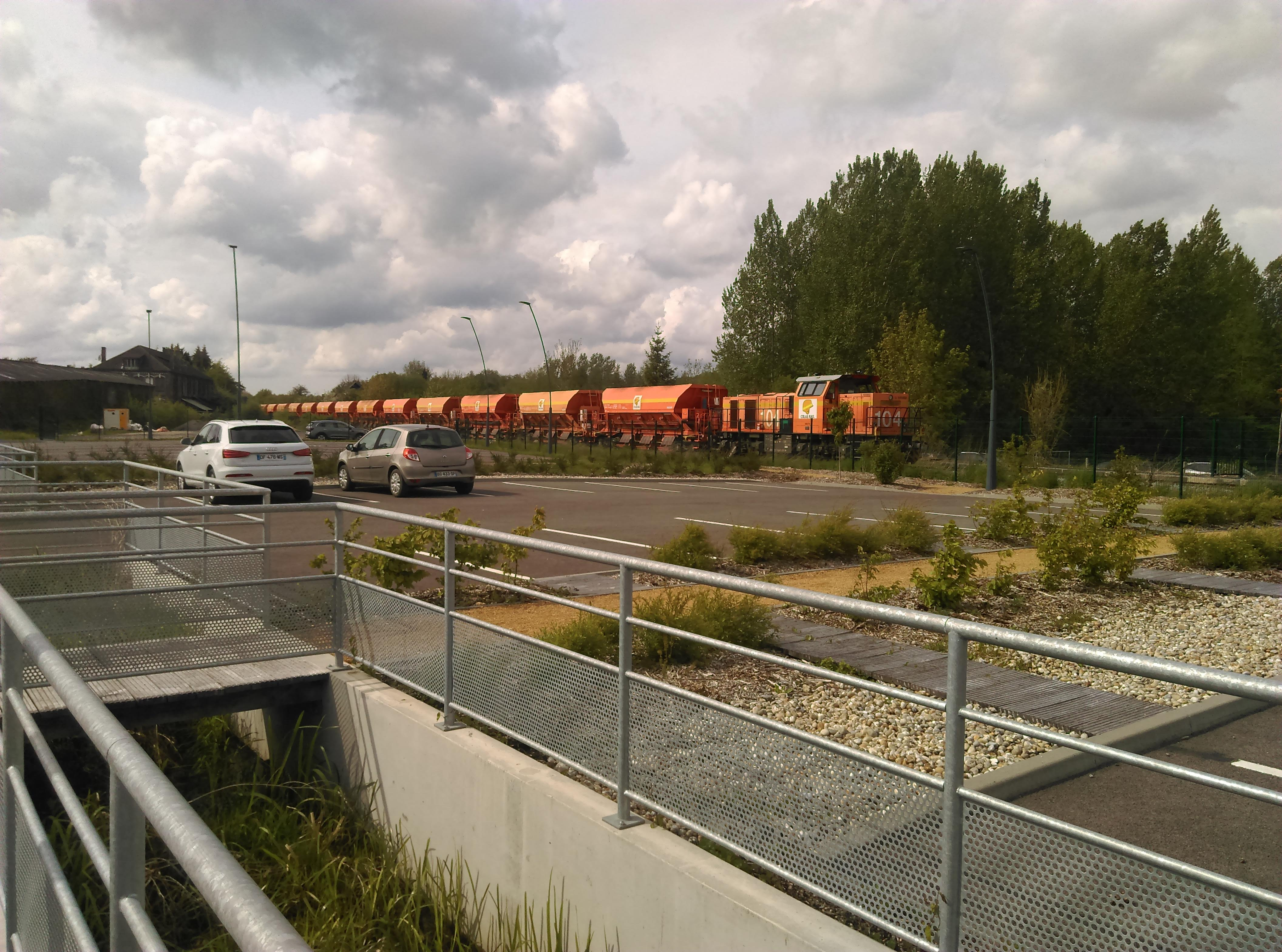
Train chantier en Gare de Blangy
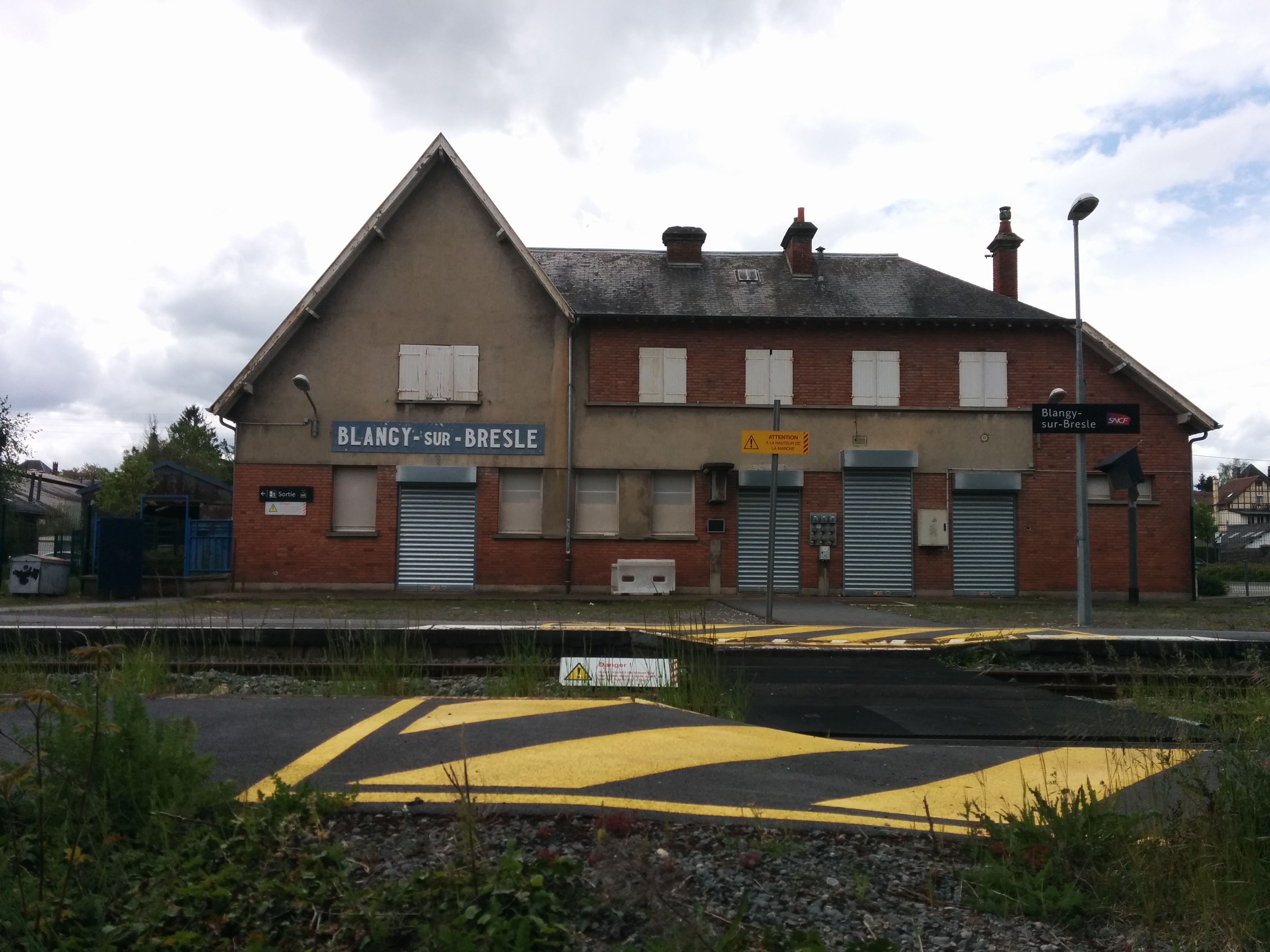
Façade côté voies en 2021.

En 2019, la ligne d'autocars no 4 (Blangy-sur-Bresle - Amiens) du réseau Trans'80, Hauts-de-France, permet également le déplacement des habitants chaque jour de la semaine sauf le dimanche et les jours fériés.

### Risques naturels et technologiques
La ville de Blangy est vulnérable à différents aléas naturels : inondations (par débordement de la Bresle), remontées de nappes, ruissellements (lors d'épisodes pluvieux violents et courts ou longs et réguliers) et glissements de terrain.
Bien que très industrielle, elle n'est pas soumise à des aléas technologiques. En ce sens, aucun plan de prévention des risques technologiques ne couvre la commune.
La commune est soumise à un risque d'accident lié au transport de matières dangereuses. Il existe également un risque lié à la découverte d'engins de guerre datant de la première bataille de Normandie (bataille d'Abbeville et bataille de la Bresle).

#### Risque d'inondation
La Bresle est à l'origine de dégâts importants sur le territoire de la commune en cas de crue majeure. Les crues importantes sur les 30 dernières années sont celles de 1990, 1999 et 2001. Le 22 janvier 1757, la crue dite des eaux de Saint-Vincent emporta plusieurs maisons de Blangy et Bouttencourt. L'eau est montée par endroit à plus d'un mètre.
La commune étant située en fond de vallée à proximité directe du fleuve, une grande partie des constructions du centre-ville sont susceptibles d'être inondées. La reconstruction d'une partie de la commune en surélévation après guerre permet de limiter ce phénomène. La zone industrielle de la ville gagnée sur les marais est régulièrement soumise à des inondations.
La commune est soumise à trois types d'inondations : les inondations par remontée de nappe phréatique, les inondations et coulées de boue/mouvement de terrain et les inondations par ruissellement.
Entre 1988 et 2008, trois arrêtés ministériels ayant porté reconnaissance de catastrophe naturelle ont été pris pour le territoire de la commune de Blangy-sur-Bresle,.

#### Transport de marchandises dangereuses
Le passage de l'autoroute, l'échangeur et les voies de desserte départementales et nationales présentent un risque lié au transport de marchandises dangereuses (c'est-à-dire de marchandises pouvant constituer un danger pour les biens, les personnes et l'environnement).

## Toponymie
Le nom de la localité est attesté sous les formes Blangi en 1059; In Blangi fin du XIe siècle; Ecclesias de Blangi scilicet Sancti Dionysii cum aliis ; et Scolas Blangeii vers 1119; Ecclesias de Blangeio en 1139; Maeriam de Blangeio et In molendinis Blangii maeriam ejusdem opidi Blangeium au XIIe siècle ; Maeriam de Blangeio en 1156 et 1161; Ecclesias de Blangeio en 1181 et 1189 ; Apud Blanziacum en 1190 ; Apud Blangi en 1229 ; Decanus de Blangeio en 1231; Presbyter de Blangeio en 1232 ; de Blangiaco en 1224; Burgensis de Blangiaco en 1127 ; Ecclesia de Blangi vers 1240 ; Juxta Blangiacum et Communia de Blangiaco en 1245; de Blangiaco, de Blangi et Apud Blangeium en 1256 ; paroisse de Blangi en 1295; Prior de Blangy et Blangy en 1337 (Longnon) ; paroisse Saint Denis de Blangy en 1419 ; Blangy en 1420; Blangi en 1431 (Longnon), Sergenteris de Blangy en 1471 ; Sancti Dionisii de Blangieco en 1543 et 1544 ; Blangy en 1715 (Frémont); Blangis en 1757 (Cassini) ; Blangi sur Brêle en 1740; Blangy-sur-Bresle en 1953.
Le complément renvoie à la rivière qui passe dans la commune, la Bresle

## Histoire

### Préhistoire
L'occupation du site de Blangy-sur-Bresle est très ancienne. Une occupation datant du IIIe millénaire ou de la fin du IInd millénaire avant J.C est attestée par plusieurs campagnes de fouilles menées sur la butte du Campigny au nord-ouest de la ville. Philippe Salmon donne en 1886 à la civilisation préhistorique le nom de la butte : Le Campignien.
Le site a été visité par de nombreux archéologues locaux et nationaux. Découvert par Henri, Eugène et Jacques de Morgan,, en 1868, ils en assurent la promotion auprès des archéologues et amateurs locaux. À partir de 1868, M. de Bommy (Blangeois issu d'une lignée d'aristocrates locaux), Edouard Daliphard (Blangeois et peintre de l'école de Rouen), Eugène de Morgan, Henri de Morgan, Jacques de Morgan commencent à s'intéresser au site,. D'autres vont suivre, venant d'espaces plus éloignés comme Abel Maître (directeur des ateliers de moulage du musée National de Saint-Germain-en-Laye), René Vion (géologue et conservateur de la bibliothèque municiplae d'Abbeville), Michel Hardy (bibliothécaire et conservateur du musée de Dieppe),. Aux environs de 1871, les fouilles s'intensifient avec les travaux de terrassement la nouvelle voie ferrée reliant Epinay au Tréport. En 1897 l'école d'anthropologie organise des fouilles sur les lieux. Les fouilles sont menées par Louis Capitan, Geoffroy d'Ault-du-Mesnil et Philippe Salmon; Gustave Fouju et Gabriel de Mortillet viennent leur prêter main-forte. L'abbé Henri Breuil, élève de Louis Capitan et successeur dans sa chaire d'anthropologie préhistorique à l'école d'anthropologie est également présent,. Au bout de deux jours, les fouilles n'ont pas épuisé le site et doivent cesser. En 1898, Charles Frechon, peintre et paléthnologue originaire de Blangy, se rend sur les lieux et entreprend de compléter la fouille. Il fouille avec le carrier pendant deux jours sans parvenir à épuiser le site. Après le départ de Frechon, le carrier effectue des fouilles pour protéger le site des pillages. Il envoie ses trouvailles à Rouen chez Frechon. En 1899, Gustave Fouju accompagné de Charles Blin (secrétaire de la société d'excursions scientifiques) fouillent les déblais de fouille du carrier. Ils y trouvent plusieurs pièces (dont des tranchets et des grattoirs). Le site fait encore l'objet de fouilles au XIXe siècle (dont une menée par Louis-René Nougier dans les années 1950).

### Antiquité
Lors de plusieurs fouilles menées dans le courant du XIXe siècle, des traces d'occupation romaine furent mises au jour en plusieurs points de la commune : au lieu-dit de "La Planche-du-Lieutenant", dans les marais de Blangy, au "Moulin-aux-Armures". Une voie romaine reliant Eu à Beauvais passait par la commune. Pour en sécuriser l'accès, une motte fut érigée -dans le bois du détroit au hameau de Gremontmesnil- de main d'Homme sur laquelle on construisit de petits postes d'observation appelés Statera/Statira,. Les fouilles de "La Planche-du-Lieutenant" furent menées par Jacques de Morgan qui y trouva des monnaies de bronze frappées de Néron, Adrien, Faustine, Tétricus et Constantin. Les restes d'une villa furent également fouillés dans les "Hauts de Fontaine" en 1991, témoignant d'une occupation de la ville dans tout son espace et sur la durée.

### Moyen Âge
La ville de Blangy connait une importante occupation de son site au Moyen Âge. De nombreux habitats et sépultures mérovingiennes furent découverts à divers endroits de la ville. L'abbé Cochet mentionne la présence d'une nécropole au camp comtois. Il y mènera ses propres fouilles, les terrains appartenant au Marquis de Morgan. Il y trouvera des fosses mérovingiennes. D'autres nécropoles furent mises au jour au lieu-dit la Gargatte et Grémontmesnil.
En 843 ou 845, on apprend par une charte de Charles le Chauve que Blangy serait l'une des paroisses relevant de l'abbaye royale de Saint-Denis. C'est à cette époque que Blangy aurait acquis son titre et ses prérogatives de ville,. Fait rare en Normandie (Une douzaine de cas selon Pierre Bauduin), une charte établie sur le modèle de celle accordée au bourgeois d'Eu en 1151 atteste de l'organisation en commune de la ville de Blangy. Elle était comme de nombreuses grandes villes administrée par un maire et des échevins dès 1227. La ville s'entoure probablement à la même période de ses remparts de brique. Elle se dote également d'un château, et de deux avant-postes à l'est (Fontaine et Gremontmesnil). Trois portes permettent d'entrer et de sortir du bourg : La porte de Rouen à l'est, la porte d'Amiens au Nord et la porte de Dieppe ou porte Cauchoise à l'ouest. À la fin du Moyen Âge, Blangy fut une ville fort commerçante. On y trouvait une industrie drapière de grand renom, des activités de tannerie, de corroierie et de toilerie. Convoitée pour ses richesses, la ville fut maintes fois pillée et ravagée :
- En 1188 par Philippe de Dreux, évêque de Beauvais, fit massacrer l'ensemble de la population et en confisqua les dépouilles.
- En 1189, le roi Richard Cœur de Lion après un siège, donne l'assaut sur la ville et l'incendie intégralement.
- En 1414, le seigneur de Saveuse mit la ville à sac.
- En 1472, Blangy comme de nombreuses villes de la région (Oisemont, Monchaux…) fut incendiée par la comte de Charolais, duc de Bourgogne[66]. Il est probable que la partie ouest du faubourg Saint-Denis (se prolongeant jusqu'au moulin-aux-armures) disparut définitivement lors de cet évènement, de même que l'église Saint-Ouen ou Saint-Laurent, paroisse de ce quartier.

Chargée de sa propre défense face aux envahisseurs en raison de son titre de ville, la commune est le théâtre lors du siège de Richard Cœur de Lion d'un combat héroïque. Après un siège éprouvant, les quelques défenseurs de la ville conduits par le lieutenant du comte d'Eu, Jean d'Ault, refluèrent au moment de l'assaut dans les faubourgs. Ils s'installèrent sur une île au milieu de la Bresle par laquelle on ne pouvait accéder que par une fine bande de terre où se trouvait un moulin. Les quelques gardes de la cité combattirent à « un contre cent » les troupes du roi d'Angleterre. À la fin de la journée, profitant de l'obscurité, les défenseurs gagnèrent le château fort de Monchaux (qui, ne tarda pas lui aussi à tomber) laissant derrière eux une rivière encombrée de cadavres à tel point que le lieu prit le nom de Moulin-aux-armures.
Lors de fouilles préventives menées en 1991, sont découverts des restes de bâtiments secondaire interprétés comme un habitat de caractère rural. Ces découvertes mises en parallèle avec la présence d'un cimetière, d'une motte et d'une villa gallo-romaine dans un rayon de moins d'un kilomètre témoignent de la longévité et de la périnité des occupations humaines à Blangy-sur-Bresle.

### Temps modernes
Les guerres de la ligue touchant à leur fin, Henri IV s’arrêta à Blangy (vraisemblablement au manoir de Fontaine) en 1592 d'où il écrivit aux échevins de Rennes sont intention de poursuivre le siège de Rouen. Il ne fallut pas attendre un siècle pour constater l'inutilité des remparts de la ville. Sous le règne du même Henri IV, l'ancien château de Blangy situé au lieu-dit du ménage fut démantelé. Menaçant de ruine, les premières parties des murs d'enceinte furent détruites en 1693. En piteux état et dans un contexte religieux apaisé, l'église Notre-Dame de Blangy est rénovée. Le capitaine de vaisseau Duquesne, père de l'amiral, protestant, décide de quitter la ville pour gagner Dieppe, refusant de s'acquitter d'une taxe pour cette rénovation.
Ce siècle voit également l'édification du manoir de la Grande-Mademoiselle au hameau de Hottineaux, d'un hospice et la fermeture du cimetière Saint-Ouen.

### Révolution française et Empire
Il existe peu de sources concernant Blangy à l’époque de la Révolution française. On sait simplement que l'église de Blangy, comme de nombreuses autres dans le pays, n'est pas épargnée. Une relique de sainte Marguerite donnée par Charles d'Artois (qui la tenait du prieur de Conflans qui lui avait offerte en remerciement) disparait à cette occasion. La ville perd ses privilèges acquis sous l'Ancien Régime mais gagne en importance en devenant chef-lieu du canton, institution nouvelle. Après une refonte de l'organisation de la circonscription en 1801, Foucarmont s’octroie ce titre que reviendra à nouveau à Blangy l'année suivante.

### Époque contemporaine
La commune, dont le commerce et le travail du bois représentent une activité importante, se voit dotée en 1872 d'une ligne de chemin de fer. Ces deux facteurs liés à la présence ancienne de verreries dans la vallée ont permis un développement important de l'industrie verrière et de ses industries connexes (moulerie, fonderie, transport, parachèvement…).
La ville se transforme. Si son centre-bourg est essentiellement constitué d'habitats locaux typiques et anciens, les faubourgs (et en particulier le faubourg Saint-Denis) connaissent un développement important. Les derniers morceaux de remparts situés autour de la porte de Rouen tombent, de même que cette dernière, en 1849. De nouvelles usines apparaissent : Waltersperger, Scobart, Magnier, Pichard, Barbier, pour ne citer que celles-ci. L’afflux de main d’œuvre est important, la demande en logement aussi. De nouveaux ensembles sont construits sur différents modèles : maisons mitoyennes pour les contremaitres, cité pavillonnaire, logements collectifs pour les ouvriers, châteaux pour les patrons et bien entendu, les batarderies, économats…
C'est également à ce moment que se forment de nouvelles organisations sociales. Les associations d'un côté avec la Musique Municipale, les œuvres de bienfaisance… mais aussi les premières organisations patronales et syndicales de l'autre. L'activité syndicale est très forte dans la vallée où les conditions de travail sont très difficiles : travail des enfants, chaleur étouffante (jusqu'à 70 °C l'été), charges lourdes… Les salaires sont dérisoires et les patrons n'hésitent pas à réduire les salaires ou à durcir les conditions de travail. La situation au début XXe siècle est très tendue. Les ouvriers répondent la plupart du temps aux patrons par des grèves, à Fressenneville dans le Vimeu voisin les ouvriers n'ont pas hésité à incendier la maison de leur patron. C'est dans ce contexte que se tient à Blangy, du 8 au 11 septembre 1904, le 3e congrès national des verriers. La réponse patronale face aux grèves est violente : licenciements (impliquant la perte du logement) et envoi de la garde à pied sont systématiques. En 1907, les maîtres verriers décident de répondre aux situations locales par des réponses globales. Ainsi, lorsque la verrerie de Blangy se met en grève en 1908 à la suite du licenciement de son représentant syndical, 12 verreries (environ 1 200 employés) ferment leurs portes dans la vallée empêchant les verriers d'apporter leurs soutiens à ceux de Blangy par une caisse de grève. Cette stratégie mettra progressivement à genoux les syndicats de la vallée.
L'arrivée de la guerre en 1914, met définitivement un coup d'arrêt aux grands mouvements syndicaux de la vallée. Les hommes sont réquisitionnés, les usines et le chemin de fer aussi. Les combats ne frappent par la région, mais la vallée sert de base arrière aux troupes britanniques. D'importants hôpitaux se trouvent aux Villes-Sœurs, Blangy accueille des hôpitaux auxiliaires. Des travailleurs chinois sont également présents dans la commune pour mener des travaux ferroviaires et des entrainements au creusement de tranchées en conditions réelles dans la forêt, non loin de leur campement sur les hauts de Boiteaumesnil au lieu qui prendra le nom des "tranchées".
La guerre prend fin en 1919 et Blangy comme toutes les communes de France compte ses enfants tombés sur le champ de bataille. Des plaques commémoratives sont installées dans l'église et quelques années plus tard, le 31 juillet 1921, un monument est érigé dos à la façade de l'église sur la place de la ville. Un autre monument est construit dans le cimetière pour commémorer les soldats blangeois portés disparus.

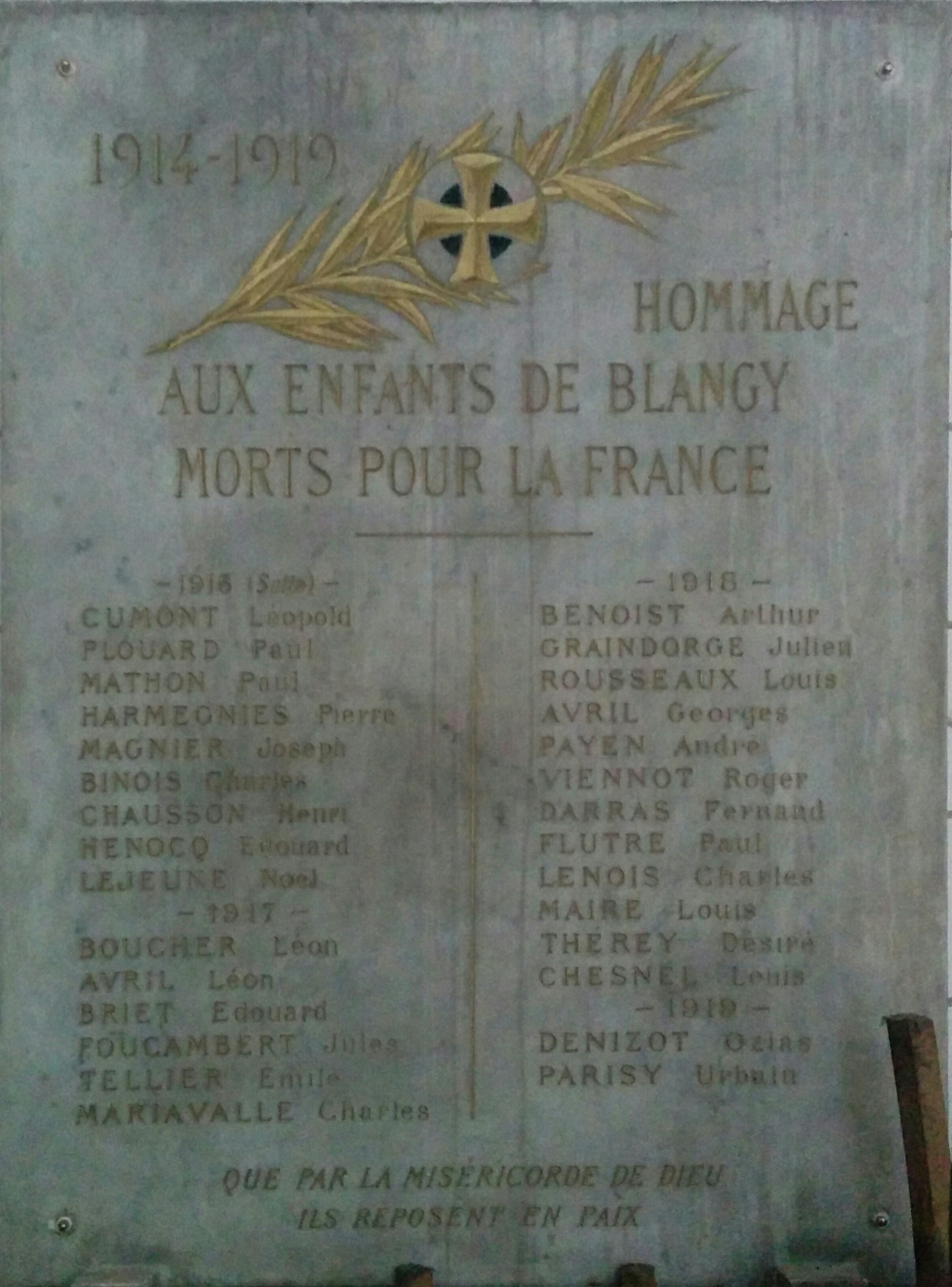
Plaque chronologique 1914-1919.
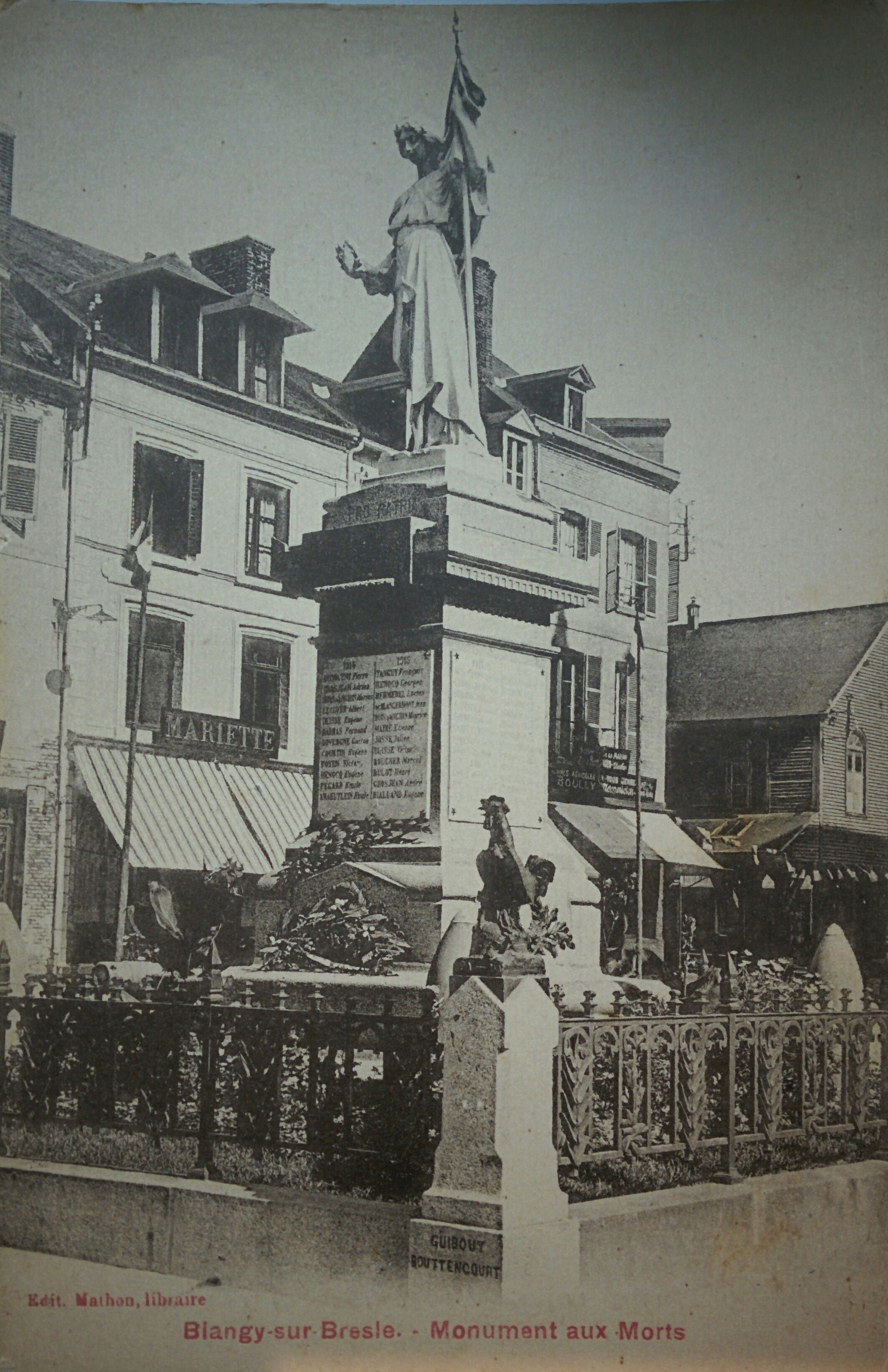
Le monument aux morts entre 1921 et 1940.
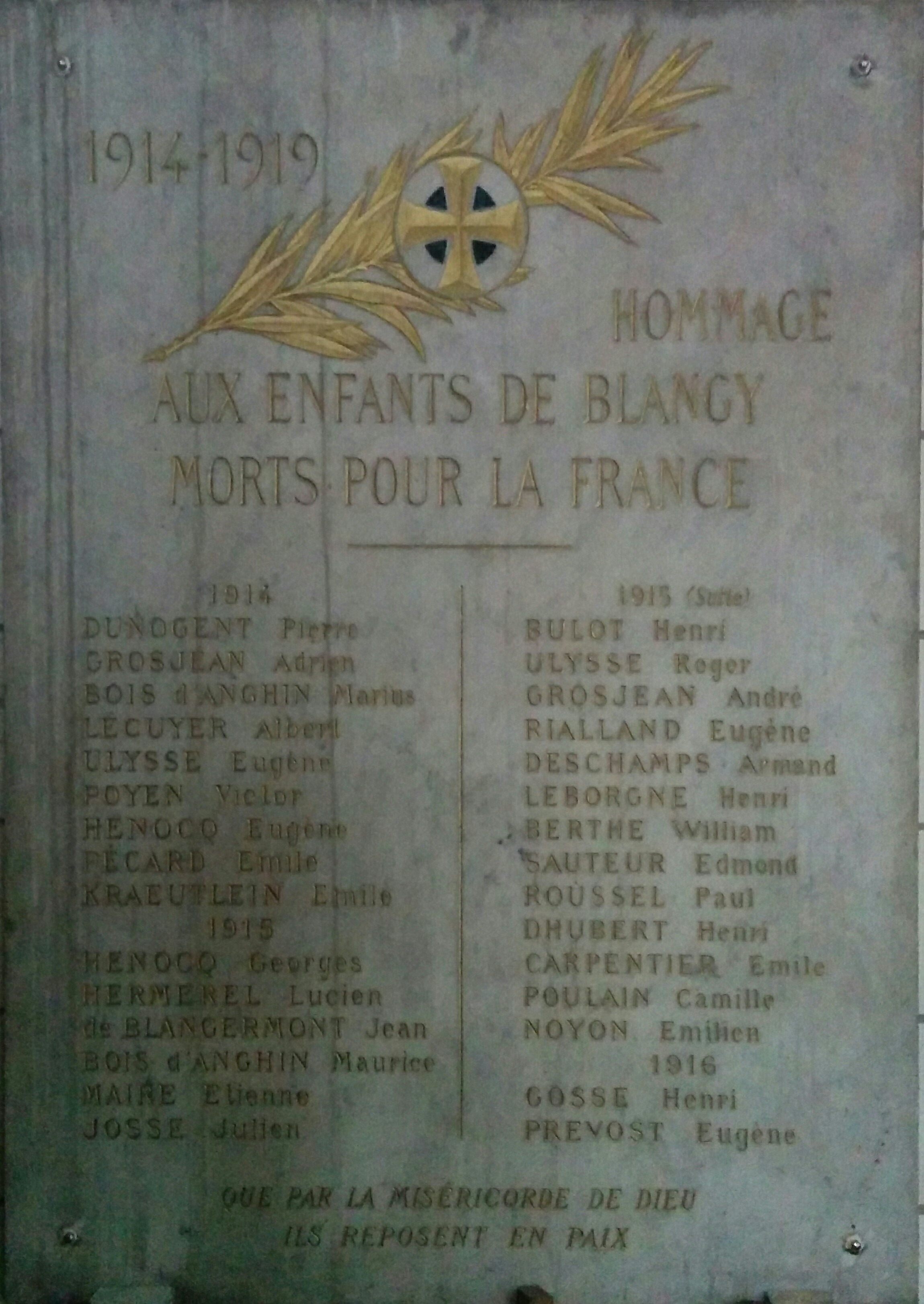
Plaque chronologique 1914-1919.

L'activité reprend dans l'entre-deux-guerres. Les verreries s'automatisent (procédé semi-automatique) et leur production se développe de manière importante. L'apparition de nouvelles usines témoigne de ce développement comme la verrerie Magnier Frères (1929).
Les activités physiques se développent avec la création de la SEPBB. Les premières infrastructures sportives sont créées (le stade communal, sa tribune, deux courts de tennis et un gymnase) en 1937 par le premier président de l'association Maurice Fléchelle.

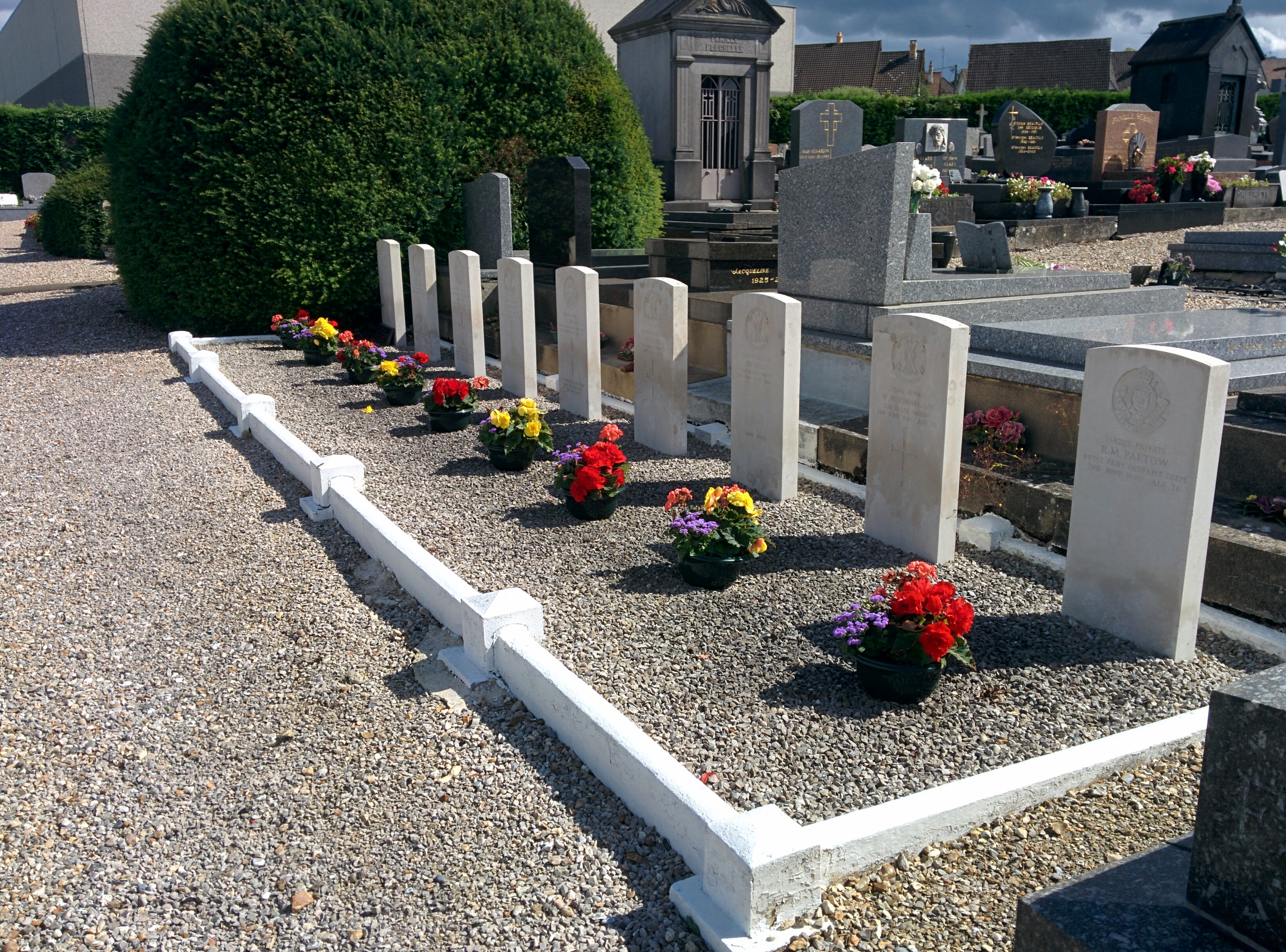
Le carré militaire des soldats morts à Blangy durant les batailles d'Abbeville et de la Bresle (IIe Guerre mondiale)

En 1939 la Seconde Guerre mondiale est déclarée. Dès 1940, les troupes allemandes envahissent la France. Le 24 mai débute la bataille d'Abbeville. La Somme est une nouvelle fois le théâtre d'une bataille, la vallée de la Bresle reprend son rôle de ligne arrière. Le 27e GRDI puis le 6th Royal Scots Fusiliers sont postés à Blangy, à Gamaches et au Tréport pour garder les principaux points de passage du fleuve. Une conférence entre les commandants d'unités se tient le 27 mai dans la ville pour décider de la marche à suivre pour le reste de la bataille. Les assauts sont couteux en hommes et en matériel pour les Alliés, et la 1st Armoured Division fortement diminuée est mise en retrait du front au sud de la Bresle. La bataille prendra fin le 4 juin. Dès le lendemain, les troupes allemandes lancent la deuxième phase de leur plan d'invasion et franchissent la Somme. Ils atteignent Blangy le 7 juin 1940 où s'engagent des combats. Ils y incendient l'église qui venait d'être restaurée (inaugurée en 1935) de même que 93% des habitations de la ville. Deux plaques situées à l'entrée de l'église témoignent de ces évènements.
En déroute, des tirailleurs sénégalais français se réfugient dans les bois, les forêts et les marais. Au mois de juillet, l'un d'eux est repéré, traqué et abattu dans le marais de Blangy, un autre dans le moulin d'Hottineaux.
Les uns sur les autres dans les quelques maisons encore habitables, les habitants de la ville sont soumis à une occupation très rude. Rapidement, des heurts éclatent entre la population et les occupants donnant lieu aux premières manifestations de résistance en 1942. Dès le mois de juillet, le réseau de FTPF fait dérailler une draisine conduite par trois Allemands et coupe 16 lignes téléphoniques. Ils renseignent à partir de 1943 les Britanniques sur l'emplacement des DCA et des rampes de lancement V1 présentes en grand nombre dans la forêt d'Eu. Le réseau FTPF de Blangy fait sauter pendant le raid de Dieppe un train de munition à Monchaux-Soreng tandis que les résistants du Tréport sabotent les locomotives du dépôt. À la suite d'une dénonciation à la Gestapo, Georges Houssaye, résistant est exécuté par le Feldkommandant de la ville devant sa femme et ses enfants,.
Le 17 août 1944 à quatre heures du matin, à la suite des représailles menées par la résistance, le maire de la commune Georges Durand est arrêté et conduit à la mairie. L'occupant exige de lui une liste de tous les résistants et communistes de la région. Refusant de parler, le maire est transféré dans le P.C. de la gestapo à Bouttencourt (dans la maison Marchand). À son arrivée, deux hommes subissent un interrogatoire musclé au sous-sol, deux résistants Yves Ternisien et Maurice Delattre. Au même moment, vers 5h30 du matin, l'ensemble de la population est réveillé et regroupé sous la menace des armes. Une compagnie de SS encercle les villes de Blangy et Bouttencourt tirant sur toute personne essayant de fuir. Parqués ensuite dans une pâture de Bouttecourt sous la surveillance de la Waffen-SS de Rouen, hommes et femmes sont triés et fouillés par la Gestapo. Les femmes font parfois l'objet de fouilles plus intenses et les protestataires sont copieusement réprimés. Les maires des deux communes sont gardés en otage dans la maison Marchand et plusieurs habitants y sont envoyés pour interrogatoire et reviennent le visage tuméfié. Dans la pâture, les SS tentent d'interroger et d'intimider la population sous la menace constante des mitrailleuses et lance-flammes, aucun nom ne sera donné, la population reste muette. La population est relâchée aux environs de 13h. Maurice Delattre et Yves Ternisien ne seront jamais retrouvés,, probablement torturés à mort. Une stèle et une plaque, sur la route départementale 1015 et l'autre sur la maison Marchand, rappellent ces événements.
Des évènements similaires eurent lieu au même moment à Gamaches et Liomer-Brocourt.
Quelques semaines plus tard, le 1er septembre, la division blindée polonaise du général Maczek libère Blangy et Bouttencourt et se dirige ensuite vers Abbeville. La résistance locale leur prête main-forte et perd plusieurs de ses camarades. Des plaques commémorent chacun de ces hommes.

## Politique et administration

### Rattachements administratifs et électoraux

#### Rattachements administratifs
La commune se trouve depuis 1926 dans l'arrondissement de Dieppe du département de la Seine-Maritime.
Elle était depuis 1793 le chef-lieu du canton de Blangy-sur-Bresle (sauf entre 1801 et 1802 où le chef-lieu avait été transféré à Foucarmont). Dans le cadre du redécoupage cantonal de 2014 en France, cette circonscription administrative territoriale a disparu, et le canton n'est plus qu'une circonscription électorale.

#### Rattachements électoraux
Pour les élections départementales, la commune fait partie depuis 2014 du canton d'Eu.
Pour l'élection des députés, elle fait partie de la sixième circonscription de la Seine-Maritime.

### Intercommunalité
La commune était le siège de la communauté de communes de Blangy-sur-Bresle, située dans les départements de la Seine-Maritime et de la Somme. Cet établissement public de coopération intercommunale (EPCI) à fiscalité propre créé en 2001 exerçait des compétences que lui avaient transférées les communes membres dans les conditions déterminées par le code général des collectivités territoriales.
Dans le cadre de l'approfondissement de la coopération intercommunale prévue par la loi portant nouvelle organisation territoriale de la République (Loi NOTRe) du 7 août 2015, le projet de schéma départemental de coopération intercommunale présenté par le préfet de Seine-Maritime le 2 octobre 2015 prévoit la fusion des « communautés de communes d’Yères et Plateaux (7 801 habitants), Bresle Maritime (32 542 habitants), de Blangy-sur-Bresle (14 702 habitants) et du canton d’Aumale (7 073 habitants) ».
Cette fusion est rejetée par la plupart des intercommunalités concernées, qui proposent d'autres fusions,,.
Finalement, les communautés de communes de  Blangy-sur-Bresle (14 702 habitants) et du canton d’Aumale (7 073 habitants), dont aucune n'atteignaient le seuil légal fusionnent le 1er janvier 2016 pour former la communauté de communes interrégionale Aumale - Blangy-sur-Bresle,, dont la ville est désormais le siège.

### Élections municipales et communautaires
Le conseil municipal de Blangy-sur-Bresle, commune de plus de 1 000 habitants, est élu au scrutin proportionnel de liste à deux tours (sans aucune modification possible de la liste), pour un mandat de six ans renouvelable.
Compte tenu de la population communale, le nombre de sièges à pourvoir lors des élections municipales de 2020 est de 23.
| Tête de liste  | Suffrages | Pourcentage | CM | CC |
| -------------- | --------- | ----------- | -- | -- |
| Éric Arnoux    | 673       | 58,57 %     | 19 | 7  |
| Alain Sénéchal | 387       | 17,04 %     | 4  | 1  |
| Patrice Martin | 89        | 7,74 %      | 0  | 0  |

Lors des élections municipales de 2020, la liste menée par François Druine est éliminée au premier tour, trois listes se maintiennent au second. Les vingt-trois conseillers municipaux sont élus avec un taux de participation de 52,14 %, se répartissant en dix-neuf issus de la liste conduite par Eric Arnoux et quatre issus de celle d'Alain Sénéchal.
Les huit sièges attribués à la commune au sein du conseil communautaire de la communauté de communes interrégionale Aumale - Blangy-sur-Bresle se répartissent en : liste d'Eric Arnoux (7) et liste d'Alain Sénéchal (1),.

### Liste des maires
| Période                                  | Période                        | Identité                             | Étiquette    | Qualité |
| ---------------------------------------- | ------------------------------ | ------------------------------------ | ------------ | --- |
| Les données manquantes sont à compléter. |                                |                                      |              | |
| 1744                                     | 1752                           | Jean-François de Bommy de Bazancourt |              | Seigneur de Fontaine |
| 1799                                     | 1800                           | Pascal Cuvellier                     |              | Apothicaire |
| 1800                                     | 1813                           | Jacques Méhallet                     |              | Juge de paix |
| 1813                                     | 1826                           | Pierre-Louis Édouard Hesnard         |              | |
| 1826                                     | 1831                           | Jean-François Marc Daillier          |              | |
| 1831                                     | 1833                           | Jacques François Bucquet             |              | |
| 1833                                     | 1834                           | Jean-François Marc Daillier          |              | Chevalier de la Légion d'honneur |
| 1834                                     | 1842                           | Stanislas Jean Gabriel Lemagnent     |              | Chevalier de la Légion d'honneur, décédé en fonction |
| 1842                                     | 1845                           | Jean-François Marc Daillier          |              | |
| 1845                                     | 1863                           | Pierre Hubert                        |              | |
| 1863                                     | 1872                           | M. Marie-Pierre Lasnel               |              | |
| 1872                                     | 1878                           | Nicolas Maximilien Vigneron          |              | |
| 1878                                     | 1881                           | Alexandre Levasseur                  |              | |
| 1881                                     | 1882                           | Charles Fruictier                    |              | |
| 1882                                     | 1884                           | Charles Delacampagne                 |              | |
| 1884                                     | 1898                           | Louis Sannier                        |              | |
| 1898                                     | 1900                           | Louis Marcille                       |              | |
| 1900                                     | 1911                           | Arthur Caudron                       |              | |
| 1911                                     | 1912                           | Paul Dezon                           |              | |
| 1912                                     | 1924                           | M. Camille Darras                    |              | Patron de verrerie |
| 1924                                     | 1929                           | Arthur Lottin                        |              | |
| 1929                                     | 1944                           | Georges Durand                       |              | Banquier |
| 1944                                     | 1953                           | Lucien Mathon                        |              | |
| 1953                                     | 1957                           | Georges Durand                       |              | Banquier |
| 1957                                     | 1965                           | André Parment                        |              | |
| 1965                                     | 1971                           | Odette Cléré,                        |              | Résistante, professeure de mathématiques et d'arts plastiques |
| mars 1971                                | mars 2014                      | M. Claude Vialaret,                  | PS           | Professeur - enseignant puis retraité Conseiller général de Blangy-sur-Bresle (1977 → 1985) Conseiller régional de Haute-Normandie[Quand ?] Vice-président de la Communauté de communes de Blangy-sur-Bresle (? → 2016) Vice-président de la CC interrégionale Aumale - Blangy-sur-Bresle (2016 → 2019) |
| mars 2014,                               | En cours (au 11 décembre 2023) | Éric Arnoux                          | UDI puis DVD | Cadre de direction Réélu pour le mandat 2020-2026, |

### Distinctions et labels
Le 22 mai 1950, la commune est décorée de la croix de guerre 1939-1945.
En 2019, la commune a été labellisée au concours des villes et villages fleuris d'un prix d'excellence dans la catégorie des communes de 1 000 à 5 000 habitants.

### Conflits et condamnations
Le maire actuel, Monsieur Eric Arnoux, a été condamné en 2008 par le Conseil Constitutionnel par sa décision no 2007-4351 AN du 27 mars 2008 pour comptes de campagne irréguliers. (https://www.conseil-constitutionnel.fr/decision/2008/20074351an.htm)
Monsieur Eric Arnoux a également été condamné pour "Procédure abusive" en date du 5 juillet 2024 pour avoir poursuivi indûment l'un de ses adminsitrés pour diffamation. Le but recherché par l'élu était l'arrêt du journal d'opposition "La Gazette de Blangy" et la condamnation de son Rédacteur en chef. Arrêt de la Cour d'Appel de Rouen 5 juillet 2024, N° de minute : 542. Voir page FB "La Gazette de Blangy".

### Jumelages
- Apégamé (Togo) depuis 1985.

## Équipements et services publics

### Eau et déchets

#### Eau potable
Le service public d’eau potable est une compétence obligatoire des communes depuis l’adoption de la loi du 30 décembre 2006 sur l’eau et les milieux aquatiques. La commune est alimentée en eau potable par une nappe souterraine située sur les hauteur de la ville. Une fois pompée elle est stockée dans l'un des quatre châteaux d'eau de 1 800 m3, traitée et redistribuée aux abonnés. La production, le traitement et la distribution sont assurés par le Syndicat Intercommunal d'Adduction d'Eau Potable et d'Assainissement (SIAEPA) de Blangy-Bouttencourt. Le prix du mètre cube est de 1,90 € en 2019.

#### Eaux usées
Les eaux usées sont acheminées depuis les abonnés jusqu'à la station d'épuration de Blangy-sur-Bresle par un réseau de conduites de 30 km de linéaire. Elle possède une capacité de 6 000 EH et traite les eaux à un niveau de sécurité environnemental élevé pour pouvoir les rejeter dans la Bresle. Le traitement des eaux usées est également assuré en régie par le SIAEPA de Blangy-Bouttencourt.

### Gestion des déchets
La collecte, le traitement et la valorisation des déchets sont une compétence exclusive de la communauté de communes interrégionale Aumale-Bangy-sur-Bresle depuis 2017 (date de fusion des deux EPCI). La collecte des déchets ménagers résiduels (DMr)  est effectuée en porte-à-porte dans toutes les communes de la communauté de communes. Pour le tri sélectif, une collecte était effectuée en porte-à-porte dans toutes les communes de l'ancienne communauté de communes du canton d'Aumale tandis que l'ancienne communauté de communes de Blangy fonctionnait sur le principe de l'apport volontaire. Depuis 2018, l'ensemble du tri se fait par apport volontaire.
La déchetterie de Blangy accueille les encombrants et les déchets spécifiques (déchets verts, déchets dangereux et polluants, gravats, cartons, métaux, bois, électroménager…).
Une unité de traitement permettant la valorisation énergétique (l’incinération des déchets ménagers résiduels, méthanisation) et la valorisation matière des autres déchets est en service à Fresnoy-Folny. Elle est exploitée par la société Ikos environnement, filiale du groupe Lhotellier.

### Enseignement
La commune dispose de deux groupes scolaires (élémentaire, maternelle) Charles Frechon, Le Catalpa et d'un collège Le Campigny. Les écoles élémentaire et maternelle fusionnent à la rentrée 2021 pour donner le groupe scolaire Charles Frechon d'un total de neuf classes.
Elle dispose également d'un centre de loisirs situé dans les locaux de l'école élémentaire Charles Frechon.
Un centre de formation FORJECNOR 2000 qui dispense des formations professionnelles pour les salariés et les demandeurs d'emploi.
Le lycée de rattachement pour les lycéens Blangeois est le lycée Georges Brassens à Neufchâtel-en-Bray. Dans les faits la population lycéenne se répartit entre ce lycée et le lycée Anguier d'Eu. Les universités les plus proches sont celles de Rouen et d'Amiens.

### Culture
La commune dispose des équipements d'enseignement culturel suivants
- L'espace musical de Blangy-sur-Bresle est un établissement d'enseignement musical.
- Cours d'art plastique forment aux pratiques du dessin, de la peinture, du collage…
- L'association "les endives coriaces" propose des stages de théâtre.
- Association théâtrale Le Carcahoux[116] forme des bénévoles à la pratique des échasses, du théâtres, du chant…

D'autres équipements culturels peuvent être notés :
- La bibliothèque municipale Odette-Cléré, dotée en 2020 d'un site internet permettant notamment la réservation en ligne et la diffusion d'informations[117]
- La salle des fêtes est équipée pour faire office de salle de cinéma une fois par mois[118].
- L'atelier de verrier de M. Dei Rossi produit des pièces selon la méthode des verriers de Murano[119].

### Postes et télécommunications
La commune accueille un bureau de poste qui est aussi centre de tri du courrier. Elle n'est pas desservie par le réseau de fibre optique, toutefois, le président de la communauté de communes Aumale - Blangy-sur-Bresle a annoncé en 2020 le déploiement de la fibre sur l'ensemble du territoire pour les années à venir. Le réseau téléphonique couvre le territoire de manière inégale : le centre-ville est couvert par un réseau 4G, les hameaux n'en bénéficient pas toujours.

### Santé, solidarité
Une maison de santé pluridisciplinaire (MSP) intercommunale est présente sur la commune depuis 2018 et concentre les activités de douze praticiens libéraux (généralistes, orthophoniste, dentistes, infirmières).
La commune s'est dotée en 2019 d'une Maison France Service. Cet établissement héberge un guichet des services de l’État, une antenne de la caisse d’allocations familiales (CAF), une permanence de la caisse primaire d’assurance maladie (CPAM), les bureaux de la mission locale, la boutique de la Croix-Rouge française, l’association l’Atelier et son épicerie sociale, le centre d’action sociale, la permanence de l’ADMR et le conseil départemental de l’accès au droit (CDAD),. Cet équipement remplacera également la Trésorerie de Blangy, qui ferme ses portes à l'horizon 2022.
Le centre social l'Atelier propose un service de transport à la demande pour aider à la mobilité des personnes fragiles et précaires. La commune propose en parallèle son service de transport en commun.
D'autres structures spécialisées existent sur la commune :
- Le centre médico-social (CMS) est une antenne du département à Blangy et propose un accueil et une écoute sur des situations d'ordre personnel, financier, de parentalité…
- Il existe également sur la commune une structure multi-accueil, halte-garderie et crèche le poirier qui peut accueillir 13 enfants de 3 mois à 3 ans de manière régulière ou occasionnelle.
- Une maison d'assistante maternelle (MAM) Le rêve des abeilles vient compléter l'offre en proposant la garde de 8 enfants.
- L'EHPAD Masse de Cormeilles propose 50 à 100 places d'hébergement temporaire ou permanent. Cette structure héberge également le centre local d'information et de coordination (CLIC) qui accompagne les personnes âgées et leurs familles.

### Justice, sécurité, secours et défense
Les juridictions d'ordre judiciaire de premier degré dont dépend la commune sont localisées à Dieppe (Tribunaux d'instance, de grande instance, de commerce et conseil de prud'hommes). Le 1er janvier 2020, les Tribunaux de grande instance et les Tribunaux d’instance de Dieppe, juridictions civiles du 1er degré, ont été remplacés par le Tribunal judiciaire de Dieppe. Au second degré, la commune dépend de la cour d'appel de Rouen. Les juridictions d'ordre administratif dont dépend la commune sont localisées à Rouen pour le premier degré (tribunal administratif) et à Douai pour le second degré (cour administrative d'appel).
En matière de sécurité publique, la commune se trouve dans la circonscription de la brigade de proximité de gendarmerie de Blangy.
Le centre d'intervention et de secours (caserne de sapeurs-pompiers) est un centre d'intervention du Service départemental d'incendie et de secours (SDIS) de Seine-Maritime.
Les casernements des soldats et des soldats du feu sont situés dans le quartier de la Gargatte.

## Population et société

### Démographie
L'évolution du nombre d'habitants est connue à travers les recensements de la population effectués dans la commune depuis 1793. Pour les communes de moins de 10 000 habitants, une enquête de recensement portant sur toute la population est réalisée tous les cinq ans, les populations de référence des années intermédiaires étant quant à elles estimées par interpolation ou extrapolation. Pour la commune, le premier recensement exhaustif entrant dans le cadre du nouveau dispositif a été réalisé en 2005.

En 2022, la commune comptait 2 844 habitants, en évolution de −4,08 % par rapport à 2016 (Seine-Maritime : +0,35 %, France hors Mayotte : +2,11 %).
| 1793  | 1800  | 1806  | 1821  | 1831  | 1836  | 1841  | 1846  | 1851  |
| ----- | ----- | ----- | ----- | ----- | ----- | ----- | ----- | ----- |
| 1 554 | 1 747 | 1 846 | 1 718 | 1 717 | 1 830 | 1 841 | 1 872 | 1 838 |

| 1856  | 1861  | 1866  | 1872  | 1876  | 1881  | 1886  | 1891  | 1896  |
| ----- | ----- | ----- | ----- | ----- | ----- | ----- | ----- | ----- |
| 1 713 | 1 699 | 1 681 | 1 599 | 1 606 | 1 632 | 1 668 | 1 653 | 1 788 |

| 1901  | 1906  | 1911  | 1921  | 1926  | 1931  | 1936  | 1946  | 1954  |
| ----- | ----- | ----- | ----- | ----- | ----- | ----- | ----- | ----- |
| 1 899 | 1 927 | 1 892 | 1 949 | 2 133 | 2 130 | 2 207 | 1 855 | 2 362 |

| 1962  | 1968  | 1975  | 1982  | 1990  | 1999  | 2005  | 2006  | 2010  |
| ----- | ----- | ----- | ----- | ----- | ----- | ----- | ----- | ----- |
| 2 925 | 3 336 | 3 404 | 3 456 | 3 447 | 3 405 | 3 188 | 3 171 | 2 930 |

| 2015  | 2020  | 2022  | - | - | - | - | - | - |
| ----- | ----- | ----- | - | - | - | - | - | - |
| 2 973 | 2 882 | 2 844 | - | - | - | - | - | - |

### Manifestations culturelles et festivités
La commune compte une trentaine d'associations culturelles et sportives et accueille de nombreuses manifestations dont :
- Les rencontres théâtrales, organisées les deux dernières semaines de mai regroupent des productions scolaires et associatives sous la houlette de l'association, le Carcahoux[127].
- Depuis 2005, le festival des arts de la rue "Bal à Blangy" y est organisé chaque année fin mai ou début juin par l'association La Fonderie[128].
- La fête de la musique, organisée par la commune permet de réunir les élèves de l'école de musique, les associations musicales et des formations professionnelles[129].
- La Fédération des Archéologues du Talou et des Régions Avoisinantes (FATRA) anime son archéosite mérovingien lors des Journées européennes de l'archéologie[130].
- Festival international de pétanque de la vallée de la Bresle, 4e étape du circuit PPF qualificatif pour les masters de pétanque. Il a lieu le troisième week-end de juin et est organisé par la SEPBB Pétanque[131].
- Un spectacle en plein air de type "son et lumière" est organisé chaque année depuis 1994 au manoir de Fontaine par le Carcahoux, association théâtrale blangeoise[132].
- Un concours d'attelage a lieu chaque année à la zone de loisir fin juillet, organisé par l'Association d'Attelages de la Vallée de la Bresle[133].
- La fête du verre organisée depuis 1997 le second week-end d'aout par l'association du manoir de Fontaine, rassemble des artistes internationaux liés au domaine du verre au Manoir de Fontaine. La FATRA anime également son archéosite lors de cet évènement[134].
- La biennale "Éclats de Verre en Bresle" organisée par l'association du Manoir de Fontaine réunit des artistes verriers contemporains pour une grande exposition l'été[135].
- La fête patronale ou "Blangy en fête" est organisée par la commune le premier week-end de septembre. Elle est traditionnellement prétexte à un grand gala de catch.
- Le Grand Prix cycliste de Blangy-sur-Bresle est une épreuve inscrite au calendrier "Élite nationale" de la FFC. C'est une manche de la Coupe de France DN1. Elle a lieu au mois de septembre ou d'octobre et est organisée par les clubs de cyclisme de Blangy et d'Eu.

### Sports et loisirs

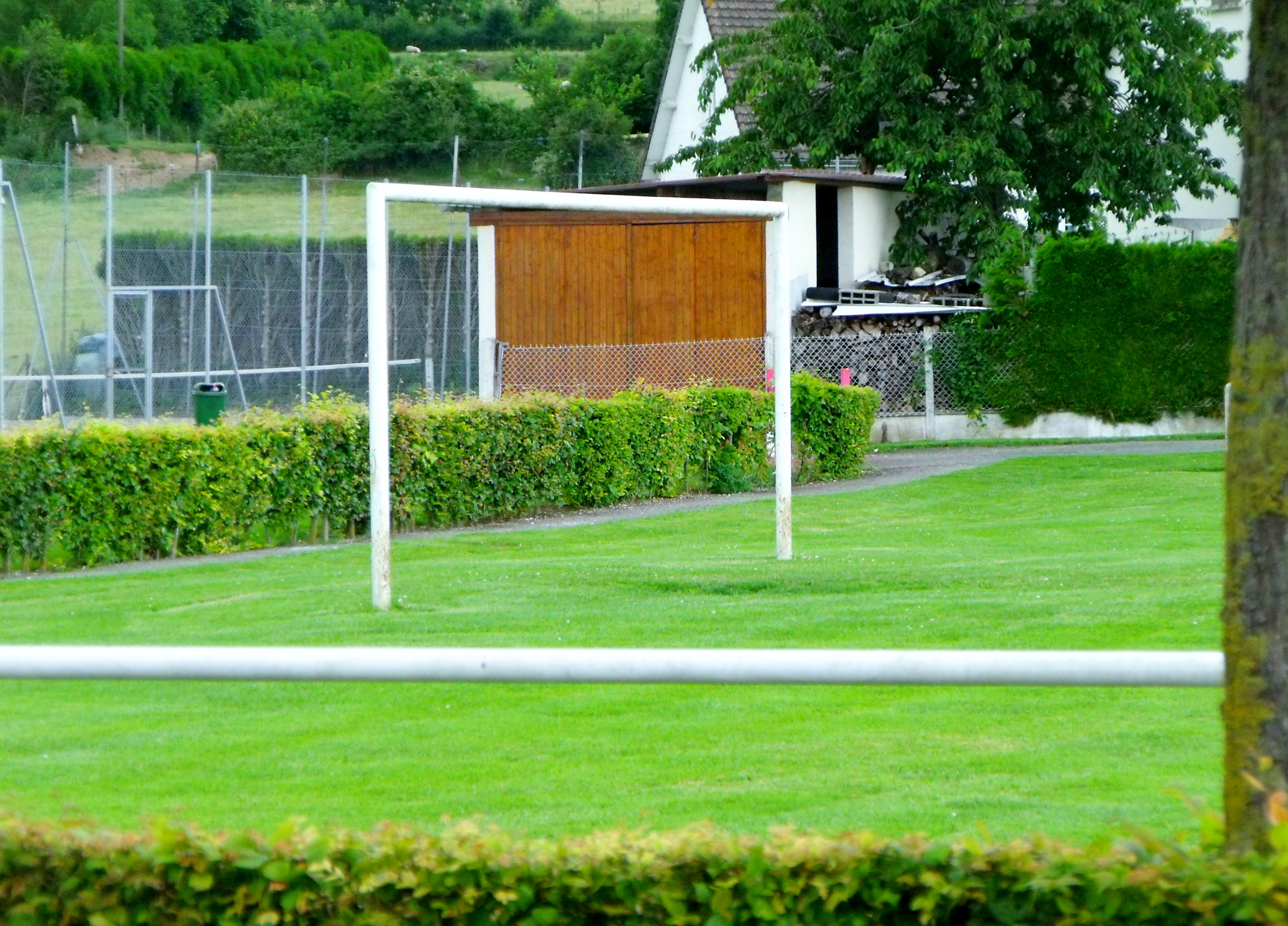
Le stade de Bouttencourt.

Les clubs sportifs de la ville (environ 25 associations, environ 1 400 licenciés) sont pour une majorité d'entre-eux regroupés au sein de la Société d’Éducation Physique de Blangy-sur-Bresle et Bouttencourt (SEPBB). L'association fêtait en 2020 ses 120 ans d'existence
La commune dispose de deux gymnases : Maurice-Fléchelle et du Campigny. Le gymnase Maurice-Fléchelle, vétuste fera l'objet d'une rénovation courant 2021 grâce au plan de relance de l'état. La commune est également équipée de deux stades de football : Pierre-Ternois et Maurice-Fléchelle ; d'un stade de rugby; d'un boulodrome d'hiver ; de trois courts de tennis (deux en terre battue, un en synthétique) ; d'un mini-golf et de nombreux étangs de pêche sportive.
Il est également possible de pratiquer la randonnée, le VTT, l'équitation et la chasse en forêt. Sur la rivière la pêche et le canoë/Kayak sont les activités principales.

### Vie associative
La commune compte en plus de ses associations sportives, de nombreuses associations culturelles comme l'orchestre Harmonie Municipale de Blangy-Bouttencourt (HMBB), la fonderie ou le Carcahoux ; des associations humanitaires, solidaires et d'échange comme Blangy vers le Tiers Monde, N'TARA, ou l'Atelier ; et des associations de loisir comme Blangy loisirs.

### Cultes
Pour le culte catholique, la commune dépend de la paroisse Notre-Dame de la Délivrance de Blangy Foucarmont. Cette paroisse est rattachée à l'archidiocèse de Rouen. Le lieu de culte est l'église Notre-Dame de la Délivrance dans laquelle une messe est célébrée chaque vendredi et dimanche. La cure dépend de l'abbé Antoine Nguyen assisté de la communauté des Amantes de la Croix.
Les Blangeois ne disposent pas de lieux de culte israélite, musulman et protestant. Pour ces religions, les lieux de culte les plus proches sont à Dieppe ou Abbeville.

### Médias
France 3 Normandie et France 3 Picardie sont les chaînes locales publiques.
En matière de radio, il faut signaler :
- France Bleu Normandie à Eu (100.2): Radio publique locale ;
- France Bleu Picardie à Gamaches (103.3) : Radio publique locale ;
- NRJ Le Tréport (106.2) : Déclinaison locale d'NRJ.

Le bulletin municipal informe la population chaque trimestre des animations, évènements et changements à venir dans la commune. Il offre également une rétrospective du trimestre passé. Un bulletin annuel de la communauté de communes paraît également. Le Magazine Seine-Maritime édité par le département dispense des informations au niveau départemental en lien avec les structures, animations et actions du département.
Les Blangeois sont informés par les pages locales de plusieurs titres de presse :
- Quotidiens :
  - Le Courrier picard, aux pages Picardie Maritime;
  - Le Paris-Normandie.
- Hebdomadaire
  - Le Réveil de Neufchâtel ;
  - L' Informateur d'Eu ;
  - L'Éclaireur du Vimeu.

## Économie
- Flaconnage. Blangy est une composante de la Glass Vallée, qui s'est implantée au XIXe siècle dans la vallée de la Bresle avec la généralisation du charbon comme combustible et est, au XXIe siècle, spécialisée dans le flaconnage de luxe. En 2020, la Glass Vallée emploie environ 7 500 salariés répartis dans soixante-dix entreprises qui produisent 75 % de la production mondiale de ce type de produits[140].
- Agriculture.

Outre les commerçants locaux, un marché hebdomadaire se tient tous les dimanche matin.

### Tourisme
- Camping « Aux cygnes d'Opale »
- Zone de loisir. Terrain de pétanque, aire de pique-nique, circuits de promenade, terrain de sports, jardin d’enfants, golf miniature, parcours de santé.

## Culture locale et patrimoine

### Lieux et monuments
Blangy compte un monuments répertoriés à l'inventaire des monuments historiques et 19 lieux et monuments répertoriés à l'inventaire général du patrimoine culturel. Elle compte également des objets répertoriés à l'inventaire des monuments historiques.
- Le Manoir d'Hottineaux ou Domaine de Penthièvre  Inscrit MH (2001)[142] est un ensemble manorial. Il est composé d'un moulin, d'un manoir daté de 1636 et d'écuries.

Le manoir, constitué d'un corps central et de deux ailes en retour, a été bâti en 1636 pour Anne-Marie-Louise d’Orléans, dite la Grande Mademoiselle. Rendez-vous de chasse des comtes d'Eu, il comporte encore trois pièces lambrissées à décors du XVIIIe siècle dont la pièce dite du salon des boiseries au rez-de-chaussée. C'est un des rares ensemble de style Louis XIII en Normandie. Au fronton de la porte d'entrée du logis se trouvent les armes de la ville de Blangy-sur-Bresle. Le blason originel comportant les armes de la Grande Mademoiselle a été remplacé au XVIIIe siècle,. Le Moulin de Hottineaux construit au XIIe siècle a eu, à partir du XIXe siècle, une vocation industrielle. Pierre-Charles Fruictier, le transforme à partir de 1823 en filature. Son fils ajoute vers 1870 des éléments architecturaux de style Louis XIII sur la façade (tourelle, bandeaux de pierre…). Pendant la Seconde Guerre mondiale, il a été utilisé par l'occupant pour la fabrication d’obus pour l’armée allemande,.
- Monument sépulcral d'un curé de Blangy : Vierge à l'Enfant et donateur,  Classé MH (1908)[144] ou, Monument funéraire d'un curé de Blangy, mort en 1487, haut relief[145].

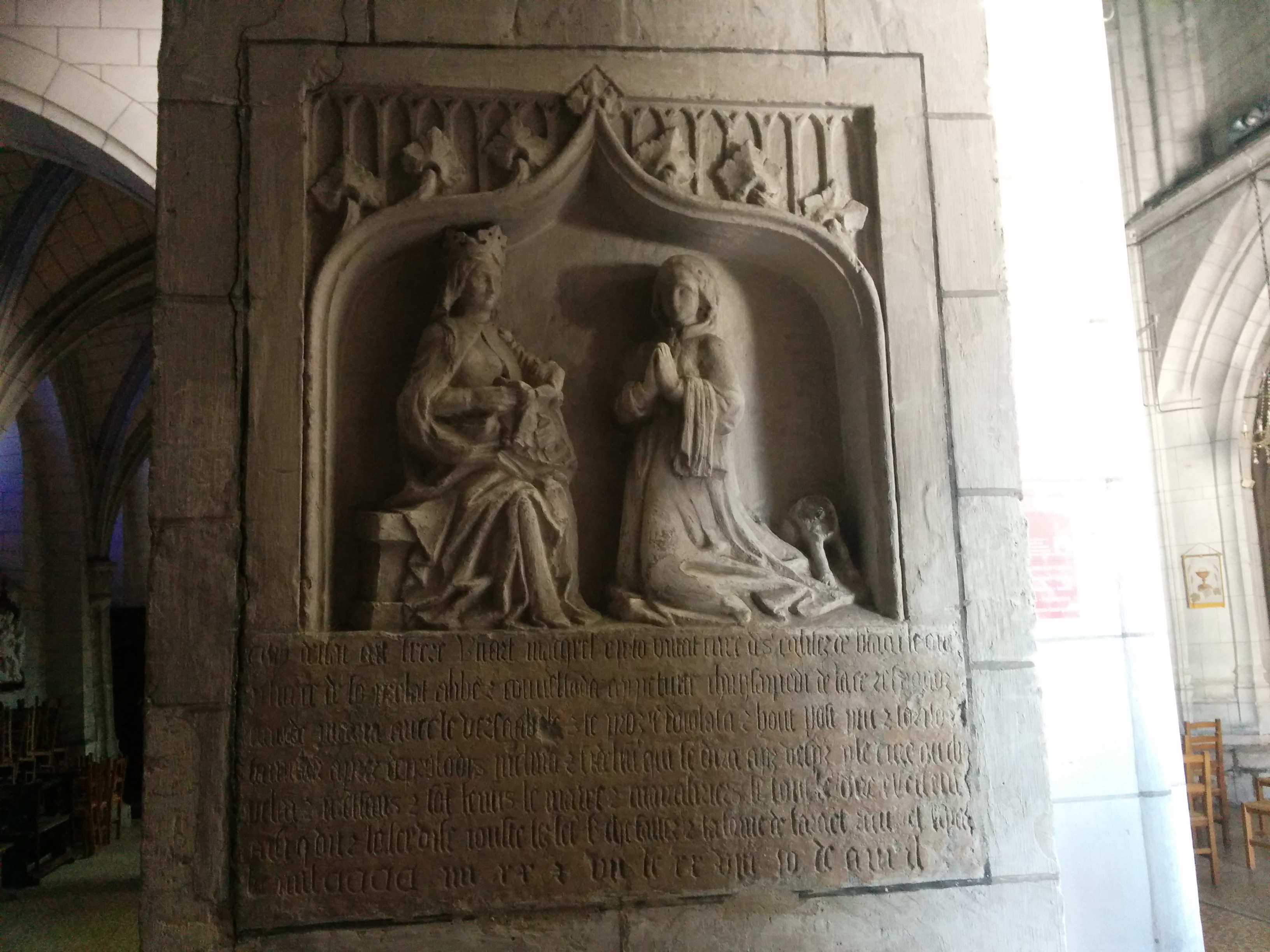
Le haut-relief, sur le pilier nord.

Situé dans l'église Notre-Dame de la Délivrance, ce haut-relief du XVe siècle se trouve sur l'un des piliers nord de l'église. Ce monument est un tombeau funéraire dédié à un curé de Blangy mort en 1487 (la notice contient une erreur et indique 1847). Il représente un chanoine vêtu d'un surplis et portant sur le bras l'aumusse canoniale. Devant lui, la Vierge assise portant l'Enfant Jésus. L'objet à fait l'objet d'une restauration en 1870 par Caulier (Dieppe), néanmoins il demeure en mauvais état de conservation.
On peut également signaler :
- Église paroissiale Notre-Dame :

L'église Notre-Dame de la Délivrance est la dernière des trois églises de la ville (Saint-Ouen et Saint-Denis disparaissent avant le début du XIXe siècle). Son chœur et son transept datent du ministère de Ricart Maqrel -ou Maquerel- (?-1487) curé de Blangy au XIIIe siècle,, la façade occidentale du XIVe siècle. L'édifice est pillé durant la Guerre de Cent Ans. La tour sud, et la nef font l'objet de reprises à partir de 1524 par l'architecte Robet Robitaille (de Eu). Il intervient également sur les chapelles Saint-Nicolas et du Sépulcre. Après l’effondrement des voutes en 1690, l'église est menacée de fermeture par l'archevêque. Elle est réparée vers 1746 grâce au don de 5 000 franc effectué par le prieur de l'époque Marc-Antoine Dupuich. Le chœur et le clocher, les baies, les voutes et la façade occidentale sont restaurés par l'architecte Jacques-Eugène Barthélémy de 1858 à 1860. Une partie de la nef s'effondre en mars 1919 et une partie du chœur en avril 1926, le portail sera modernisé à cette époque. L'église est fermée au culte au mois de mai de la même année et sera restaurée de 1927 à 1934. Les coûts de cette restauration seront supportés par les paroissiens et la municipalité.
Au début de la Seconde Guerre mondiale, le 7 juin 1940, lors de la bataille de France, l'église est en grande partie anéantie dans le grand incendie allumé par l'armée allemande à la suite de la bataille de la Bresle. Seuls les murs subsistent avec quelques rares éléments de mobilier. Les reliques et tableaux offerts par les comtes d'Eu successifs depuis le XVe siècle et jusqu'à Louis Phillipe disparaissent dans les flammes. La statue en bois de Notre-Dame de la Délivrance (Sainte patronne de l'église) ne bouge pas de son socle et ne subit aucun dégât pendant l'incendie ce qui est interprété comme un signe divin par la population qui participera financièrement pour la reconstruction. Le chanoine Infray, curé de la paroisse et restaurateur de l'édifice en 1927, est contraint de se retirer dans une chapelle de la rue Cossard jusqu'en 1954, date à laquelle les travaux de restauration de l'église s’achèveront. Le prolongement de la nef est réduit de la moitié de sa longueur, le clocher est modernisé et un mobilier liturgique et des vitraux neufs (1954) représentant les apôtres (bas-côtés) et la vie de la Vierge (nef) sont installés.

L'église Notre-Dame de la Délivrance
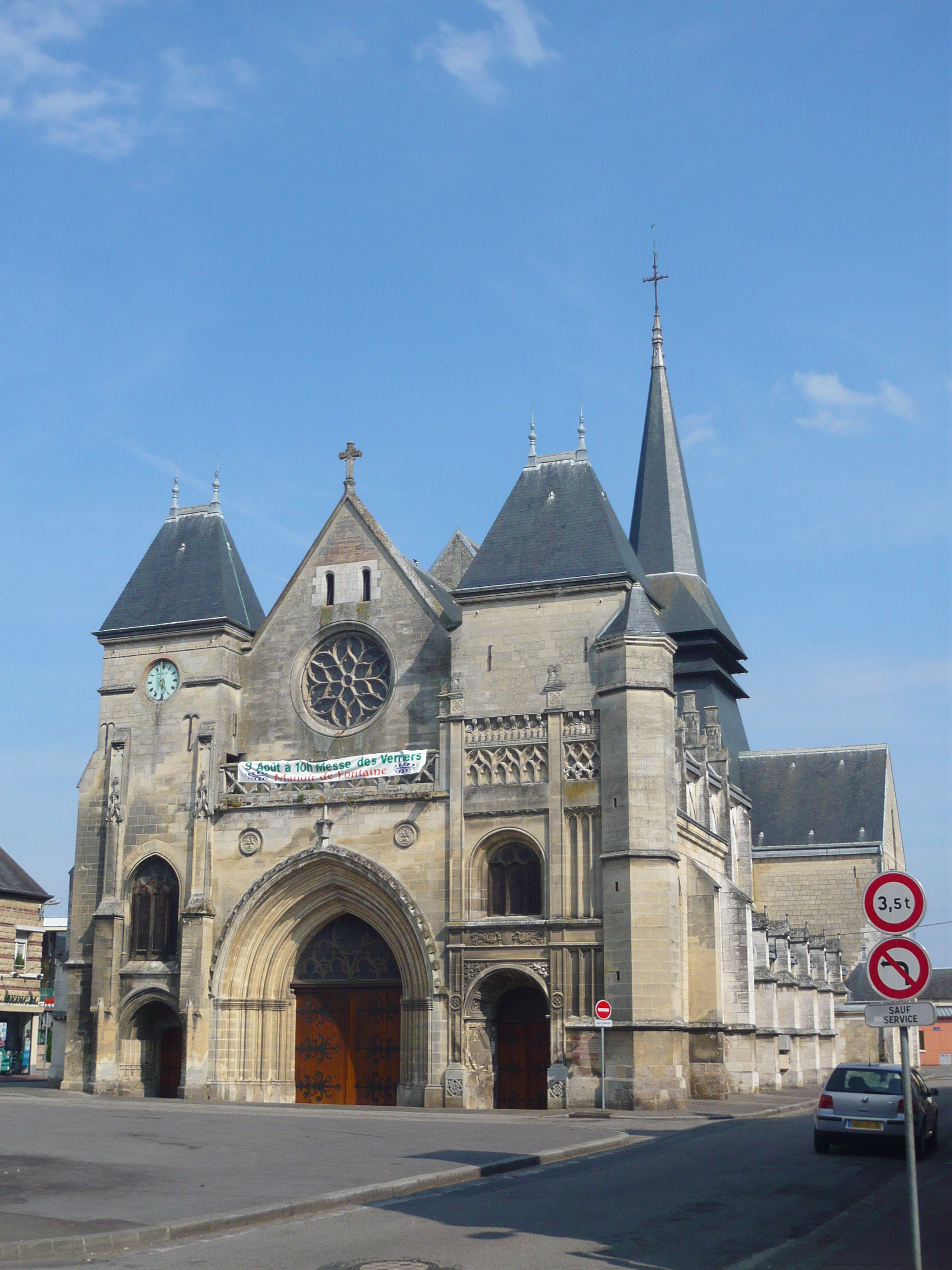
La façade occidentale.
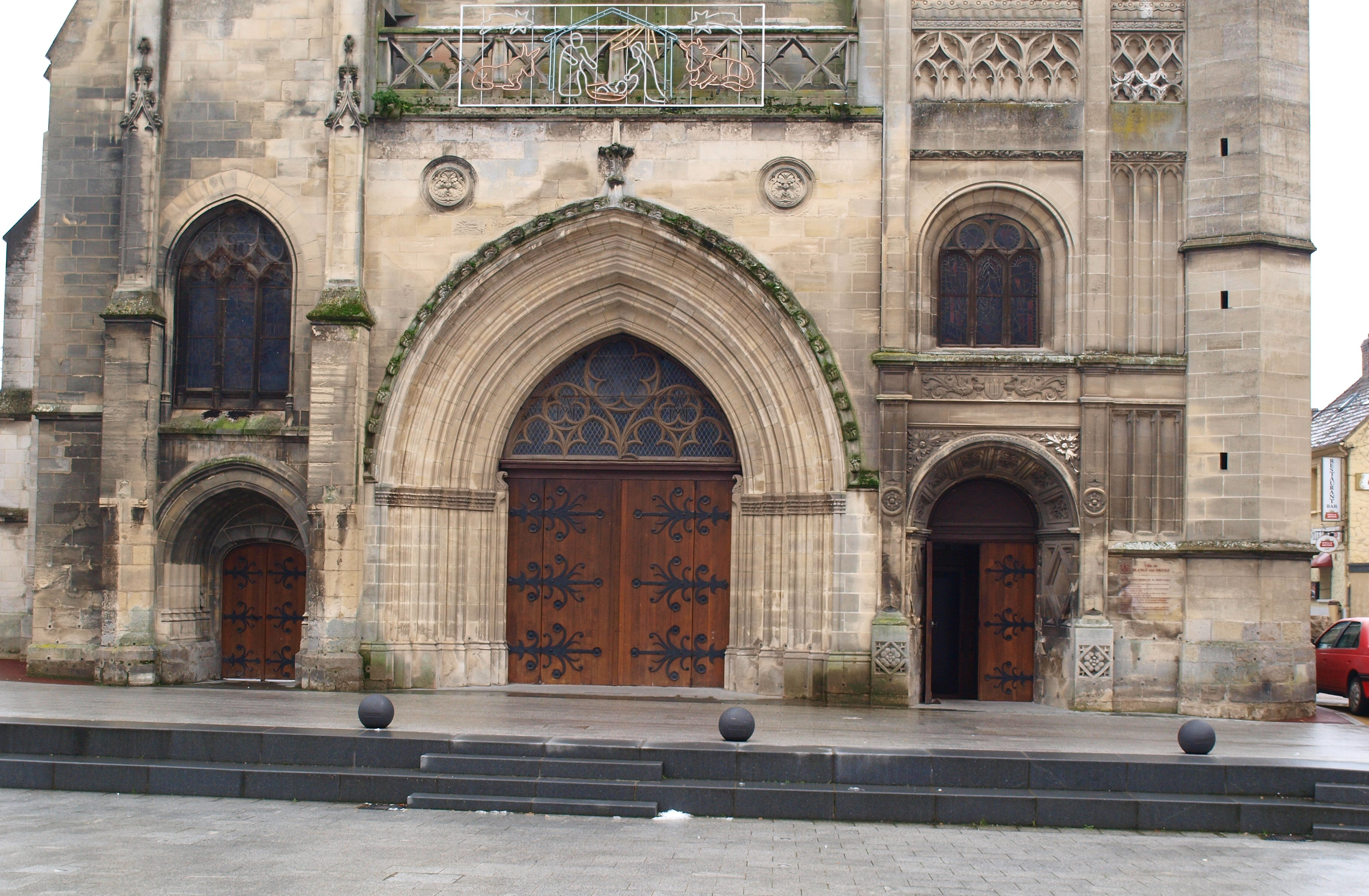
Le portail néo-renaissance du début du XXe siècle.
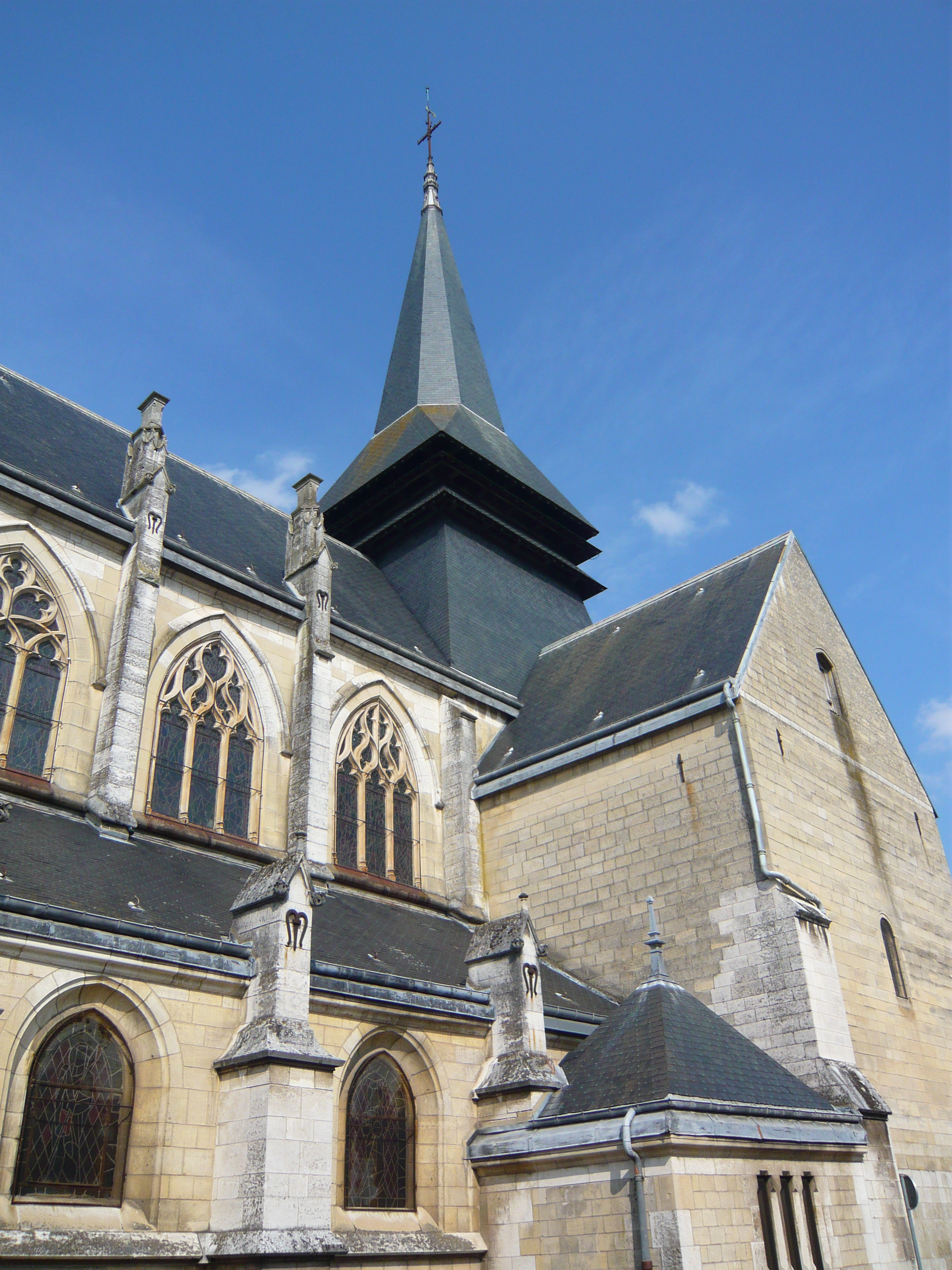
Le clocher modernisé dans les années 1950.
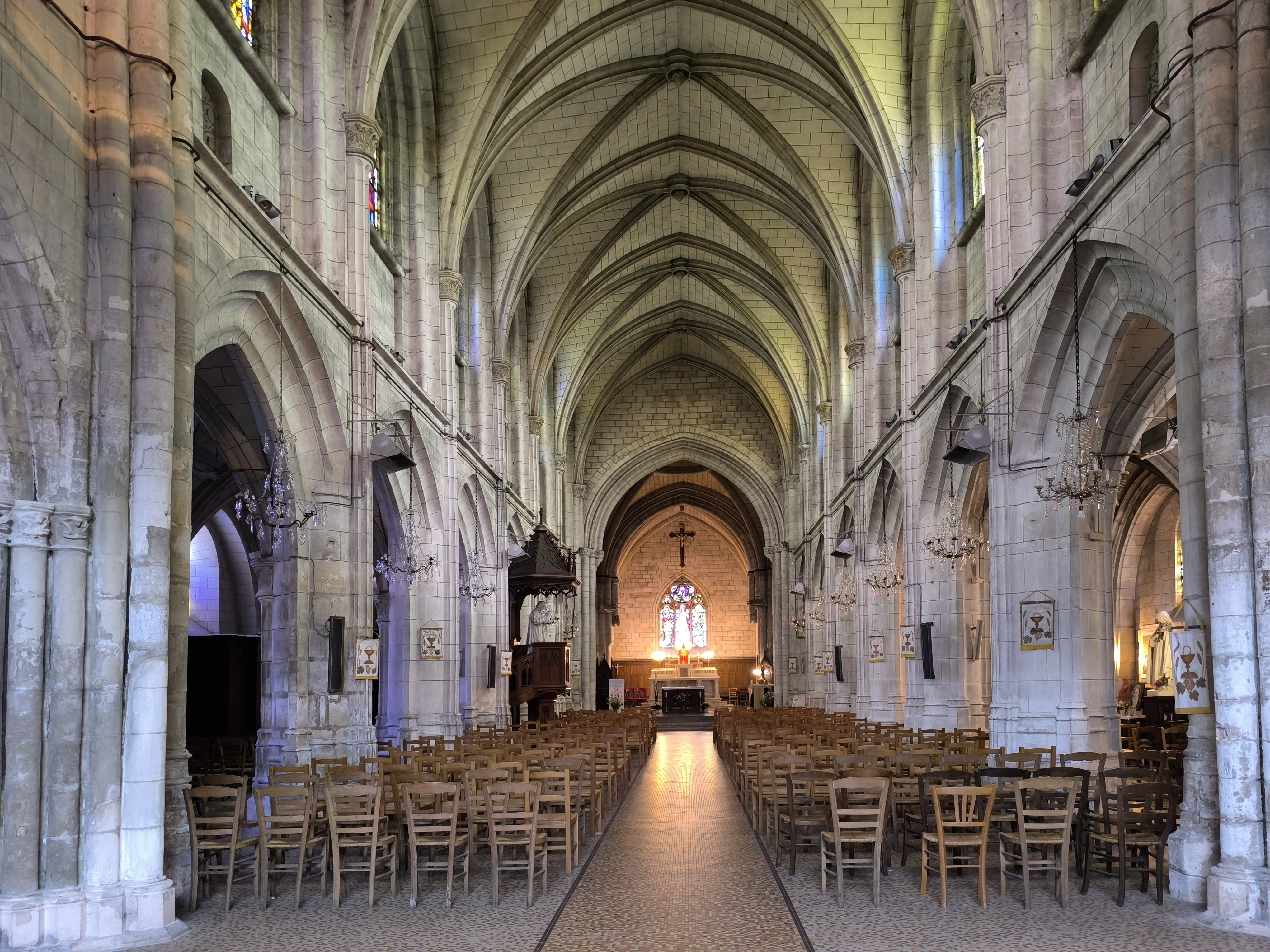
La nef.
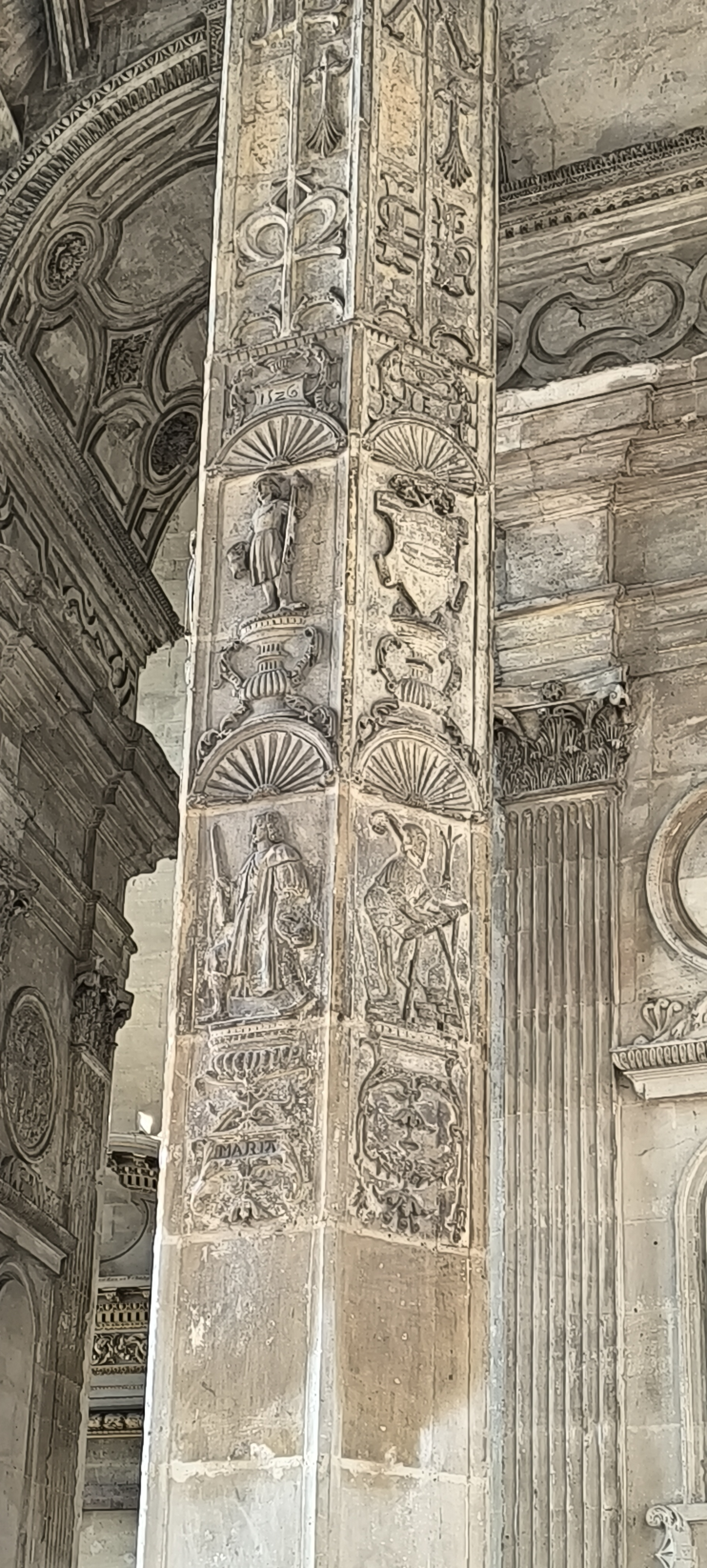
Pilier orné de la nef.
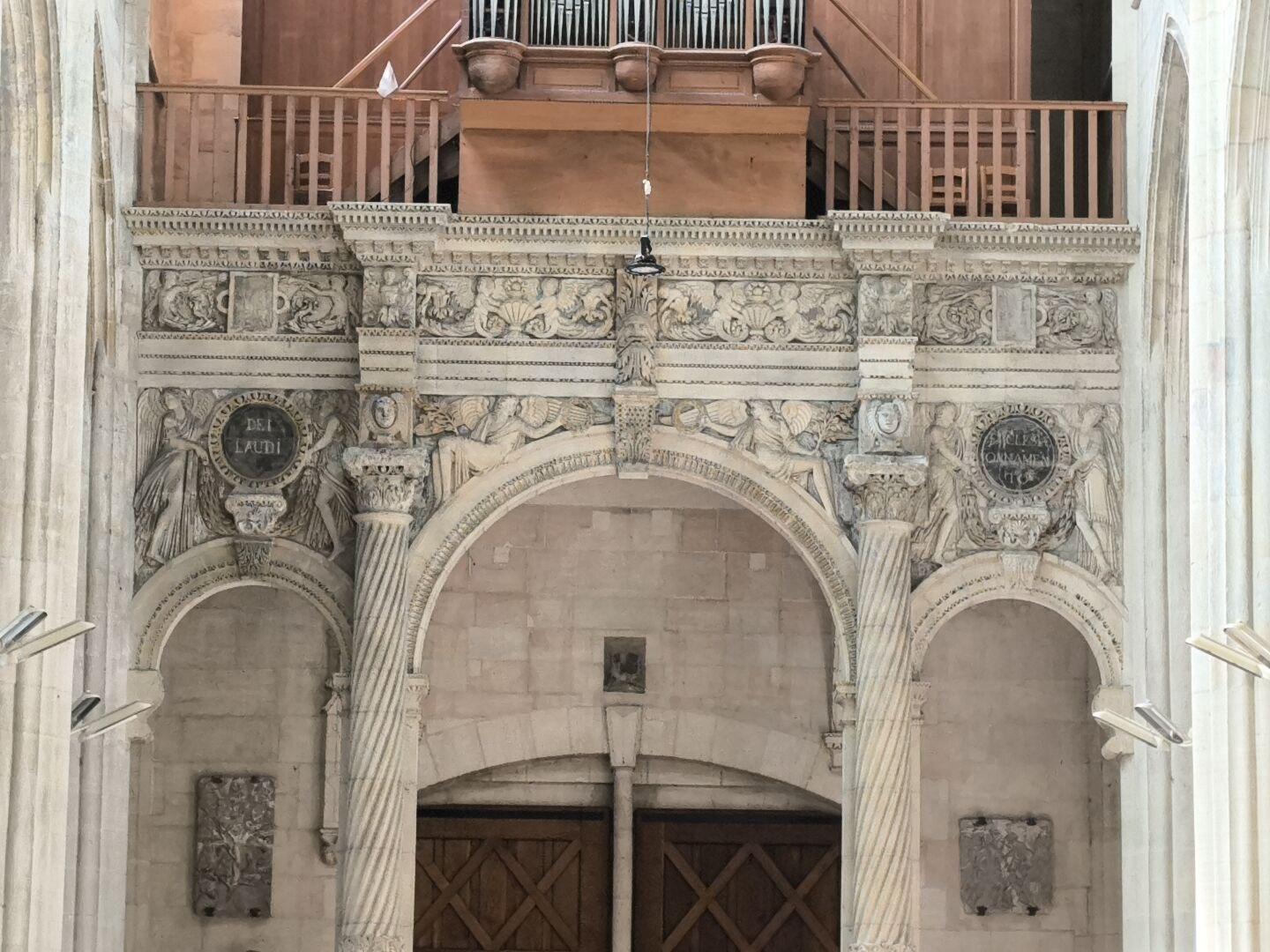
Détail de la tribune d'orgue.
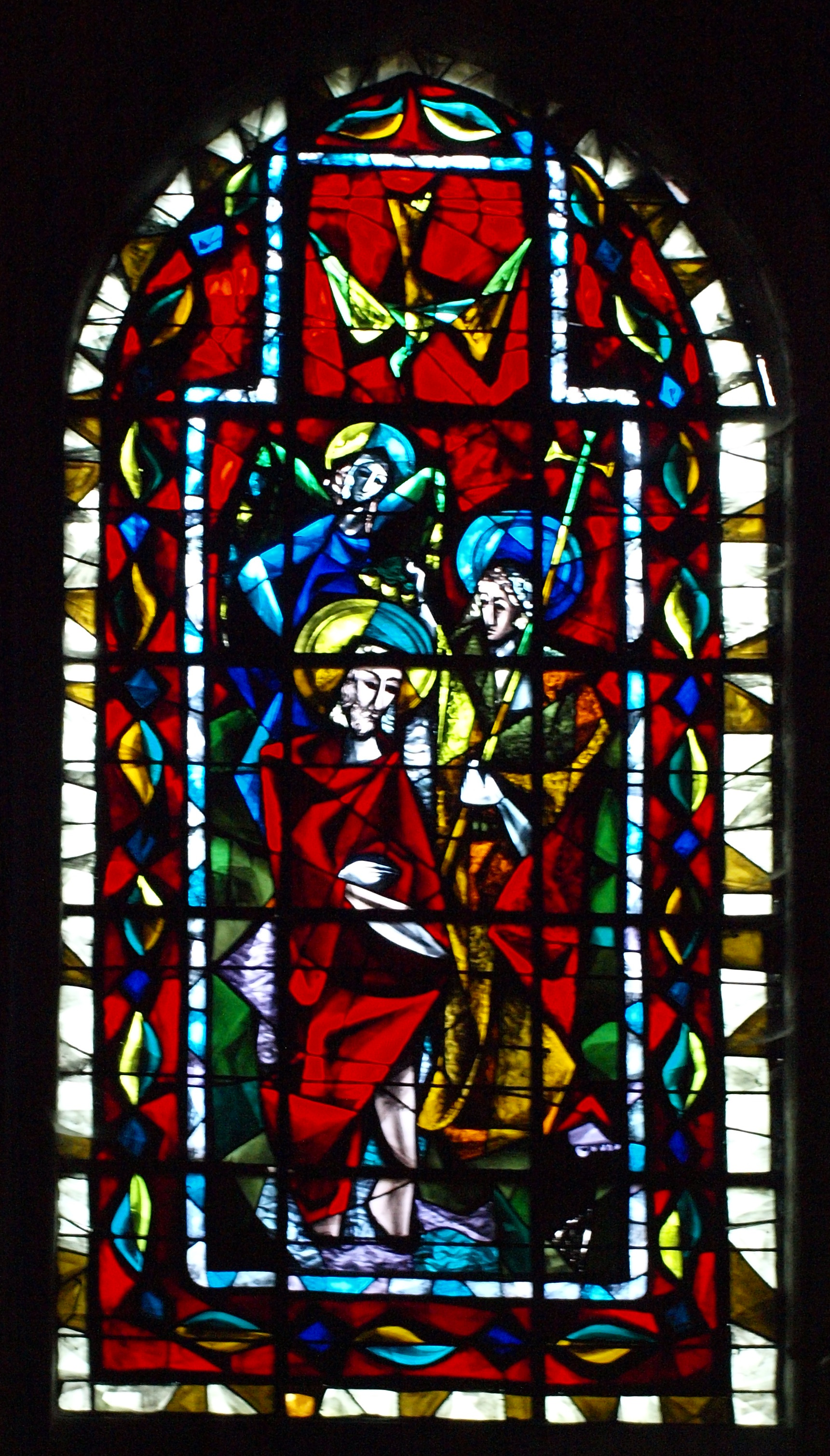
Vitrail du collatéral sud.
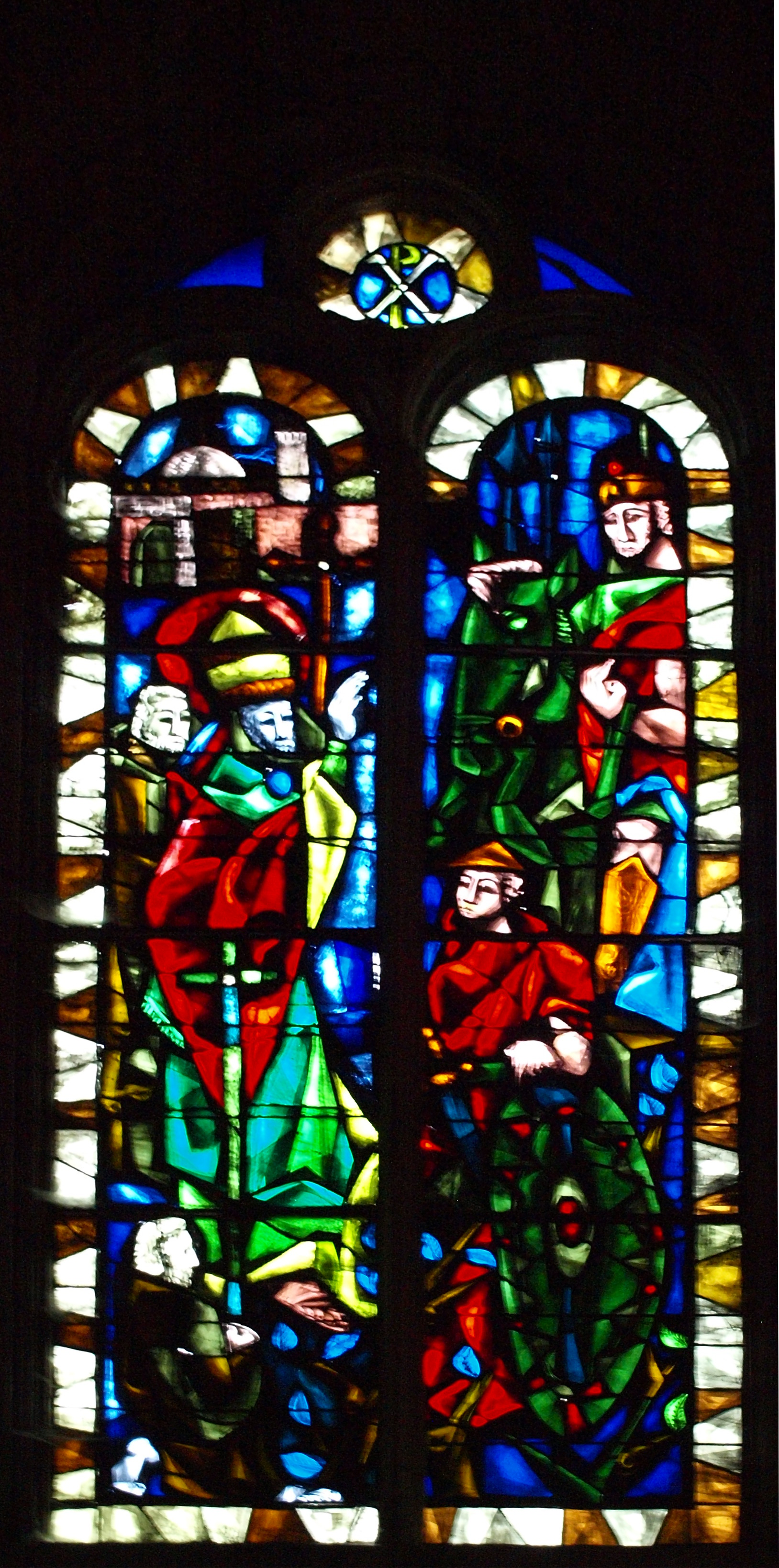
Vitrail dans la tour nord.
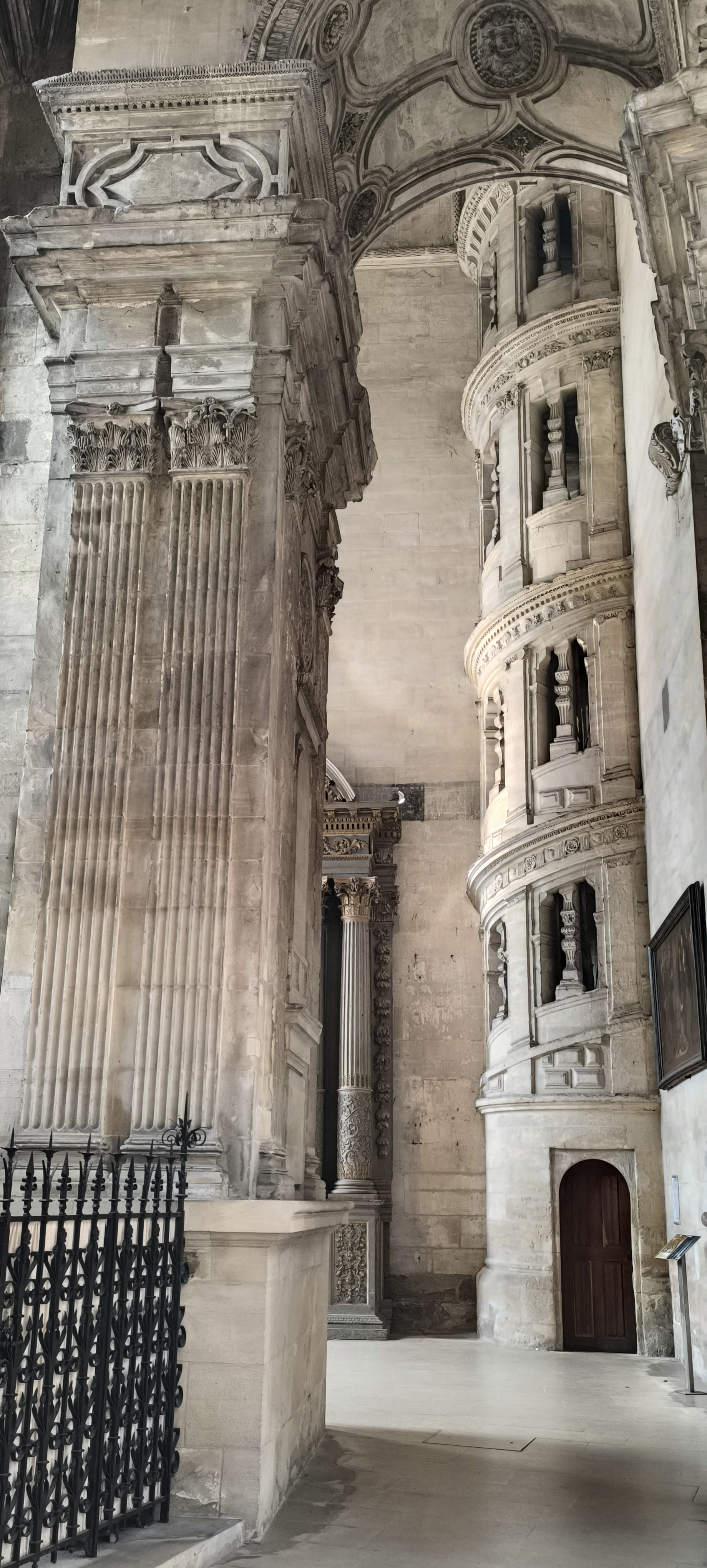
L'entrée de la chapelle du Rosaire
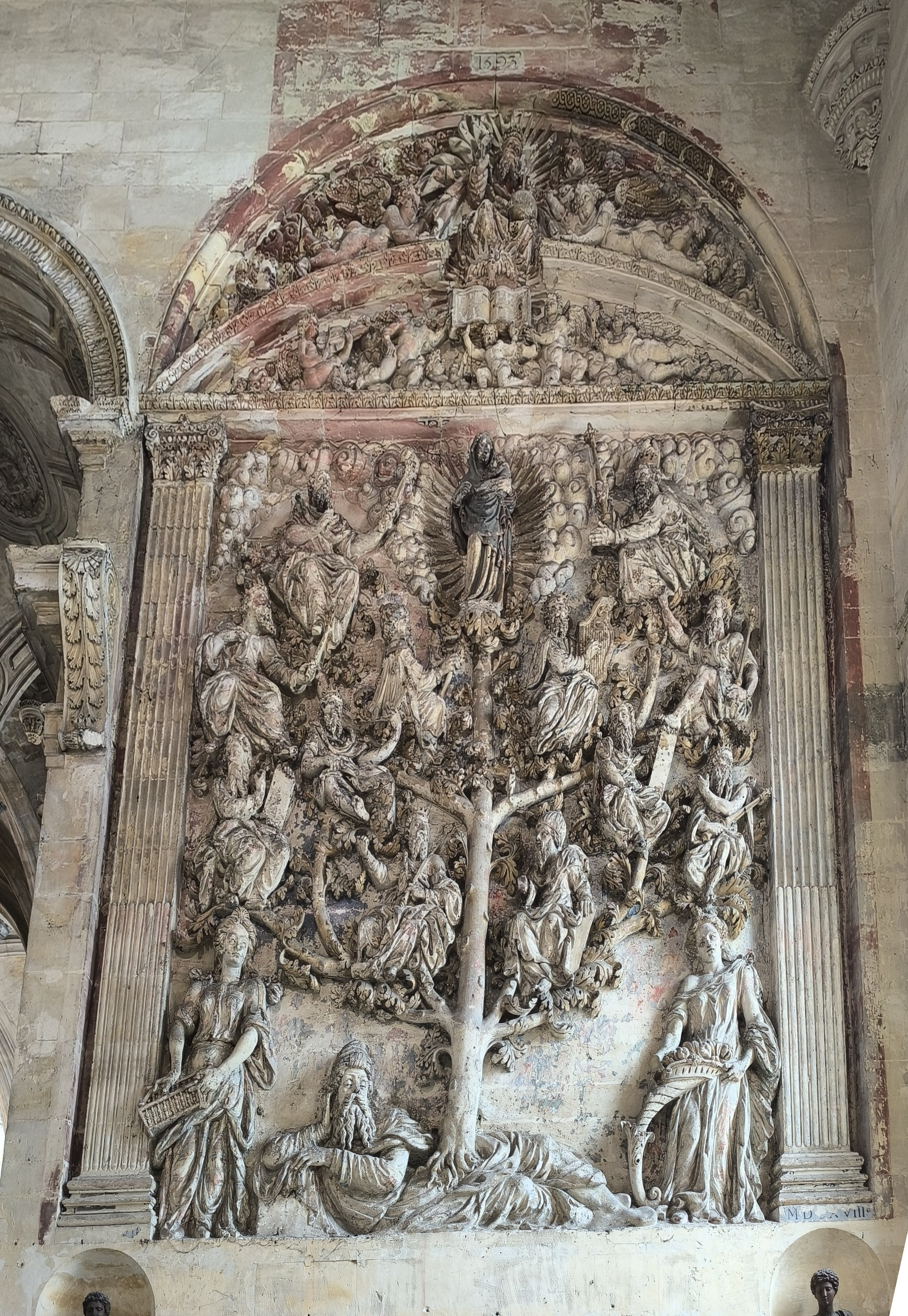
L'arbre de Jessé (style Renaissance précoce)
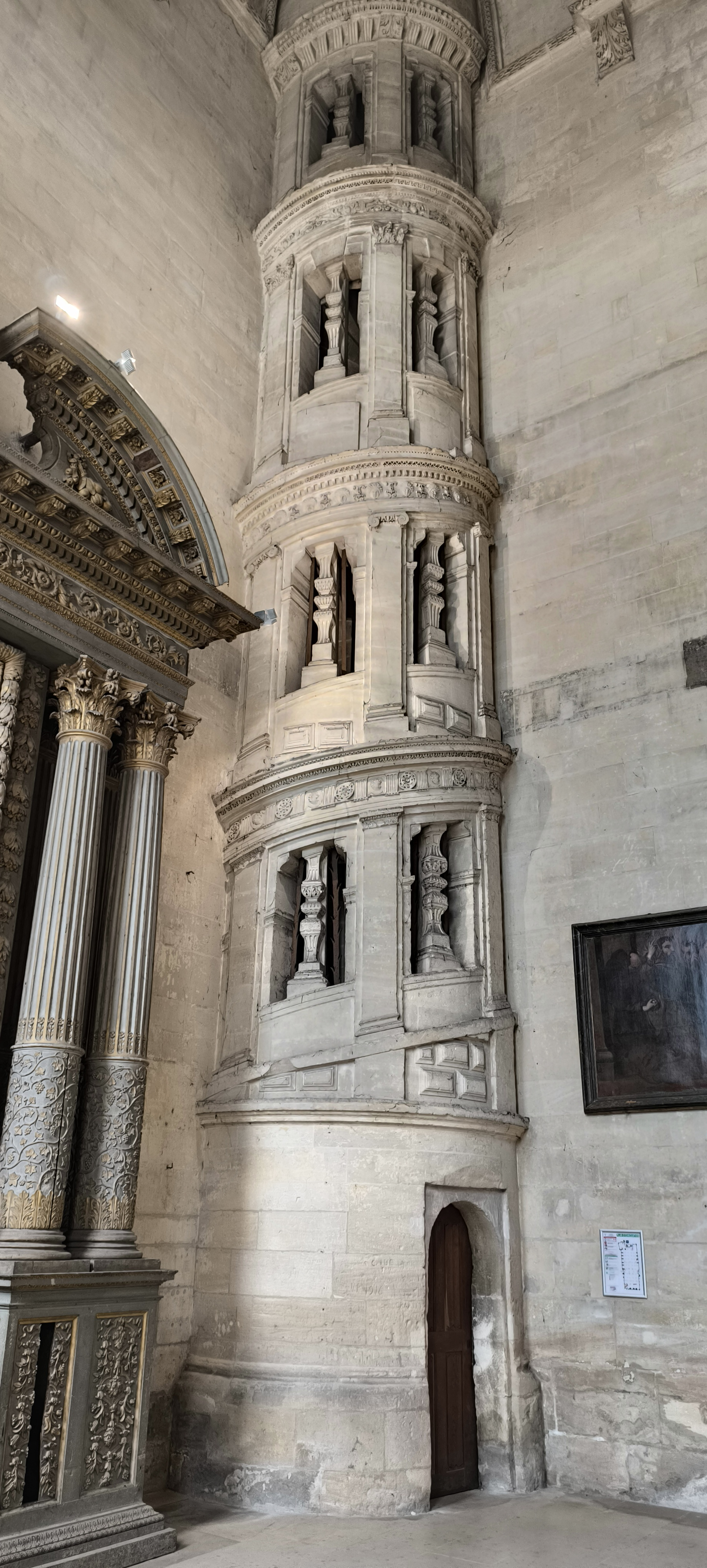
L'escalier semi-circulaire de la chapelle du Rosaire.
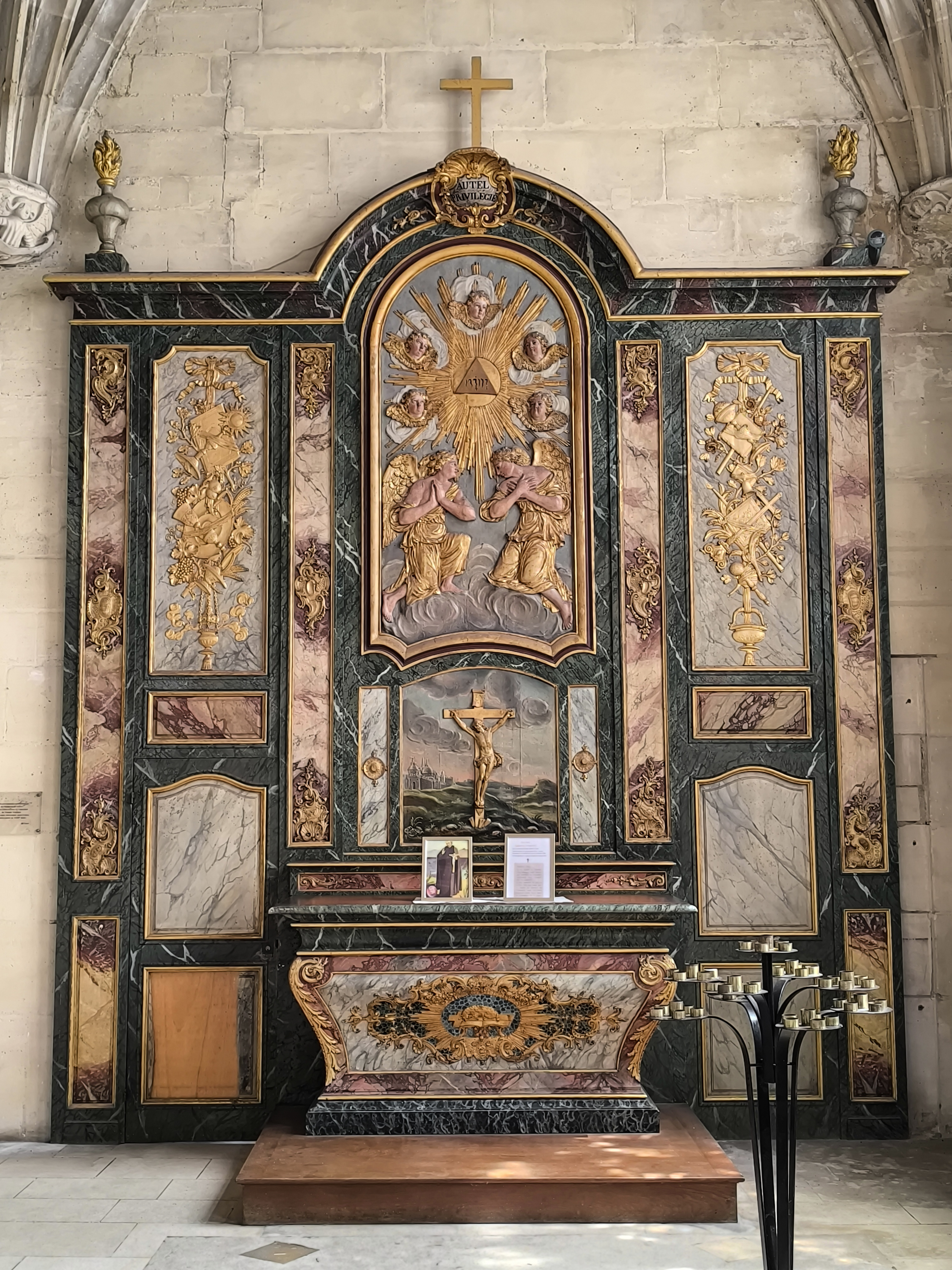
Autel et retable provenant du couvent des Mathurins de Gisors

- Manoir de Fontaine :

Le manoir de Fontaine est situé dans le hameau de Fontaines à l'est de Blangy. Le hameau appartient vraisemblablement à la famille de Fontaines dont il est fait mention dès le XIe siècle qui en laisse la jouissance à l'abbaye Saint-Michel du Tréport (comme Boiteaumesnil, la paroisse Saint-Denis et Gremontmesnil). Le manoir actuel est construit sur un édifice plus ancien et date du XVIe siècle pour ses parties primitives. Les ouvertures sont reprises, un agrandissement et une extension sont réalisés en 1607. Le manoir est restauré en 1818, 1821, 1911. Il est constitué d'un corps principal et d'une aile en retour avec deux tours à la jonction. L'ensemble est complété par des écuries et étables du début du XXe siècle et un moulin existant déjà au XIe siècle dans la charte des comtes d'Eu (qui fut reconstruit en 1870). Il contient un escalier à la Rihour dans la plus haute de ses tours. Le manoir a appartenu sans discontinuer à des descendants de la famille de Fontaines : les familles de Bommy puis de Calonne-d'Avesnes, puis de Morgan… jusqu'à son rachat dans les années 1990 par la commune et sa rénovation en centre culturel.
Le 9 mars 1592, le roi Henry IV, qui séjourne au manoir, y écrit une lettre aux échevins de Rennes, les informant qu'il continue le siège de Rouen.
Charles François de Calonne-d'Avesnes, l'un des derniers des Hospitaliers français, y meurt le 21 février 1840 selon plusieurs sources. Il s'agit probablement d'une confusion (le domaine de Fontaines appartenant également à des membres de sa famille). Il décède très probablement dans sa résidence du faubourg Saint-Denis.

Le manoir de Fontaine
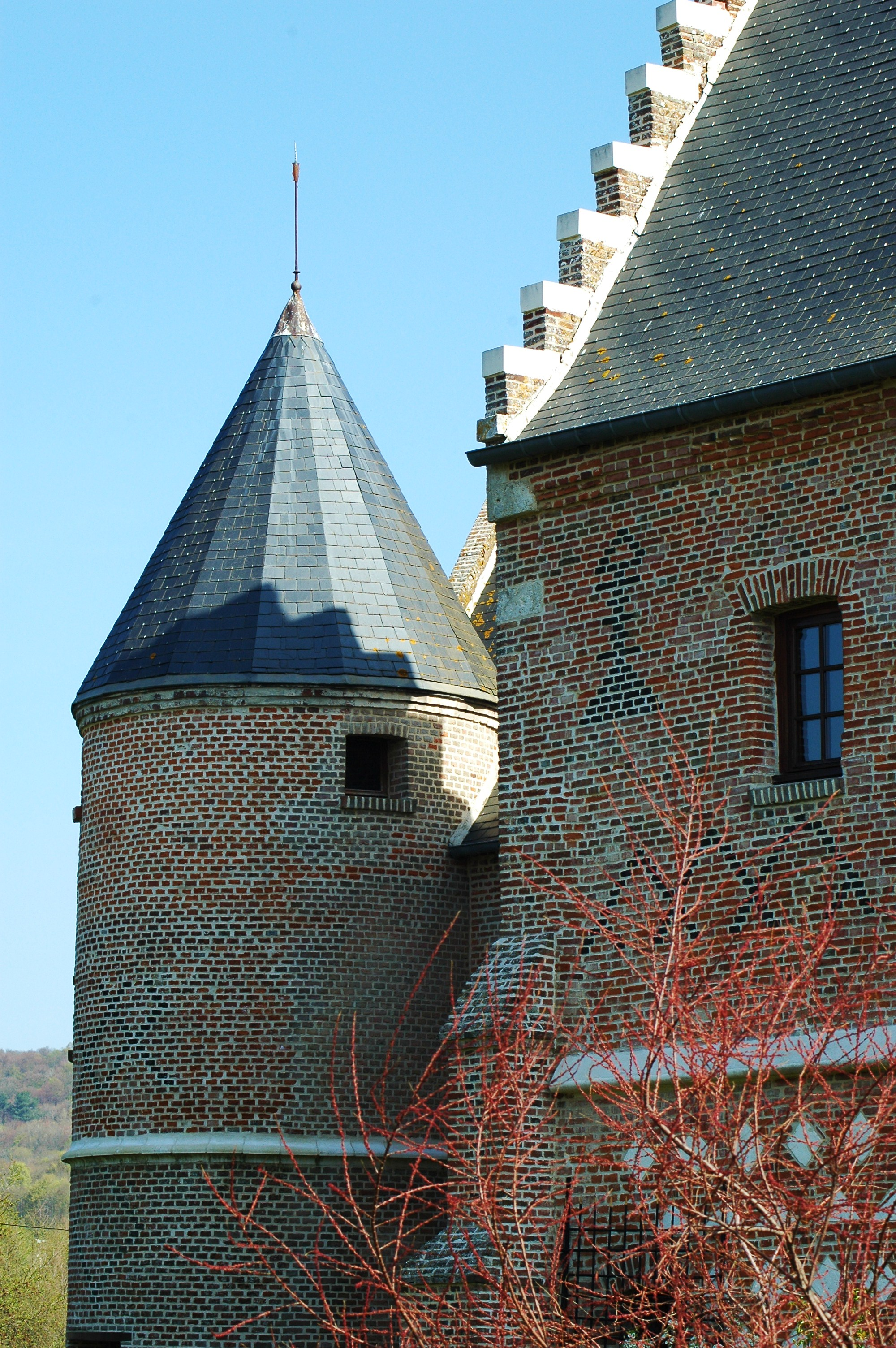
Le manoir de Fontaine présente plusieurs motifs décoratifs en briques vitrifiées.
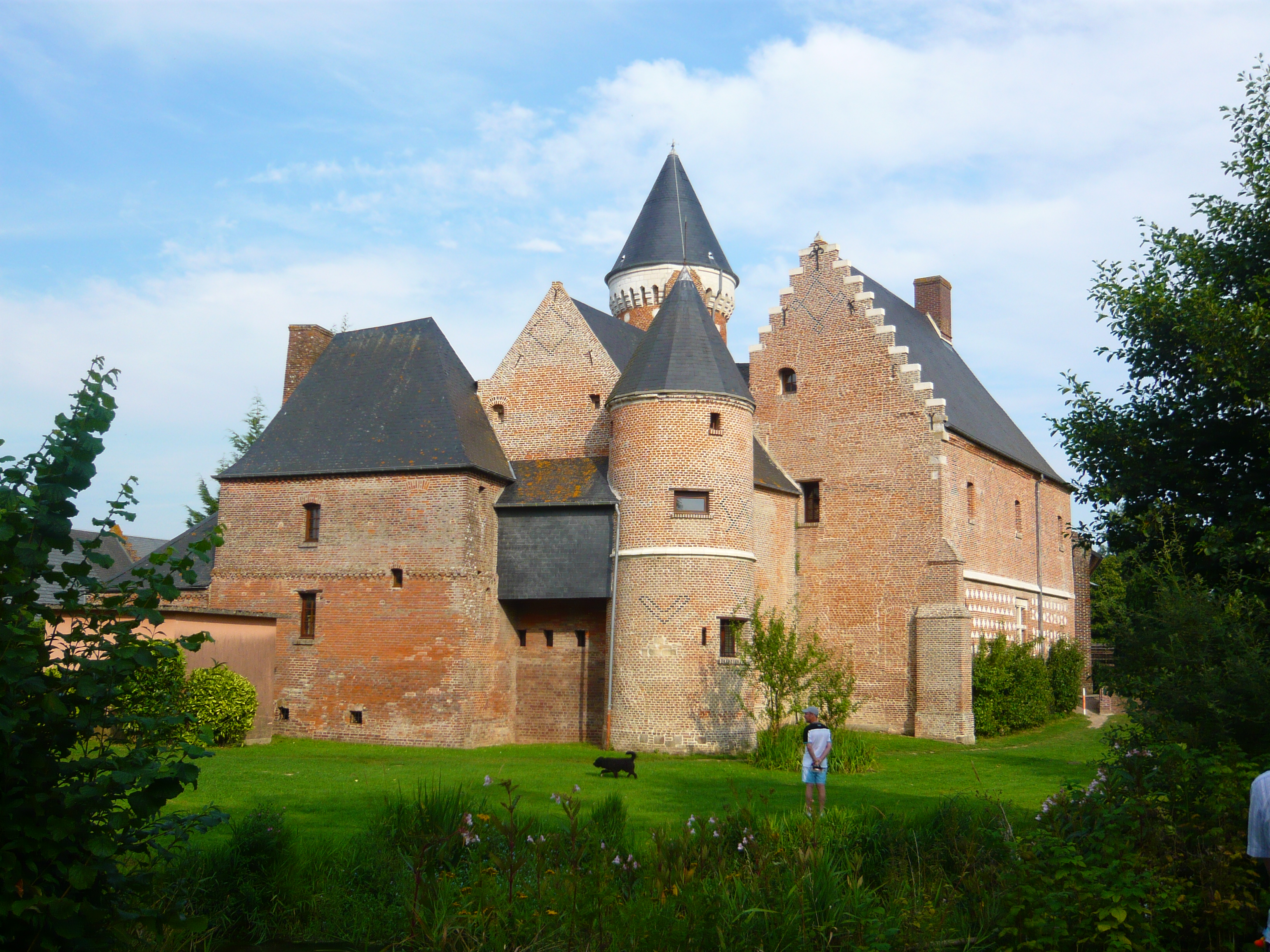
Le manoir de Fontaine depuis les berges de la Bresle.

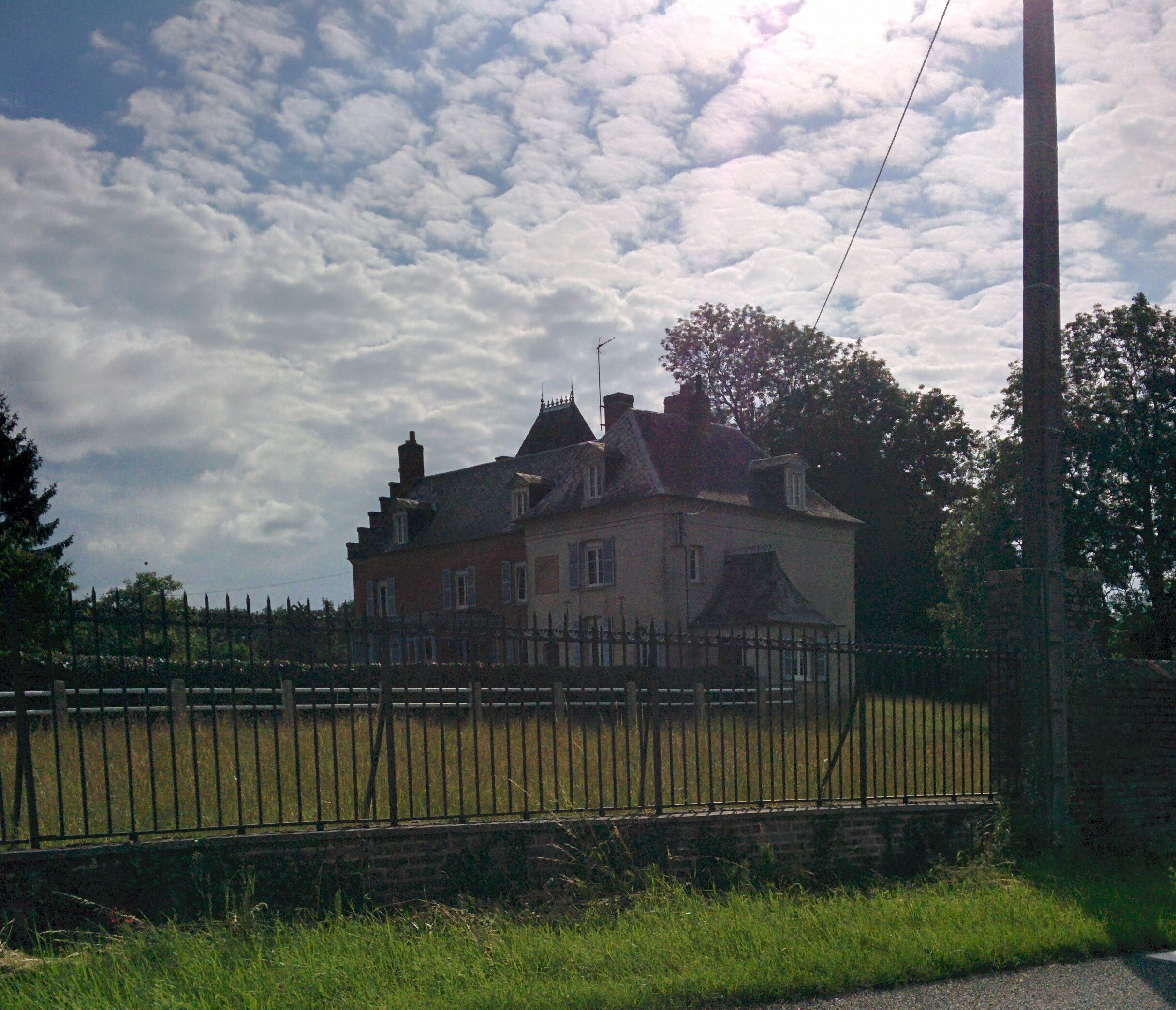
Le château de Grémontmesnil.

- Le château de Grémontmesnil (1778), situé à l'emplacement d'une ancienne motte du XIe siècle ou XIIe siècle, il comprend deux ailes. La plus ancienne date du XVIIIe siècle et possède un cadran solaire. La deuxième aile est construite à la fin du XIXe siècle sur la partie ouest du château. Le château comme le manoir de Fontaine appartenait à la famille de Bommy et est encore aujourd'hui la propriété de leurs descendants. Le château est complété par des remises, granges et étables[153].
- Le château de Calonne construit dans le quatrième quart du XVIIIe siècle pour le commandeur de l'ordre de Malte, Charles François de Calonne-d'Avesnes dans le faubourg Saint-Denis. Ce château sera perquisitionné dans le cadre du procès de Georges Cadoudal. Le commandeur y sera assigné à résidence, il y mourra à l'âge de 96 ans[154],[155]
- Moulin dit de Hollande (moulin à foulon) car appartenant à la manufacture de draps van Robais (XVIIe siècle ?). Le moulin servait au dégraissage des draps, il est transformé en filature de coton au XIXe siècle par Pierre Charles Fruictier (également propriétaire du moulin et du manoir de Hottineaux). Il n’existe plus que la maison du gardien, les vannages et quelques engrenages. Le moulin disparaît au milieu des années 1960[143].
- Le centre-ville reconstruit contient de beaux exemples de l'architecture (mairie, écoles, caserne, salle des fêtes…) et de l'urbanisme du XXe siècle.
- Château dit Waltersperger ou Pariche du nom des propriétaires des verreries/mouleries Waltersperger (construit vers 1900)[156].
- L'ensemble industriel Darras/Scobart comprend une verrerie créée en 1892 par Henri Scobart le long de la voie ferrée Paris-Le Tréport, des communs, plusieurs ensembles d'habitation dont des cités ouvrières et le château de Camille Darras construit vers 1915[157],[158].

Ensemble industriel Darras-Scobart
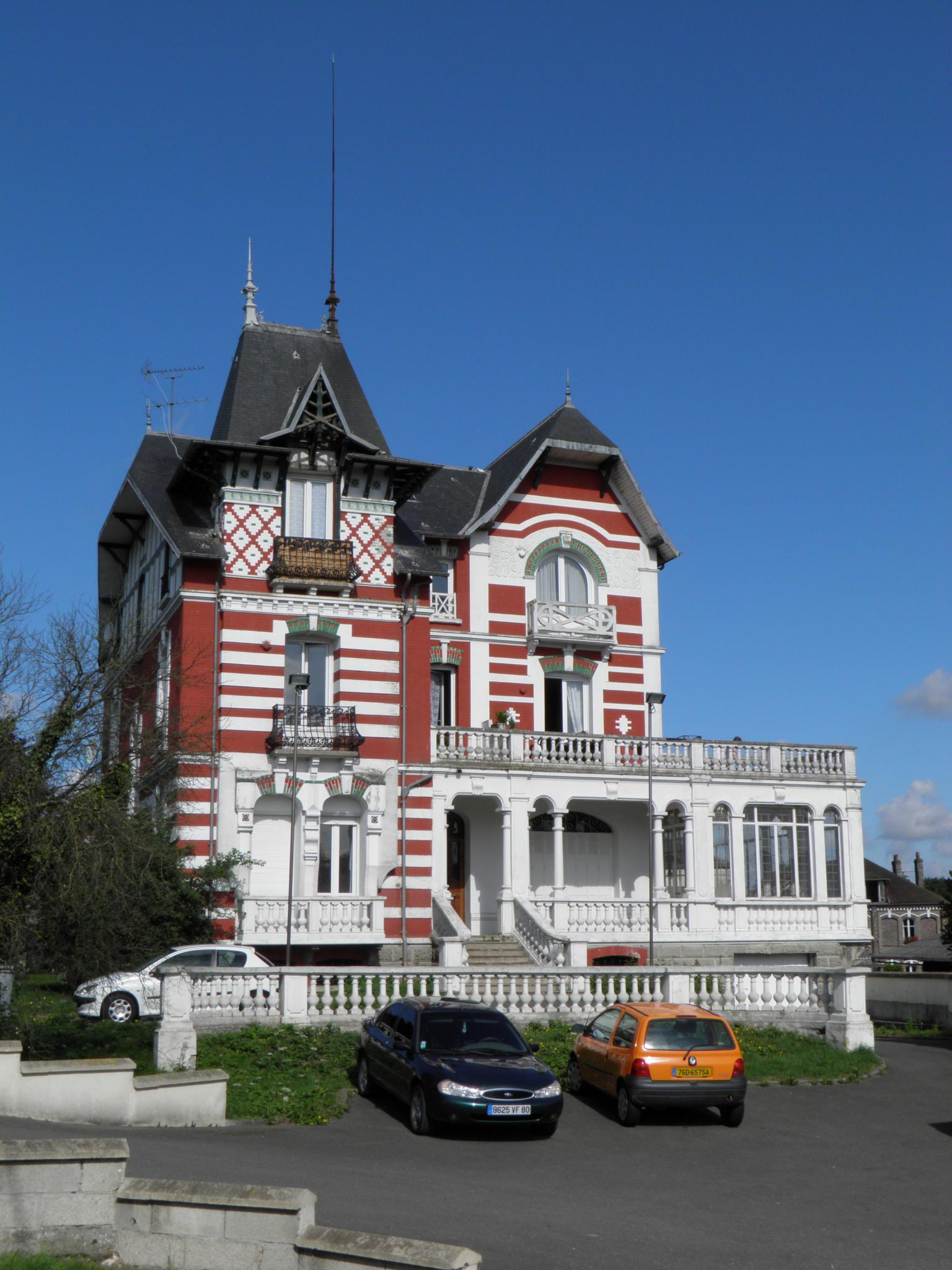
La maison du directeur, dite château Darras.
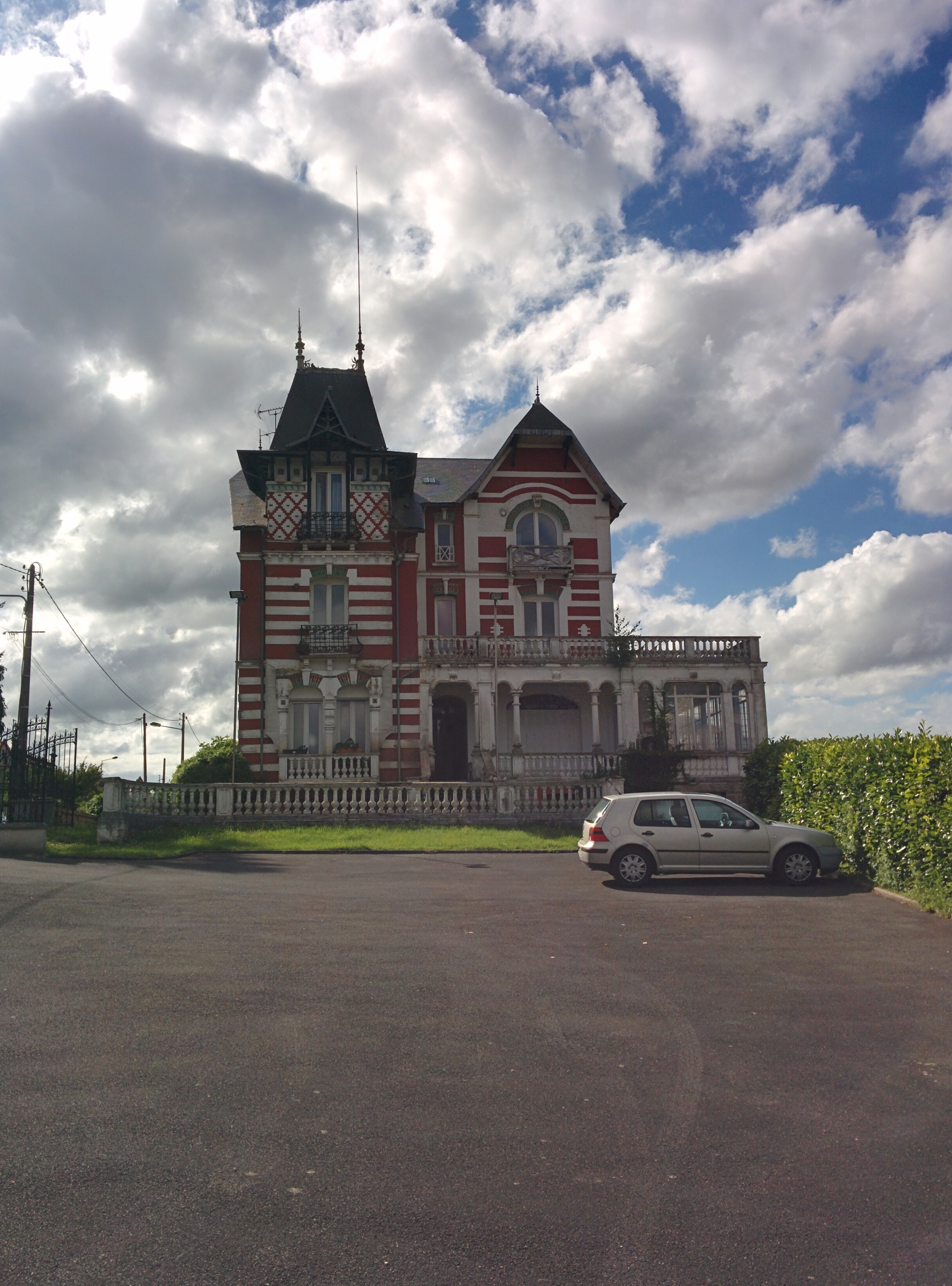
La maison du directeur, dite château Darras.
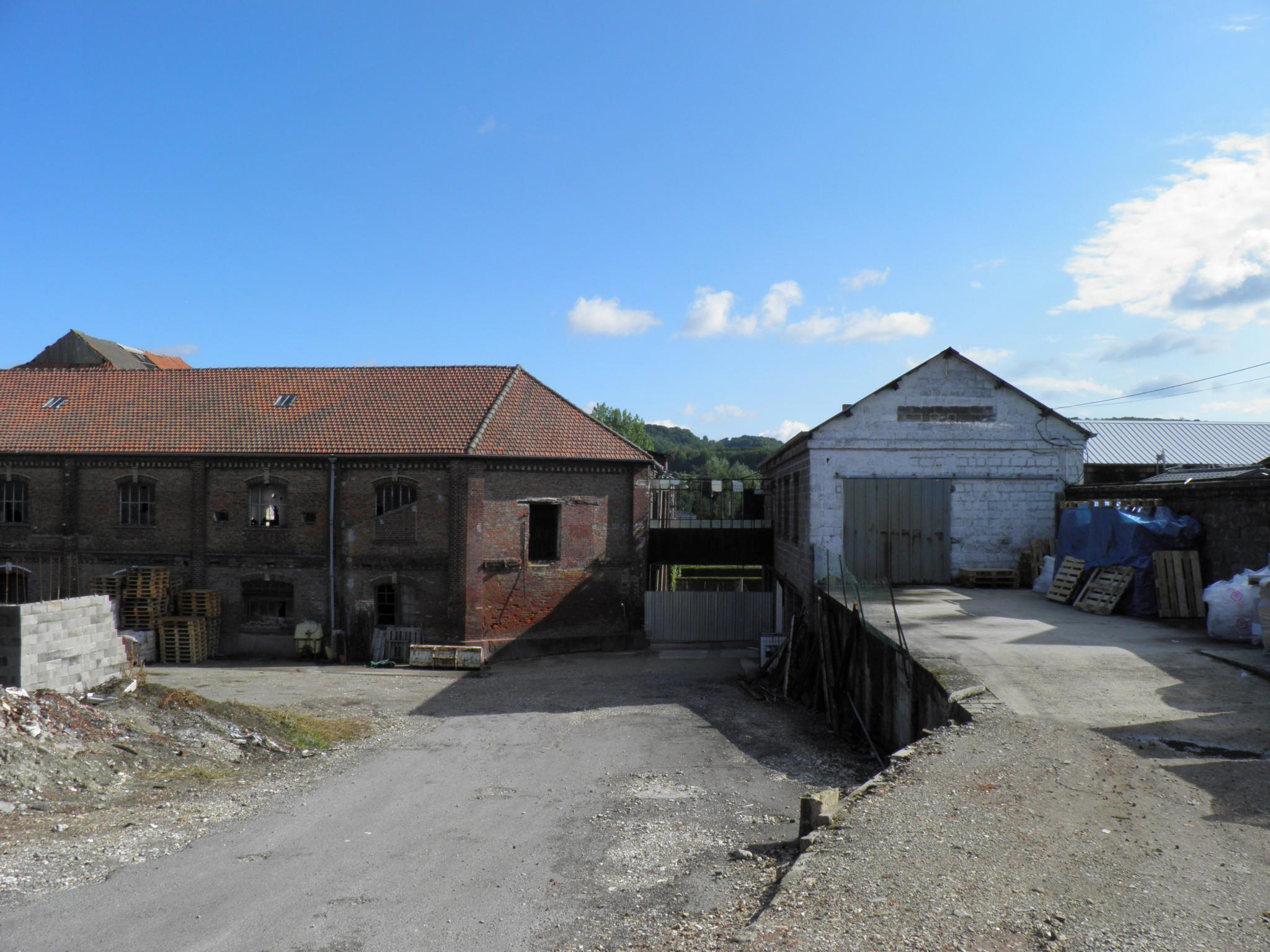
La verrerie Scobart/Darras.
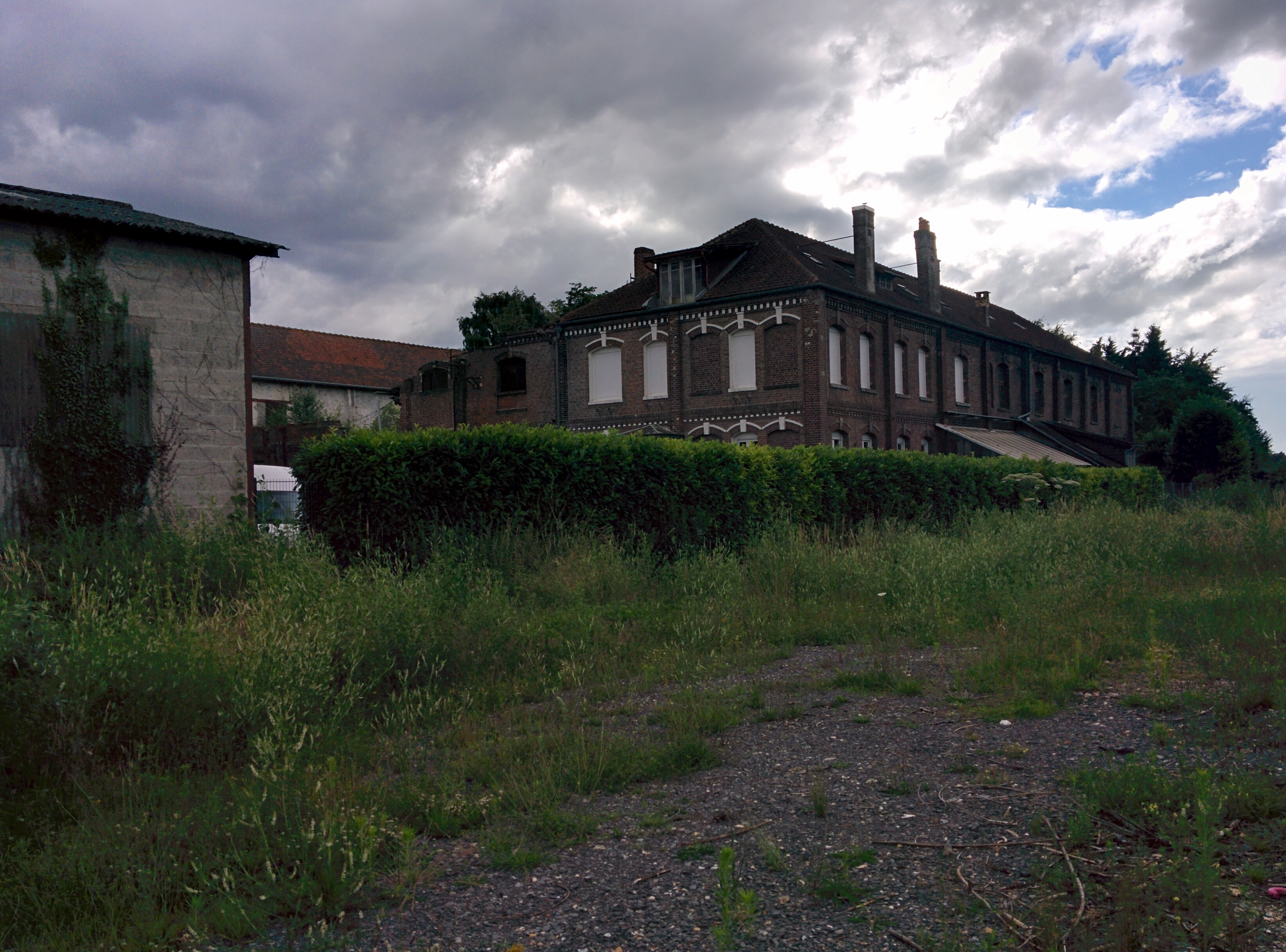
La verrerie depuis la voie de chemin de fer.
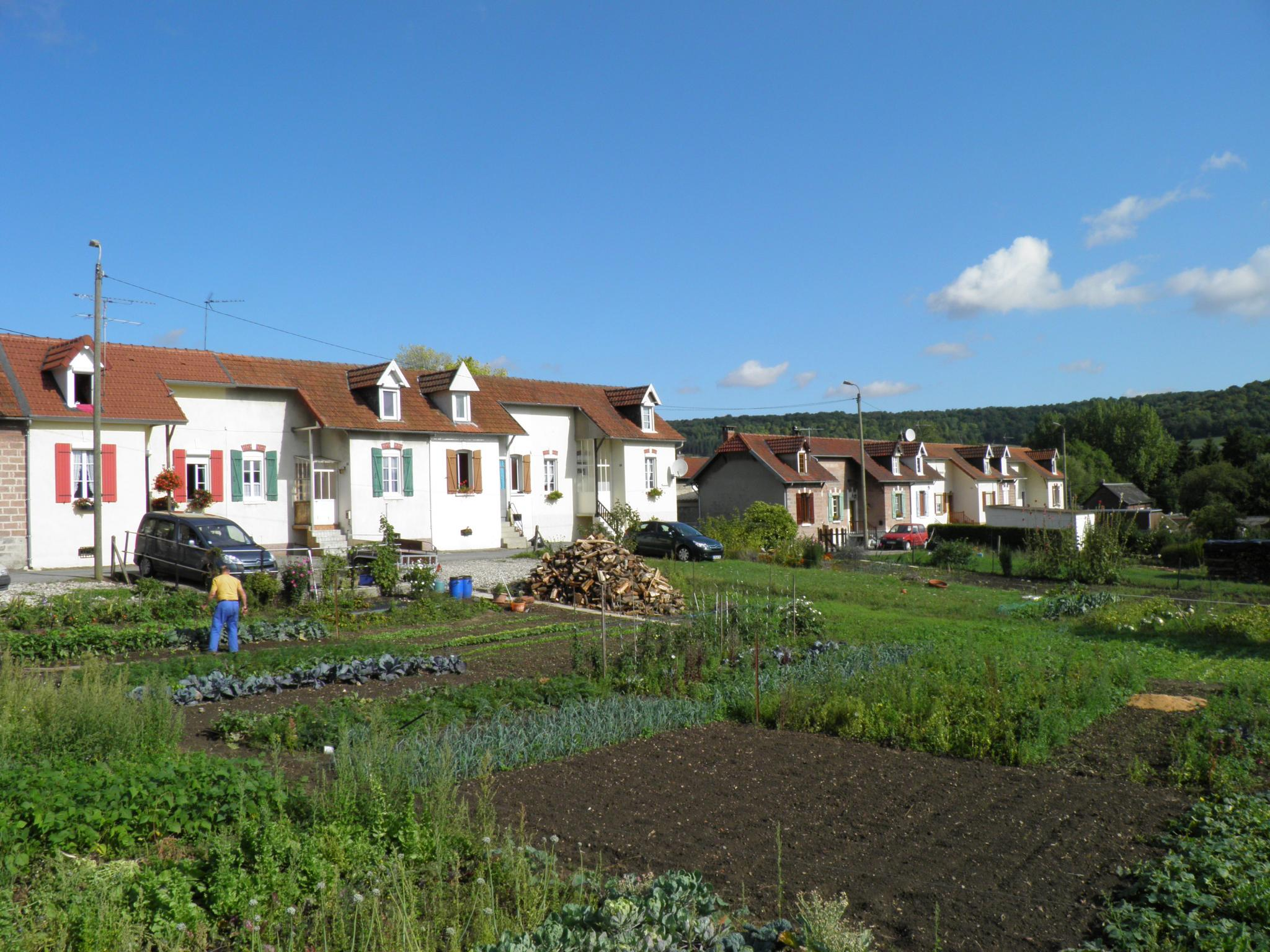
La cité Darras et les jardins.
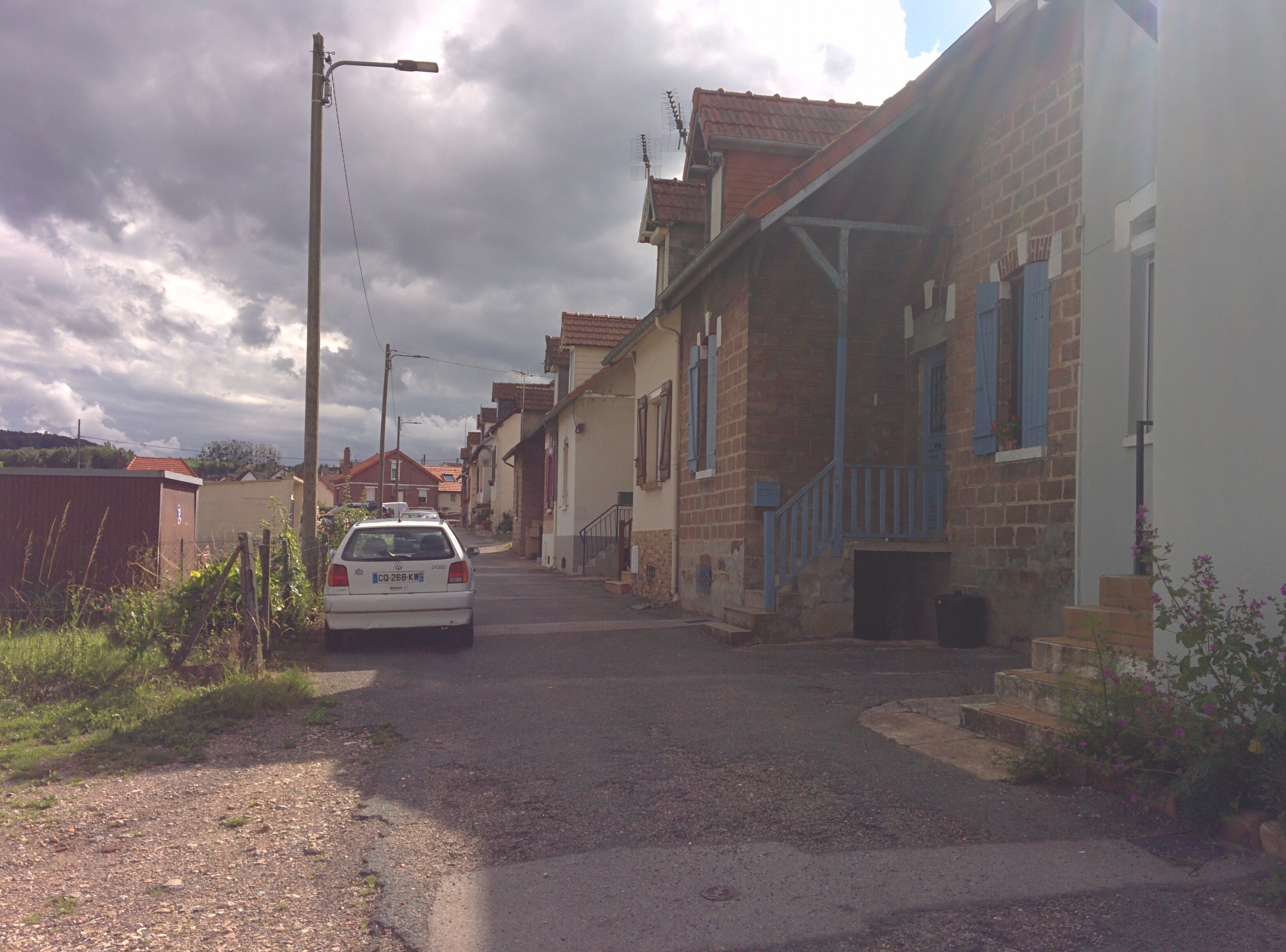
La cité Darras.
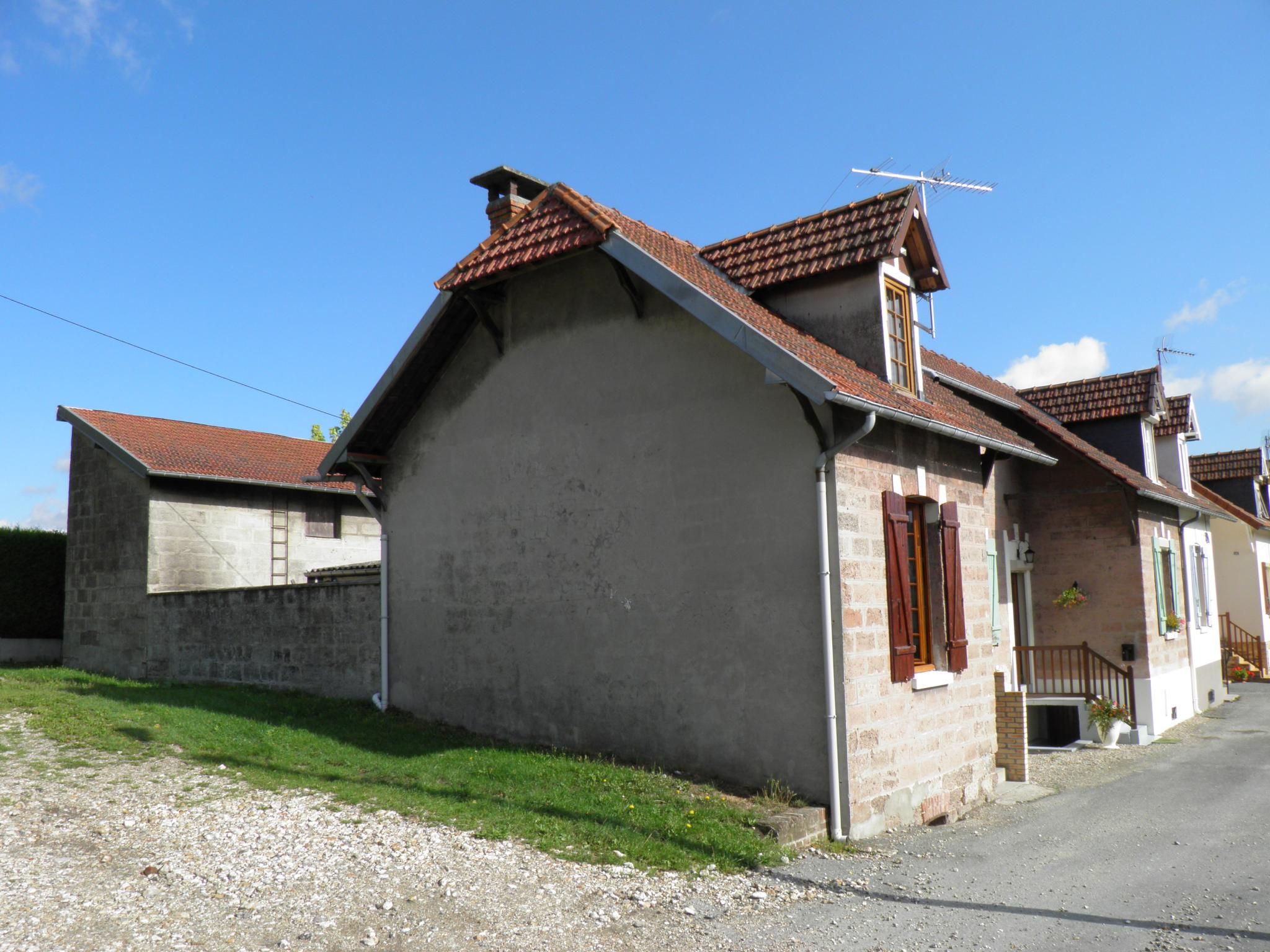
La cité Darras.

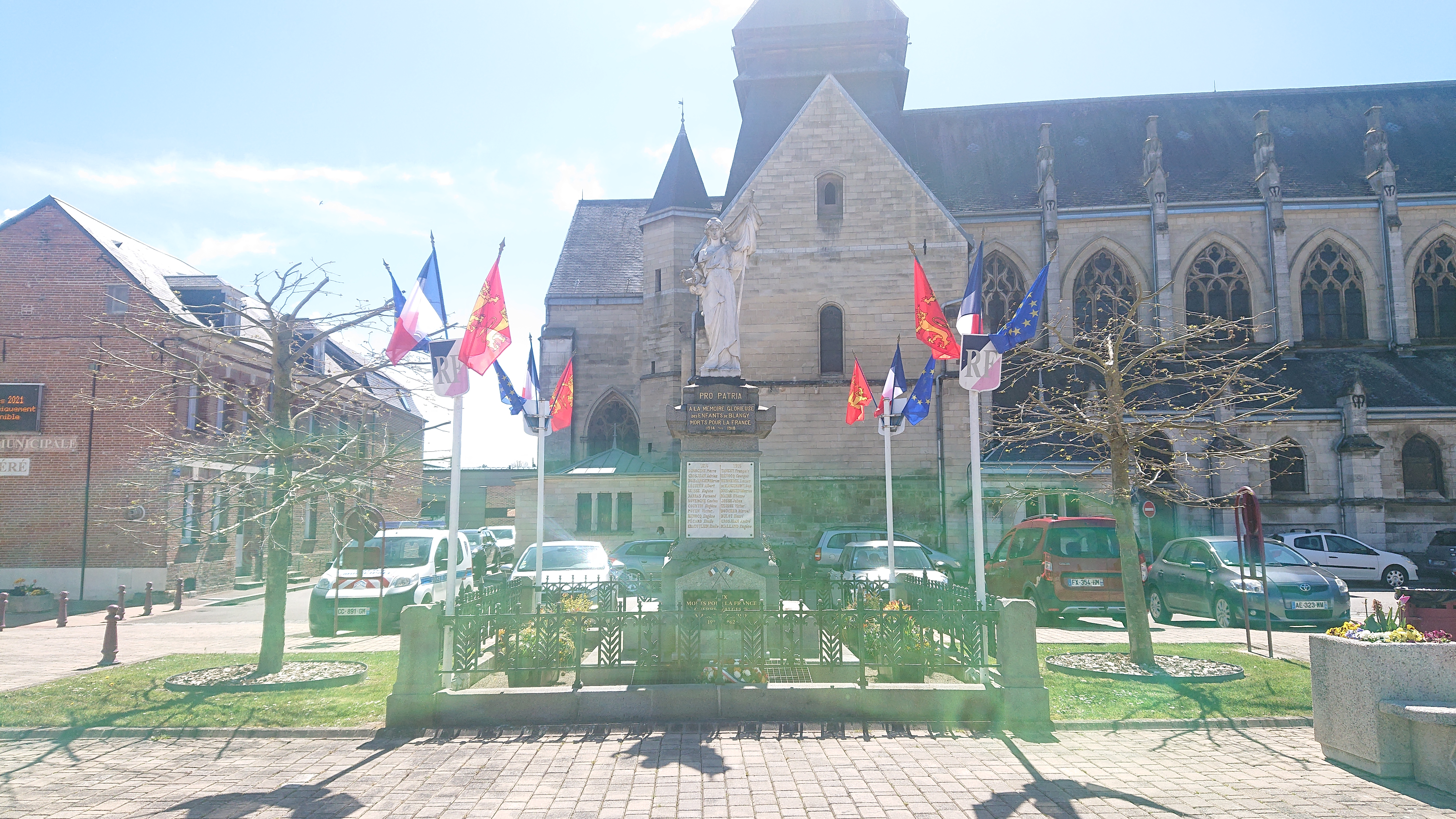
Le monument aux morts.

- Le monument aux morts de la commune (inauguré le 31 juillet 1921 est construit par les marbreries générales pour le compte de la commune et est initialement situé sur la place de l'église en bordure de route, dos à l'église et commémore les habitants tombés au champ d'honneur. Il est ensuite adapté pour accueillir les noms des soldats blangeois tombés lors de la Seconde Guerre mondiale, puis une plaque est ajoutée pour commémorer les victimes civiles des bombardements de la ville. En 2005, une plaque est ajoutée à l'initiative du docteur Bruno Garraud, historien local, pour réhabiliter le soldat André Lecroq fusillé[159]. 
Dans les années 2010, le monument est déplacé et mis en retrait sur un côté de la place de l'Hôtel-de-Ville[160],[161].
- Le monument aux disparus est un autre monument est construit dans le cimetière pour commémorer les soldats de la Première Guerre dont le corps n'a jamais été retrouvé[162].
- Les carrés militaires sont situés dans le cimetière ancien de la ville. Les tombes datent de la Première et de la Seconde Guerre mondiale. Des tombes britanniques, écossaises et belges se trouvent dans ces carrés[162],[163].

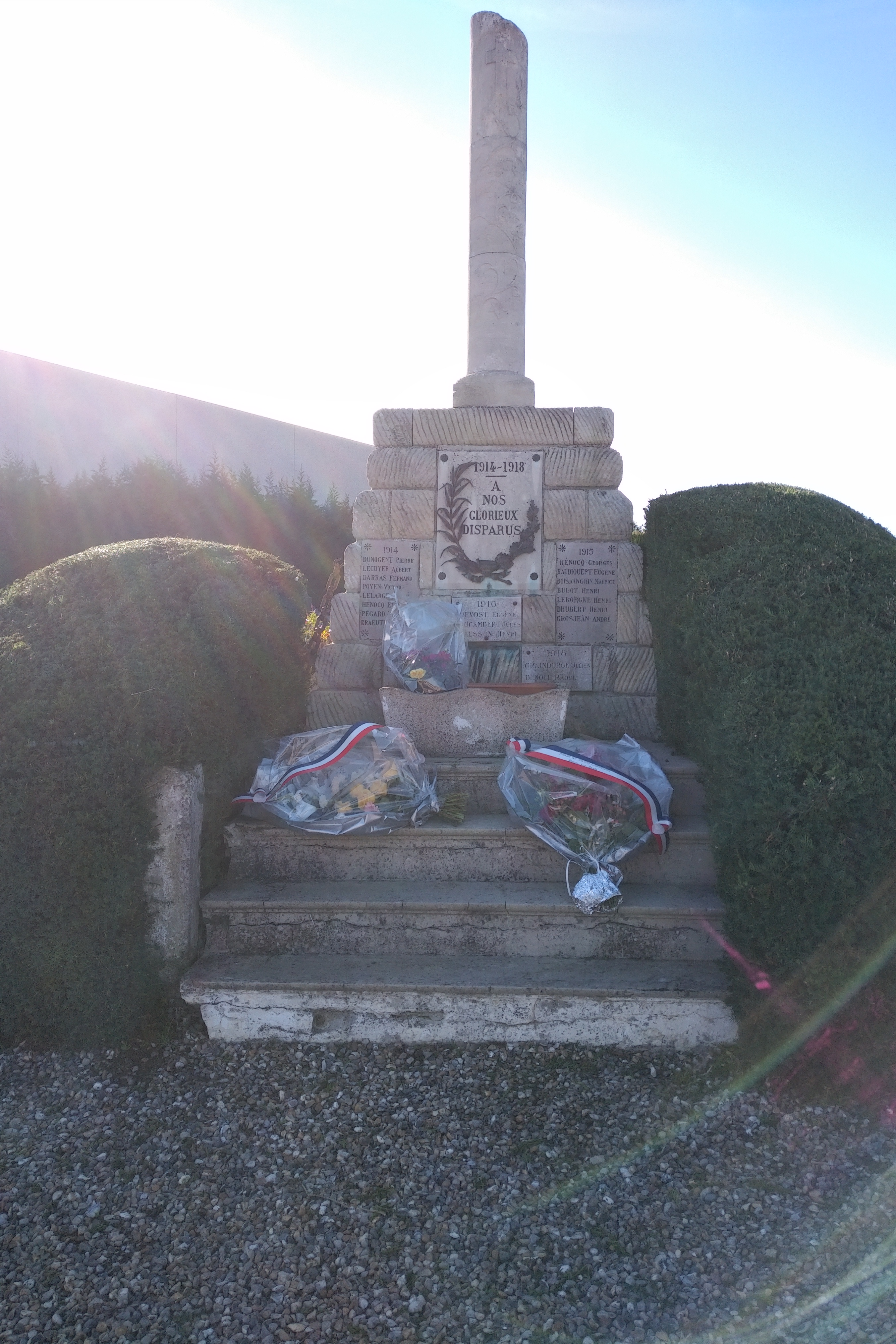
Le monument aux disparus 1914-1918.
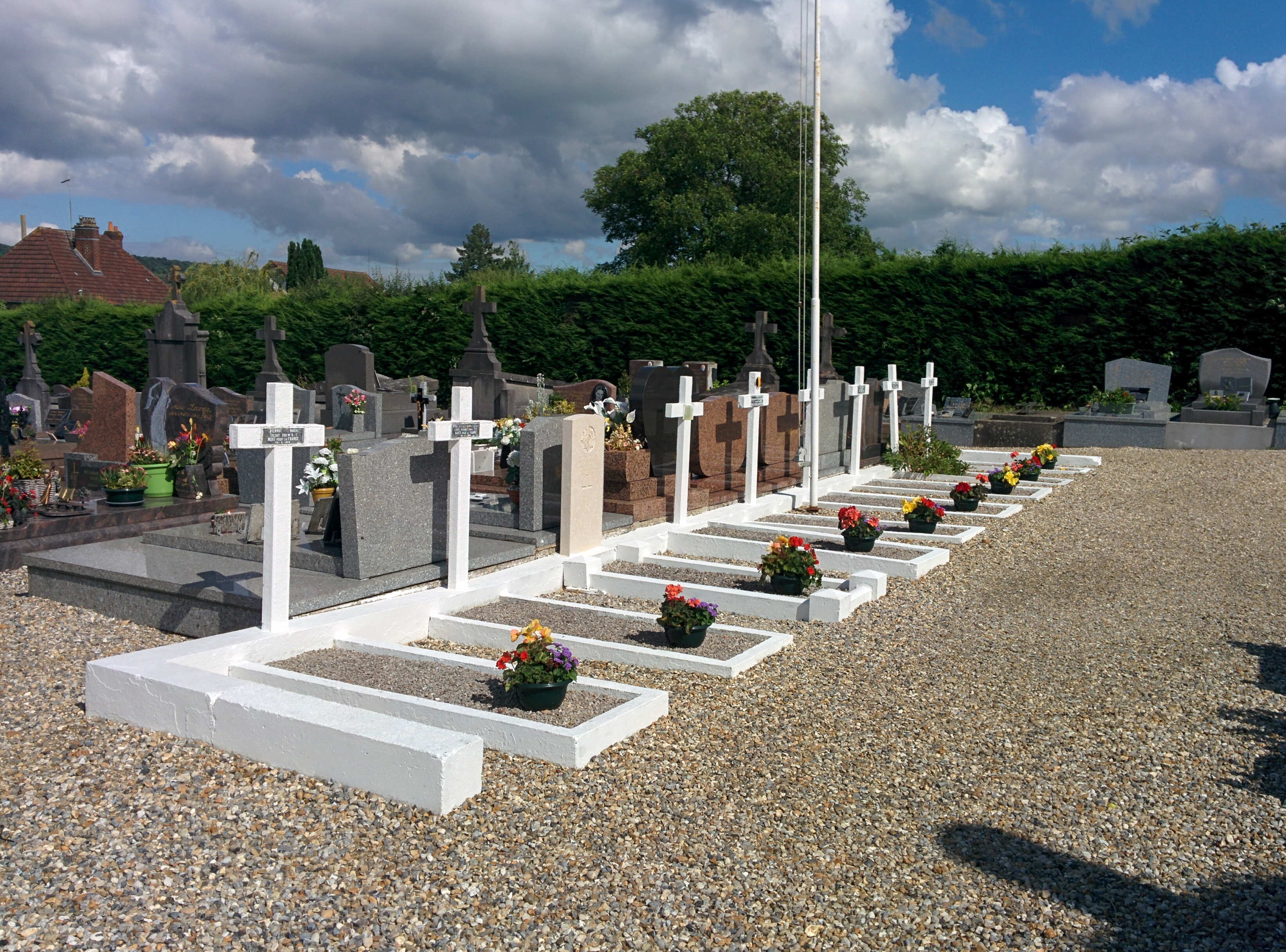
Le carré militaire (WW1).
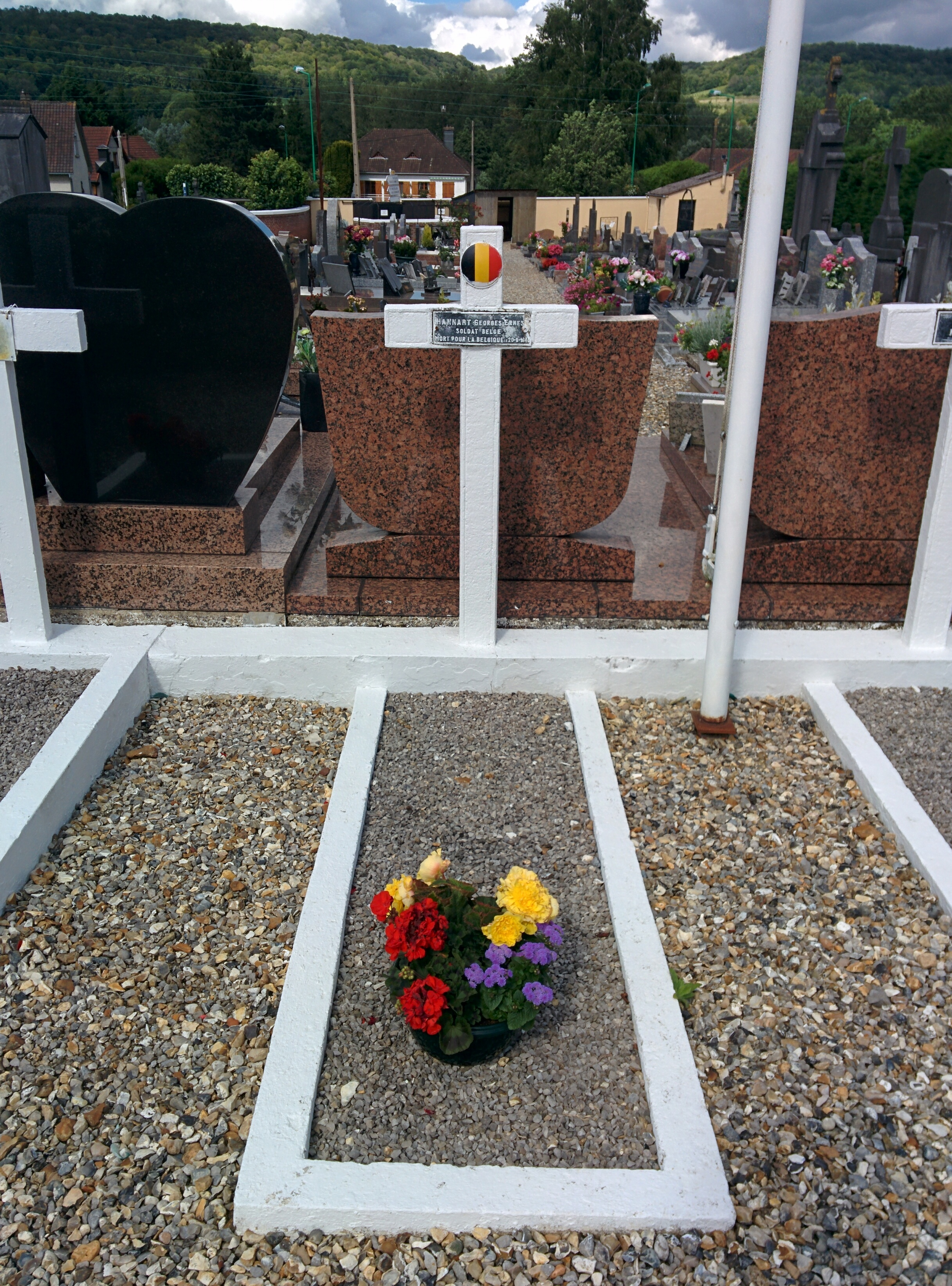
La tombe d'un soldat belge (WW1).
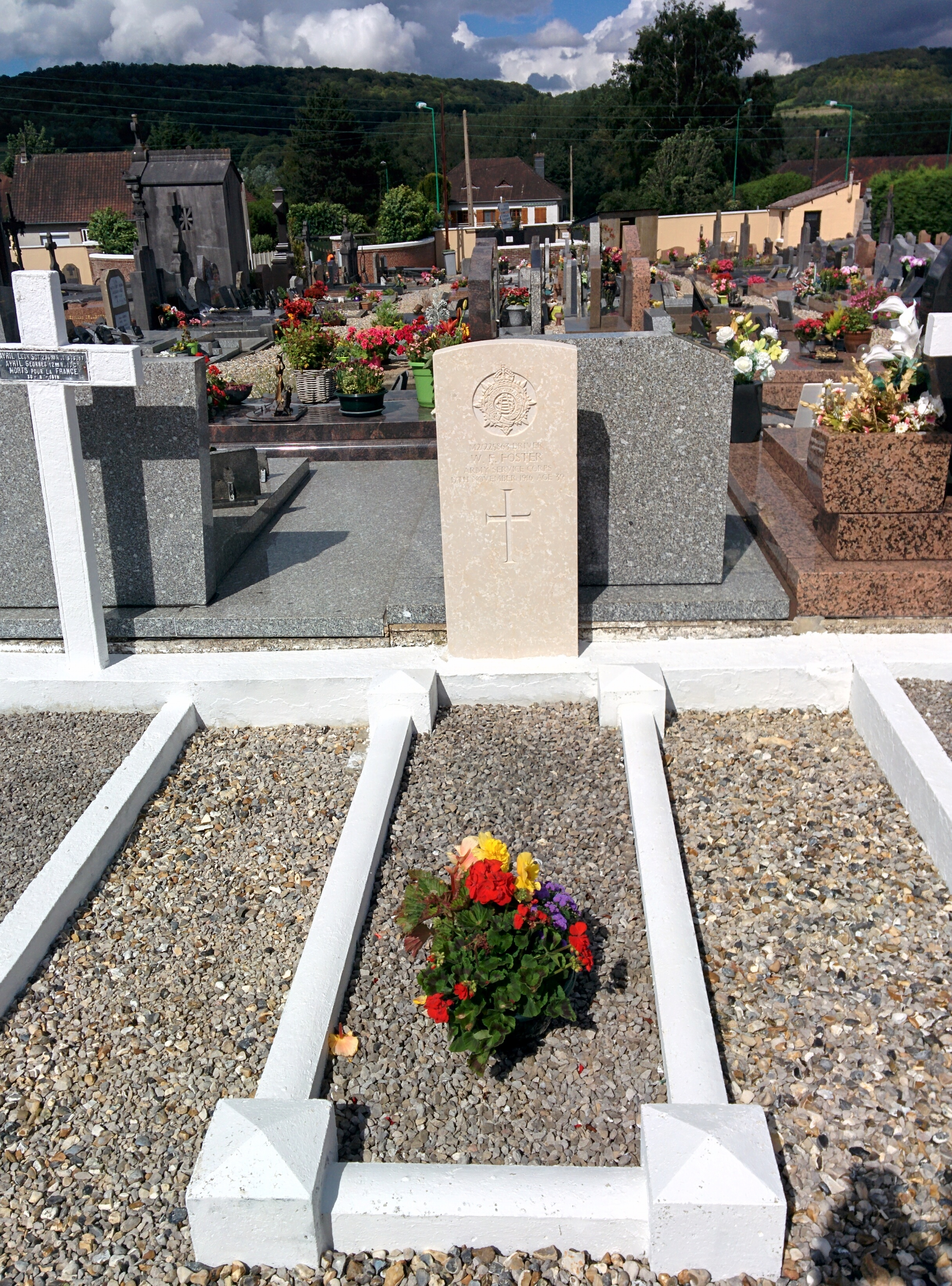
La tombe d'un soldat britannique (WW1).
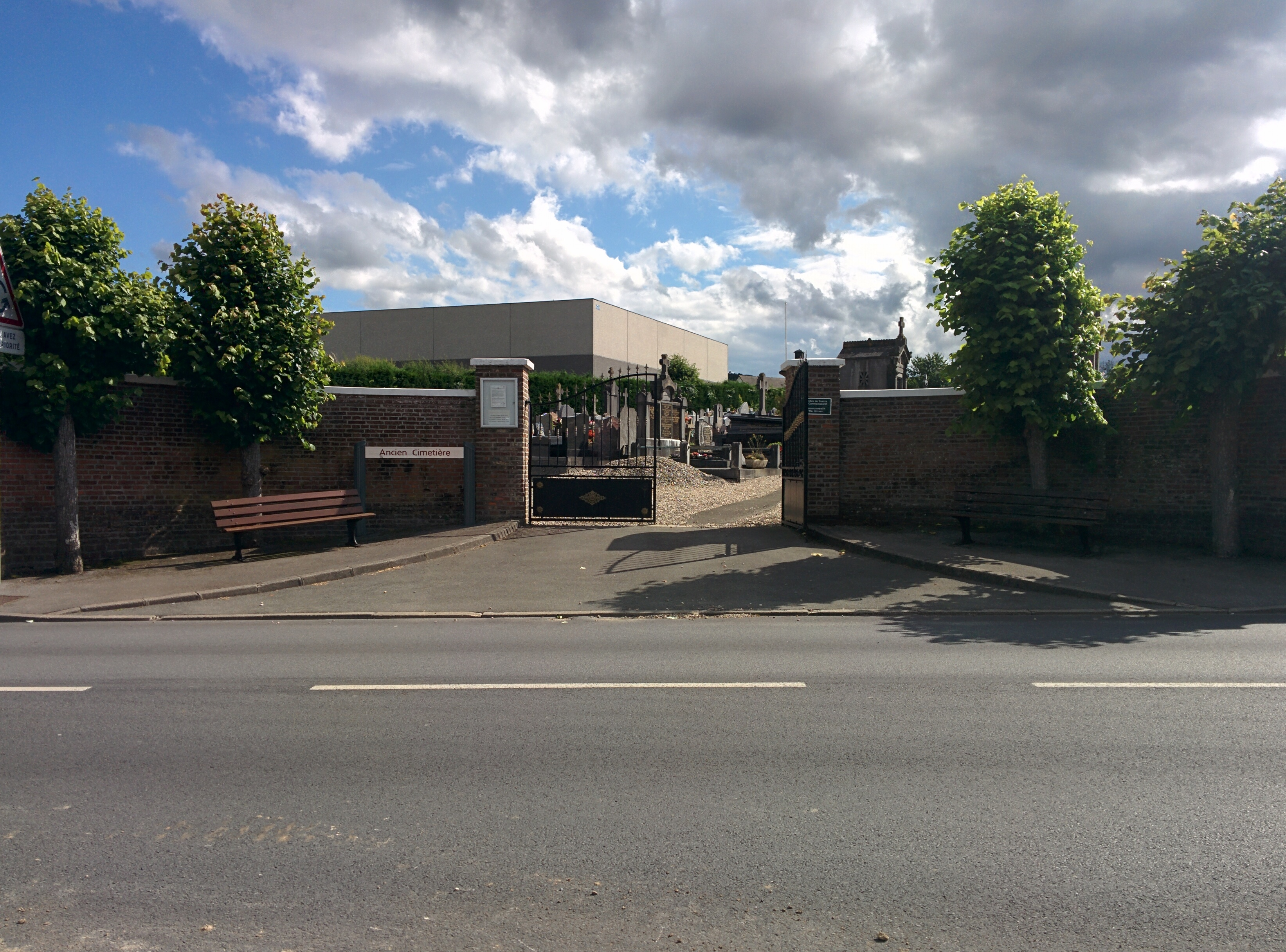
Le cimetière et le panneau indiquant les tombes militaires du Commonwealth.

### Musées
Depuis 1993, le manoir de Fontaine accueille dans ses murs un centre culturel. Au fil des années, par des impulsions communales, associatives ou individuelles, l'offre muséale s'est étoffée et a donné naissance à pas moins de 10 musées (dont le premier musée de la colonisation de France),.
- Le musée de la Verrerie[165] est créé en 1993, il présente aux visiteurs tout le processus de la fabrication du verre selon différentes techniques (du four à l'emballage). En fin d'exposition est présentée une collection de flacons de parfumerie de luxe (spécialité de la vallée de la Bresle qui en produit en assume 80% de la production mondiale).

L'association du manoir programme des expositions temporaires (sur le verre sous toutes ses formes et supports) dans une salle dédiée.
Hervé Quenu, verrier, produit devant les visiteurs de nombreuses pièces (vases, verres, décoration…) en verre à la fin du parcours de visite.
- Musée du maquettisme, de la fonderie et de la moulerie[165] montre aux visiteurs une partie des métiers qui gravitent autour de la verrerie semi-automatique (dessin, maquette, moule).
- Musée de la Géologie[165] créé en 1993, il contient des minéraux locaux, régionaux et nationaux.
- Musée de la Ferme : "A la croisée des temps"[165], créé en 1995 à l'initiative du carcahoux, ce musée est constitué d'environ 400 objets de la vie rurale et agricole, mis en scène dans des tranches de vie (travail des champs, les étables, le cellier, le grenier à grain…).
- Musée de la Musique et des Instruments[165], présent dans les locaux du manoir depuis 1997, à l'initiative du président de l'Harmonie municipale de Blangy-Bouttencourt de l'époque : Gilbert Caule, ce musée retrace au travers d'une centaine d'objets (instruments de musique, photographies, banière…) l'histoire de la musique blangeoise depuis 1878.
- L'exposition permanente : "Le poids de l'Homme Blanc[167] date de 2016. À l'initiative de l'association « Paroles d'objets nègres », cette exposition retrace l'histoire de la France coloniale au travers d'objets, d'affiches, d'uniformes…
- Musée de l'archéologie[165] regroupe des objets trouvés lors de fouilles effectuées dans la vallée de la Bresle, particulièrement sur le site du Campigny, de Fontaine et de la vallée aux Moucherons.
- L'archéosite de Blangy-sur-Bresle est un parc archéologique situé dans les jardins du manoir de Fontaine ; les bénévoles de l'association FATRA (Fédération des archéologues du Talou et des régions avoisinantes), y ont reconstitué à partir de 2000 un village mérovingien avec ses installations domestiques et artisanales : four de potier, four à pain, four à verre, halle en bois, échoppe[168],[169]… Il est animé deux fois par an par l'association, lors des Journées nationales de l'archéologie et de la Fête du Verre par des bénévoles en costumes.

Les musées et le site du manoir font l'objet d'un projet de modernisation initié en 2020 et qui devrait aboutir en 2023.
- L'arboretum est créé en 2000 par l’Office national des forêts (ONF) et à l'initiative du conseil municipal. Cet espace de 1 400 m2 contient une centaine de plantes différentes.

### Personnalités liées à la commune
- Jean de Blangy (1272-1344), archidiacre de Blangy vers 1330, théologien et docteur de l'Université de Paris.
- En 1471, Charles d'Artois, seizième comte d'Eu tombe malade à Beauvais. Souhaitant revenir mourir à Eu, il atteindra seulement le château de Blangy. Il y meurt le 17 juillet de la même année âgé de 78 ans[170].
- Ville d'origine de la famille Duquesne, le père d'Abraham Duquesne, protestant, quitte Blangy en 1604 pour ne pas payer une rente à la rénovation de l'église Notre-Dame pour une maison dont il a hérité et s'installe à Dieppe[66].
- Anne-Marie-Louise d'Orléans (1627-1693), la Grande Mademoiselle, cousine du roi Louis XIV, et petite-fille de Henri IV et de la reine Marie de Médicis. Il semble que le manoir d'Hottineaux ait été construit pour elle par Charles de Bezu, baron de Fresnelle[171],[170]. En 1681 elle fait édifier un hospice (détruit en 1940 ou 1944) dans la commune[172].
- Charles François de Calonne-d'Avesnes (1744-1840), chevalier de Malte, officier, député au Conseil des Cinq-cents (1744-1840), il participe à la conjuration de Cadoudal. Sa mère Françoise-Renée de Bommy fait partie de la noblesse Blangeoise. Il termine sa vie dans sa résidence de la commune[154] rue Saint-Denis.
- Édouard Daliphard (1833-1877), est né à Blangy. Sa famille est originaire de la ville et son père y mourra en novembre 1878 et sa mère l'année suivante. Daliphard donnera une partie (300 francs) de l'héritage de ses parents à la commune de Blangy pour aider à l'édification d'une Bibliothèque. Il réside partiellement à Blangy et y peint Dindon, Bords de la Bresle à Blangy (Seine-Inférieure), Le Moulin du village Huet, un souvenir de la Forêt d'Eu et un cimetière au printemps (l'une de ses toiles les plus appréciées de l'époque qui est aujourd'hui la propriété du musée des Beaux-Arts de Rouen)[173]. En 1871, il accumule une importante collection d'objets issus des fouilles du Campigny dont une hache de 20 cm en silex gris-blanchâtre qu'il rachète à M. Parisy-Dumanoir[174]. Il ambitionnera de représenter à la députation à Blangy avant d'être rattrapé par une maladie qui lui sera fatale[173]. Sa collection préhistorique sera vendue à sa mort[174]. Une rue de la commune porte son nom.
- Émile Frechon (1848-1921), journaliste et photographe de l’École naturaliste né dans la commune. Il est le frère aîné de Charles Frechon. Surnommé « Le Millet de la photographie », il laisse des collections sur la vie rurale et maritime de Normandie, de Picardie et de Bretagne. Installé en Algérie à Biskra, il a également réalisé des campagnes photographiques aux Pays-Bas et à Jérusalem.
- Charles Frechon (1856-1929), peintre postimpressionniste de l’École de Rouen et palethnologue né dans la commune. Son père y possède un moulin à huile et une savonnerie rue à l'Huile. Sa famille réside dans la commune, il y revient régulièrement. Intéressé par les travaux de MM. de Morgan au Campigny, il effectue quelques fouilles sur cette station en septembre 1898. Il en retire beaucoup de silex taillés et poteries, et détermine avec précision la dimension du fond de cabane[175]. Il possède à sa mort une collection fort renommée[176] qui sera versée dans les collections du muséum d'histoire naturelle de Rouen en 1931[177]. Une partie de son œuvre, entreposée à Blangy, disparaitra dans le grand incendie de 1940. Le groupe scolaire de la commune porte son nom.
- Jacques de Morgan (1857-1924), né à Blangy, il mène avec son père Eugène (1828-1904)[178],[179] et son frère Henri (1855-1909)[180] des fouilles à Blangy sur des cimetières francs au Camp-Comtois et surtout sur un fond de cabane de la butte du Campigny (à partir de 1868). Ils fouillent le site pendant environ 25 ans. Ils fouillent dans les terrassements de la nouvelle voie ferrée en 1871 et y trouvent des bois de cerf taillés au silex. Ils amassent une collection de plus de 1200 objets. Après le déménagement de son père dans le Pas-de-Calais, Jacques de Morgan continuera ses fouilles à Blangy[175]. Explorateur et archéologue, il est internationalement reconnu pour ses compétences en égyptologie[174].
- Aline Sagols née Aline Decayeux, handballeuse internationale et rugbywoman internationale française, est née à Blangy-sur-Bresle en 1967.

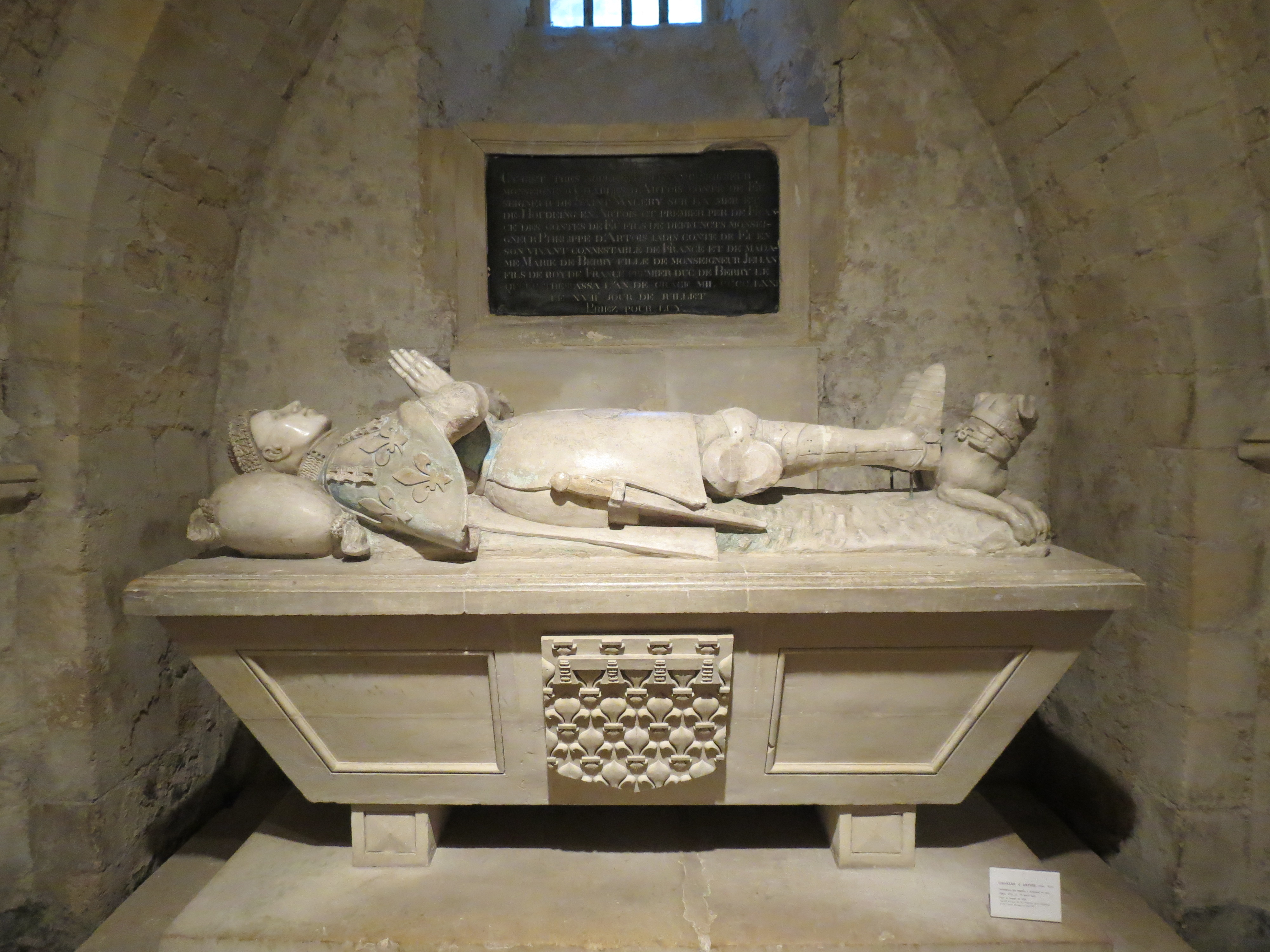
Gisant de Charles d'Artois dans la crypte de la collégiale de Eu.
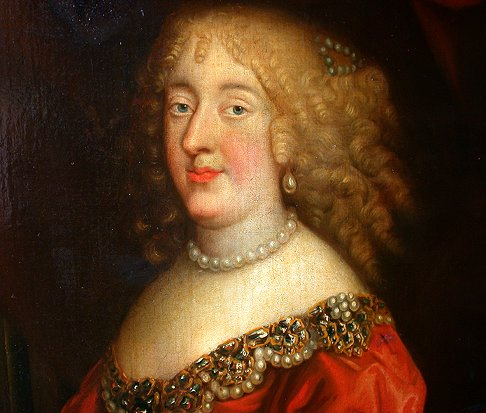
La grande mademoiselle.
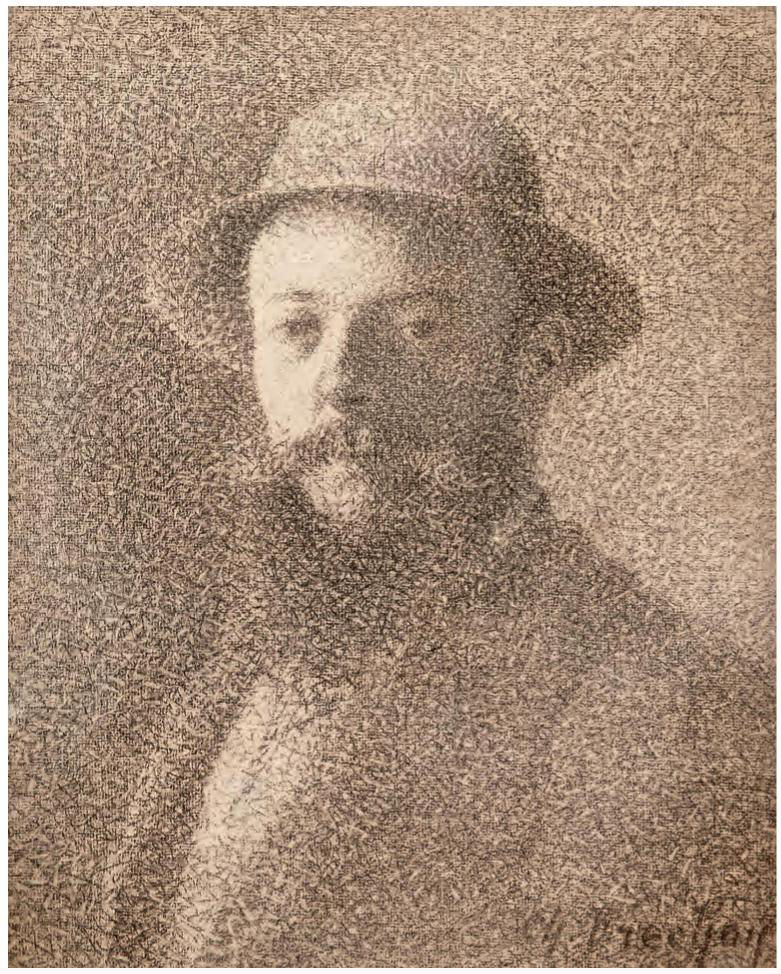
Autoportrait de Charles Frechon.
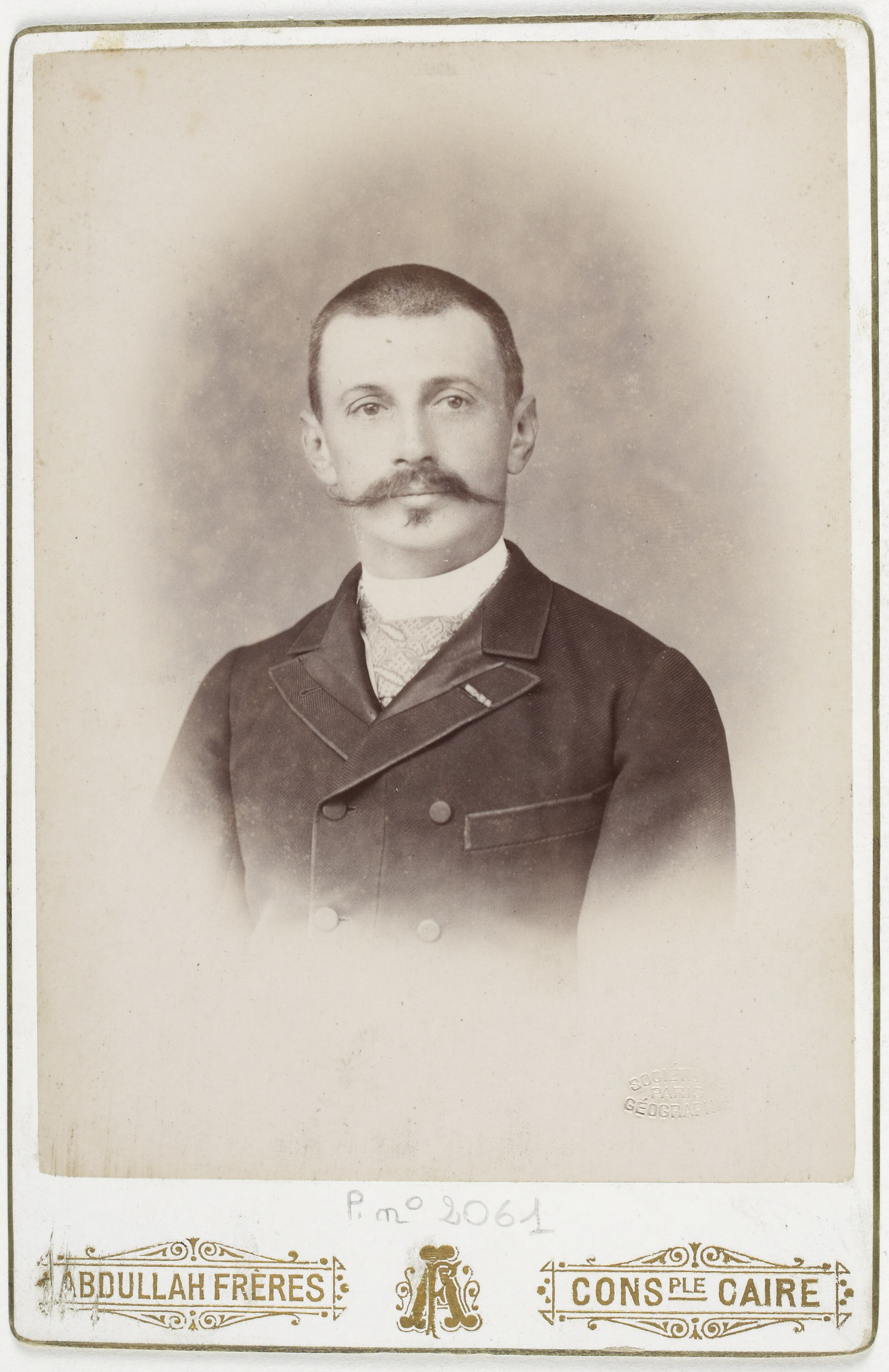
Jacques de Morgan

### Blangy-sur-Bresle dans les arts et la culture

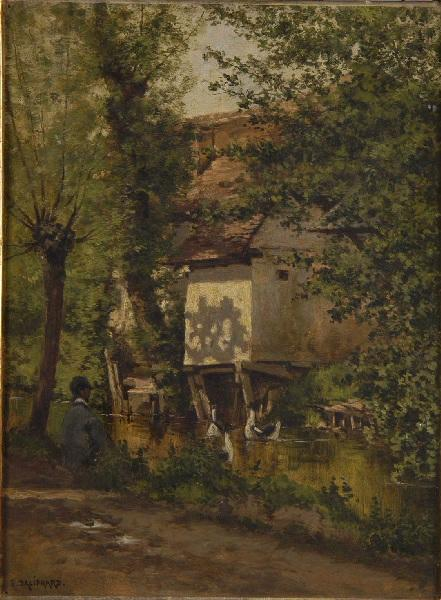
Bords de la Bresle à Blangy (Seine-inférieure), par É. Daliphard.

La commune a inspiré de nombreux artistes de passage ou résidant dans les environs. Ainsi, les peintres Émile van Marcke (1827-1890), Louis Watelin (1838-1907), Édouard Daliphard (1833-1877), Charles Frechon (1856-1929) produisent plusieurs toiles de Blangy et de ses environs (l'ancien cimetière, la Bresle, le moulin de Hollande, les marais…). Le photographe Émile Frechon, frère aîné du peintre Charles Frechon, a produit des clichés de Blangy dont au moins un est paru dans la revue Country Life.
La ville de Blangy est évoquée dans le chaptire 21 du roman d'Alexandre Dumas, les trois mousquetaires. D'Artagnan de retour d'Angleterre doit gagner Paris depuis Saint-Valery. Un aubergiste lui indique le chemin pour rejoindre la route de Blangy à Neufchâtel : « Allez d’ici à Blangy, et de Blangy à Neufchâtel. À Neufchâtel, entrez à l’auberge de la Herse d’Or, donnez le mot d’ordre à l’hôtelier, et vous trouverez comme ici un cheval tout sellé. »
Victor Hugo évoque également la commune dans une lettre à sa fille Adèle Hugo en ces termes : « J'ai laissé sur ma gauche Blangy, riante petite ville cachée dans les peupliers au fond d'une superbe vallée à grands contours ».

### Héraldique, logotype
Perdues et oubliées, les armes de Blangy réapparaissent en 1852 à l'initiative du maire de l'époque : François-Marc Daillier. Il les fit peindre à ses frais par le collège héraldique et archéologique de France à partir d'empreintes de cire datant du XVIIe siècle et du 11 août 1789. Un sceau fut déposé aux archives et le blason gravé sur la façade de l'hôtel de ville. L'hôtel de ville disparut dans les bombardements de 1940 et 1944, les archives également. La seule trace historique des armes de la ville se trouve taillée dans une pierre (sculpture de A. Rivière datant d'une des rénovations du XXe siècle) de l'un des portails de l'église Notre-Dame de la Délivrance.
| Blason de Blangy-sur-Bresle | Blason  | Le premier blason (héraldique) de Blangy devait avoir pour principe celui des comtes d’Eu. Les armes actuelles existaient déjà au XVIe siècle et se blasonnent ainsi : D'argent au lion de sable, armé et lampassé de gueules,. Cimier : Une couronne surmontée de Lys royaux. Supports : Deux rameaux d'olivier (renvoyant à l'immortalité) noués, formant une couronne civique. Ornements extérieurs : Croix de guerre 1939-1945 attribuée le 22 mai 1950 (inscrite au nom de "Blanville" sur les listes). |
| Blason de Blangy-sur-Bresle | Détails | Le statut officiel du blason reste à déterminer. |

Identité visuelle de Blangy-sur-Bresle
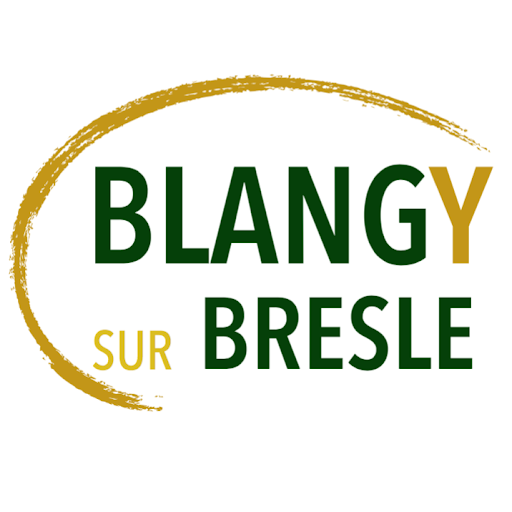
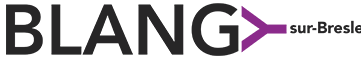

## Pour approfondir